# Personnages de Tekken

La liste suivante répertorie l'ensemble des personnages de la franchise de jeux vidéo de combat Tekken, dans l'ordre chronologique de leur apparition, puis, à titre équivalent, dans l'ordre alphabétique.

## Tekken

### Armor King
- Nationalité :  Mexique
- Style de combat : catch
- Jouable dans : Tekken, Tekken 2, Tekken Tag Tournament, Tekken 5: Dark Resurrection, Tekken 6, Tekken Tag Tournament 2, Tekken 7 et Tekken 8
- Apparaît dans : Tekken: The Motion Picture
- Relations :
  - King I (Élève)
  - King II (Élève puis rival)
  - Craig Marduk (Rival)
  - Alex (Élève)
  - Jaycee (Partenaire, puis rival)

Armor King Ier était le mentor de King 1er et de King 2e.
Catcheur professionnel mexicain de haut niveau qui porte en permanence un visage de jaguar noir, Armor King a voyagé d'un ring à l'autre aux quatre coins du monde dans le but de prouver son niveau. Un jour, au Mexique, il rencontre un autre lutteur, le futur King Ier, qui le met sérieusement en difficulté. Les deux hommes deviennent rapidement rivaux et se combattent pendant de nombreuses années. Lors d'un match, King blessa accidentellement Armor King à l'œil. À la suite de cet événement, les deux hommes se rapprochent et deviennent de grands amis. Peu après, la Mishima Zaïbatsu annonce le King of Iron Fist Touranement, qui rassemble les meilleurs combattants du monde. King et Armor King décident d'y participer pour remporter la prime promise au vainqueur, dans le but de construire un orphelinat au Mexique. Mais lors du combat, King perd face à un autre adversaire et voit donc la prime du vainqueur lui échapper. Déçu, il se met à boire, arrête les combats de lutte professionnelle et disparaît de la circulation pendant deux ans.
Armor King retrouve un King 1er prêt à sombrer pour de bon, saoul, dans une rue étroite. Apprenant de la bouche de son mentor la tenue prochaine d'un second Iron Fist Tournament, et ainsi une seconde chance inespérée pour lui d'accomplir son rêve de construire un orphelinat, King récupéra son masque et reprit l'entraînement sous la direction d'Armor King. Mais une fois de plus, les deux hommes ne parviennent pas à remporter la victoire. Déçus, les deux amis se séparent et tandis que King entreprend de s'occuper d'orphelins, Armor King recueille un jeune garçon dont les parents sont morts, et entreprend alors d'en faire un véritable combattant digne de feu son ami King Ier, qui vient de se faire tuer par Ogre. Pendant 15 ans, Armor King entraîne King II et en fait un combattant d'exception. Tandis que ce dernier combat au troisième King of Iron Fist Touranement, Armor King, qui n'a pas voulu participer à la compétition, se rend en Australie. Un soir, dans un bar, il se dispute violemment avec un homme, Craig Marduk. Les deux hommes en viennent aux mains, Armor King Ier trouvant malheureusement la mort des mains de son adversaire. King II entreprend alors de venger son maître et devient le rival mortel de Marduk, tandis que le quatrième King of Iron Fist Tournament est annoncé.
Pourtant, Armor King réapparaît sans explications lors du cinquième King of Iron Fist Tournament. Un homme portant le même masque que le défunt Armor King attaque Marduk dans le vestiaire alors que celui-ci s'apprête à disputer un combat de Vale Tudo, et envoie l'australien à l'hôpital. Marduk et King, qui sont devenus amis après le cinquième tournoi, décident de partir à la recherche de ce mystérieux agresseur. Tous deux décident donc de participer au sixième King of Iron Fist Tournament organisé par Jin Kazama, certains que l'agresseur de Marduk y participera. À la fin du tournoi, ils découvrent finalement la vérité : l'agresseur est en réalité le frère cadet du premier Armor King, venu venger le meurtre de son aîné.

### Anna Williams
Pour les articles homonymes, voir Anna Williams et Williams.
- Nationalité :  Irlande
- Style de combat : art de l’assassinat
- Jouable dans : Tekken, Tekken 2, Tekken 3, Tekken Tag Tournament, Tekken 4, Tekken 5, Tekken 5: Dark Resurrection, Tekken 6, Tekken Tag Tournament 2, Tekken 7 et Tekken 8
- Apparaît dans : Tekken: The Motion Picture, Tekken et Tekken: Blood Vengeance
- Incarnée par : Marian Zapico
- Relations :
  - Richard Williams (Père)
  - Heather Williams (Mère)
  - Nina Williams (Sœur)
  - Steve Fox (Neveu)
  - Kazuya Mishima (Patron)

Anna Williams est l'une des emblèmes de la franchise, à l'instar de sa sœur Nina. D'apparence excentrique, frivole et très féminine, Anna est une femme sensuelle âgée de 18 ans lors de sa première apparition, de 20 ans dans Tekken 2, de 39 ans dans Tekken 3, de 41 ans dans Tekken 5 et de 42 ans dans Tekken 6. Cependant, elle en paraît quinze de moins, car tout comme sa sœur, elle a fait un séjour dans la Cold Sleep Machine du Dr Bosconovitch entre Tekken 2 et 3. Elle aime plaire et n'hésite pas à se montrer aguichante pour obtenir ce qu'elle désire. Moins cruelle que Nina, Anna montre à plusieurs reprises qu'elle est capable de pardonner à sa sœur, et tente même de l'aider lors du troisième tournoi, mais c'est finalement leur éternelle rivalité qui reprend toujours le dessus : l'empathie d'Anna envers Nina semble avoir disparu.
Anna a un style très particulier : elle garde toujours les cheveux courts coupés en carré et porte généralement une qipao modifiée avec ses gants et les chaussures assorties. Elle a le look des femmes fatales des années 1920, toujours en robe, aux cheveux courts, buvant de la liqueur forte et fumant des cigarettes.
Élevées dans la haine de l'autre par leur père Richard Williams, qui avait très vite compris que ses filles dévoileraient leur meilleur potentiel dans la compétition, Anna et Nina devinrent rapidement des expertes dans la maîtrise des Arts Assassins. Un soir, de retour au manoir familial, elles découvrirent la maison totalement ravagée et leur père assassiné. Croyant toutes les deux que l'autre était responsable du meurtre, Anna chercha par tous les moyens à se venger de sa sœur en la tuant. Devenue une redoutable tueuse à gages, acceptant des missions toujours plus risquées, qu'elle réussit avec brio ; Anna rejoignit le King of Iron Fist Tournament lorsqu'elle apprit que Nina a été embauchée pour tuer Heihachi Mishima, se doutant que Nina profitera de la compétition pour exécuter son contrat. Son plan fonctionne à merveille puisque dès qu'elle la voit, Nina abandonne son projet pour affronter sa sœur. Lorsque leur combat prend fin sans laisser de vainqueresse, Heihachi a disparu et Nina ne parvint pas à le retrouver. Les deux sœurs se séparent, plus ennemies que jamais.
Un jour, Kazuya Mishima, l'héritier du puissant empire Mishima, impressionné par le talent de la jeune femme, lui propose d'entrer à son service en tant que garde du corps, tout en l'informant que la mission était périlleuse, car il avait appris qu'un des plus dangereux tueur au monde avait été engagé pour l'assassiner. Il ignorait cependant l'identité de ce tueur. Anna le rassura, ne redoutait personne, et s'inscrivit au King of Iron Fist Tournament 2 en même temps que Kazuya pour le protéger, se doutant bien que le tueur serait l'un des participants. Mais Anna découvrit bien vite que Nina participait également au tournoi. Plus aucun doute pour l'irlandaise : Le tueur engagé pour assassiner Kazuya était sa sœur, ce qui la ravit car elle avait enfin l'occasion de se venger. Mais toutes deux étaient devenues si douées dans la pratique des Arts Assassins que leur combat fut vain, aucune ne parvenant à vaincre l'autre. À l'issue du combat, les deux sœurs sont capturées par Kazuya, qui décide d'offrir Nina comme cobaye au Dr Boskonovitch pour tester la nouvelle invention du scientifique : le sommeil cryogénique, censé ralentir le vieillissement du patient. En apprenant la nouvelle, Anna entra dans une fureur noire, car sa sœur allait pouvoir conserver sa jeunesse et toutes ses facultés physiques, tandis qu'elle-même continuerait à vieillir : l'idée lui fut insupportable. Elle décida donc de participer elle aussi à l'expérience, et demanda au Dr Boskonovitch de la réveiller en même temps que Nina.
Dix-neuf ans plus tard, Nina fut réveillée et possédée par Ogre, qui se servit d'elle pour tenter de tuer Jin Kazama. Anna fut à son tour réveillée selon son vœu, et apprenant la manipulation dont sa sœur était victime, elle décida de participer au troisième tournoi organisé par les exécutifs de la Zaibatsu pour empêcher Nina de commettre l'irréparable. Ogre fut cependant vaincu avant qu'Anna ne l'atteigne, tandis que Nina, libérée de l'emprise d'Ogre, elle disparut de la circulation, frappée d'amnésie.
Malgré ses recherches, Anna ne parvint pas à retrouver Nina. C'est justement sa sœur qui lui rendit visite, mais dès qu'elle vit Anna, Nina retrouva la mémoire et attaqua sa petite sœur. Le combat qui s'ensuivit dura plusieurs jours mais une fois de plus, aucune des deux ne parvint à vaincre l'autre. Elles décidèrent donc de régler leurs comptes une fois pour toutes au King of Iron Fist Tournament 5, tournoi qui vit la victoire de Nina sur Anna. Cependant, Nina préféra laisser Anna vivre avec son humiliation. Animée d'une haine mortelle envers sa sœur, cherchant par tous les moyens à se venger, Anna découvrit bien vite que Nina était devenue le garde du corps personnel de Jin Kazama, nouveau leader de la Mishima Zaibatsu ; Et elle décida d'entrer au service du père de celui-ci, son ancien employeur, Kazuya Mishima, le chef de la G-Corporation, l'entreprise concurrente de celle de Jin. Le désir de vengeance sur Nina poussa Anna à s'inscrire au sixième tournoi, afin de protéger Kazuya, mais surtout pour retrouver Nina et prendre sa revanche.
Anna Williams apparaît dans le film d'animation Tekken: Blood Vengeance. Elle tend un piège à sa sœur Nina Williams pour lui coller un traqueur afin d'obtenir des informations sur le nouveau directeur de la Mishima Zaïbatsu et employeur de Nina, Jin Kazama. Anna travaille quant à elle pour Kazuya Mishima, père de Jin et directeur de la G-Corporation, et pense pouvoir forcer Ling Xiaoyu à espionner Shin Kamiya car les deux organisations recherchent l'étudiant tandis que Jin envoie Alisa Boskonovitch.
Anna Williams apparaît aussi dans le film Tekken où son personnage est joué par Marian Zapico. Elle est, tout comme sa sœur Nina l'amante de Kazuya et participe au tournoi de Tekken organisé par Heihachi mais sans combattre. Kazuya confie la mission aux deux sœurs d'éliminer Jin mais elles échouent.

### Devil
- Nationalité :  Japon
- Style de combat : Karaté style Mishima
- Jouable dans : Tekken, Tekken 2, Tekken Tag Tournament, Tekken Tag Tournament 2 et Tekken 7
- Apparaît dans : Tekken: The Motion Picture et Tekken: Blood Vengeance
- Relations :
  - Devil Jin (Fils et Ennemi)
  - Angel (Rivale)

Devil est en réalité Kazuya Mishima envoûté par Devil, un redoutable démon. En effet, lorsque Heihachi Mishima précipita son fils qu'il déteste (il le rend responsable de la mort de sa femme, morte en mettant Kazuya au monde), le petit garçon, au bord de la mort, est approché par Devil, qui lui promet de le sauver en échange de son âme, ce que Kazuya accepte. Depuis, une cicatrice est présente sur le torse de Kazuya et elle le fait souffrir quand il se met en colère et que Devil prend le contrôle de son corps. Devil Kazuya est donc la forme possédée de Kazuya, ce qui donne une force et une agilité accrue à ce dernier. C'est sous cette forme que Kazuya parvient à prendre le dessus sur son père à l'issue du premier King of Iron Fist Tournament. Après avoir à son tour jeté son père du haut d'une falaise, Devil Kazuya prend le contrôle de la Mishima Zaibatsu.
Lors du second tournoi, Devil Kazuya combat à nouveau mais doit cependant affronter un nouvel adversaire : Angel, qui représente la bonne partie de l'âme de Kazuya, celle qui n'est pas possédée par Devil, ce qui en fait sa rivale. À la fin du tournoi, Angel parvient à prendre le dessus et à réprimer Devil au fin fond de l'âme de Kazuya, ce qui permet à un Heihachi vengeur de prendre sa revanche sur son fils. Par la suite, le gêne Devil se transmet au fils de Kazuya et de Jun Kazama, Jin Kazama, et ne se manifeste plus dans aucun des tournois suivants. Devil Jin est donc le fils et le rival de Devil Kazuya.

### Ganryu
- Nationalité :  Japon
- Style de combat : sumo
- Jouable dans : Tekken, Tekken 2, Tekken Tag Tournament, Tekken 5, Tekken 5: Dark Resurrection, Tekken 6 et Tekken Tag Tournament 2
- Apparaît dans : Tekken: The Motion Picture et Tekken: Blood Vengeance
- Relations :
  - Michelle Chang (Attirance non réciproque).
  - Julia Chang (Attirance non réciproque).
  - Kazuya Mishima (Ancien patron).

Ganryu est un sumotori japonais âgé de 32 ans lors de sa première participation au King of Iron Fist Tournament, et de 55 ans pour les Tekken 5 et 6. Ganryu est un grand lutteur sumo qui rêve de devenir un jour Yokozuna, le plus haut grade qu'un sumo puise atteindre. Souhaitant ouvrir sa propre école de lutte, il décide de participer au premierKing of Iron Fist Tournamentafin de remporter la récompense promise au vainqueur et ainsi réaliser son rêve. Cependant, il est battu lors du tournoi par Nina Williams, qui en profite pour lui voler le peu d'argent qu'il possède. Ruiné, à court d'argent, il doit retourner au Japon, et pour subsister, il doit recourir à des actions de moins en moins recommandables. Lorsque les dirigeants de son école apprennent ses activités illégales, Ganryu se retrouve banni des rings de sumo et interdit de toute compétition ayant trait à ce sport.
N'ayant plus la possibilité de pratiquer la seule chose pour laquelle il se montre vraiment doué, il se met à la recherche d'un travail, et aux côtés de Bruce Irvin et Anna Williams, il entre au service de Kazuya Mishima, le nouveau leader de la Mishima Zaibatsu, en devenant son garde du corps. Il participe en ce sens auKing of Iron Fist Tournament2 organisé par Kazuya pour protéger ce dernier, car Kazuya a appris qu'un des plus redoutables tueurs au monde a été engagé pour l'assassiner durant le tournoi. Pendant la compétition, Ganryu tombe amoureux d'une autre participante, Michelle Chang, mais celle-ci n'éprouve absolument rien pour lui, et le bat lors de leur combat. À nouveau mis en échec, Ganryu voit sa situation s'aggraver à l'issue du tournoi puisque Bruce est arrêté par Lei Wulong pour trafic de drogue tandis que Kazuya est battu en finale du tournoi par son père Heihachi Mishima qui le jette ensuite dans un volcan, reprend le contrôle de son entreprise et renvoie Ganryu. Celui-ci se retrouve donc à nouveau seul, sans travail. Cependant, la chance lui sourit enfin lorsque son bannissement de sumo est levé, et il reprend l'entraînement, devenant ainsi l'un des plus jeunes Rikishi de l'histoire, bien qu'il ne soit jamais parvenu à remporter de championnat important. Quelques années plus tard, il quitte le Japon pour Hawaï où il parvient enfin à ouvrir son école de sumo, et parvient à oublier Michelle.
Mais un jour, alors qu'il suit à la télévision leKing of Iron Fist Tournament4, il remarque une des compétitrices, Julia Chang, qui ressemble à s'y méprendre à Michelle, la femme qu'il a autrefois aimé. Ganryu tombe immédiatement amoureux d'elle, et décide de la conquérir malgré leur différence d'âge (elle a 30 ans de moins que lui). En se renseignant sur la jeune femme. Il apprend alors que celle-ci fait des recherches pour un programme de restauration de la forêt, mais ses travaux ont été dérobés par la Mishima Zaibatsu. À peine deux mois plus tard est annoncé leKing of Iron Fist Tournament5. Persuadé que Julia va y participer, Ganryu décide de s'inscrire pour récupérer les données volées et ainsi gagner le cœur de la jeune femme. Ganryu participe donc au tournoi, et lorsqu'il rencontre Julia, il lui déclare sa flamme, mais celle-ci l'ignore superbement et l'envoie au tapis. Pas découragé pour autant, Ganryu profite de la suite de la compétition pour s'introduire dans les laboratoires de la Mishima Zaibatsu et dérobe les données volées à celle qu'il aime. À l'issue du tournoi, il remet les données à Julia. Celle-ci le remercie sincèrement, mais n'accepte pas qu'une relation naisse entre eux, et repart en Amérique.
Ganryu retourne alors à Hawaï et ouvre son propre restaurant, le « Chanko Paradise ». Mais le succès n'est pas au rendez-vous, et l'entreprise se retrouve vite en difficulté financière. Quand il apprend qu'est organisé leKing of Iron Fist Tournament6, il décide de participer afin de remporter la récompense promise au vainqueur afin d'éviter la faillite, mais aussi afin de faire connaître son restaurant.

### Heihachi Mishima
- Nationalité :  Japon
- Style de combat : karaté style Mishima
- Jouable dans : Tekken, Tekken 2, Tekken 3, Tekken Tag Tournament, Tekken 4, Tekken 5, Tekken 5: Dark Resurrection, Tekken 6, Street Fighter X Tekken, Tekken Tag Tournament 2, Tekken 7 et Tekken 8
- Apparaît dans : Tekken: The Motion Picture, Tekken et Tekken: Blood Vengeance
- Incarné par : Cary-Hiroyuki Tagawa
- Relations :
  - Jinpachi Mishima (Père)
  - Kazumi Mishima (Femme décédée)
  - Kazuya Mishima (Fils)
  - Lee Chaolan (Fils adoptif)
  - Lars Alexandersson (Fils non déclaré)
  - Jun Kazama (Belle-fille)
  - Jin Kazama (Petit-fils)
  - Kuma (Garde du corps)

### Jack
Nationalité Russie
Style de combatArme
Jouable dansTekken
Relations
- Dr Boskonovitch (Créateur)

Jack est un super robot, une arme de destruction conçue par l'Union Soviétique. Ce modèle-ci est le premier lancé en série, soit l'unité 0001.
L'armée russe apprend que Kazuya est susceptible de provoquer un coup d'État. Elle envoie Jack pour l'arrêter.
Selon eux, aucun humain ne pourrait résister au robot.
Il fut détruit à la fin du 1er tournoi, mais sa mémoire a été transférée dans Jack-2 grâce à sa protégée, une physicienne nommée Jane.

### Kazuya Mishima
- Nationalité :  Japon
- Style de combat : Karaté Style Mishima
- Jouable dans : Tekken, Tekken 2, Tekken 4, Tekken Tag Tournament, Tekken 5, Tekken 5: Dark Resurrection, Tekken 6, Street Fighter X Tekken, Tekken Tag Tournament 2, Tekken 7 et Tekken 8
- Incarné par : Ian Anthony Dale
- Voix : Masanori Shinohara (ja)
- Relations
  - Jinpachi Mishima (Grand-père)
  - Heihachi Mishima (Père)
  - Kazumi Mishima (Mère décédée)
  - Lee Chaolan (Frère adoptif)
  - Lars Alexandersson (Demi-frère)
  - Jun Kazama (Compagne)
  - Jin Kazama (Fils)
  - Anna Williams (Garde du corps et maîtresse)
  - Bruce Irvin et Ganryu (Gardes du corps)
  - Asuka Kazama (Nièce)

### King Ier
Nationalité Mexique
Style de combatCatch
Jouable dansTekken, Tekken 2: Tekken: The Motion Picture
Relations
- Armor King (Rival puis Mentor)
- Ogre (assassin)

lutteur professionnel mexicain, King Ier a développé sa renommée sous la houlette de son ancien rival Armor King Ier. C'est dans cette optique qu'ils se sont retrouvés lors du premier King of Iron Fist Tournament, que King espérait réussir pour empocher la prime. L'argent, cependant, revint à Kazuya Mishima après sa victoire sur son père Heihachi. Sa défaite désespéra King, qui déserta les rings et sombra dans l'alcool. Il lui aura fallu l'image forte d'un mentor dépité lui jetant son masque aux pieds; dans une allée désertée, ainsi que l'annonce par celui-ci du second King of Iron Fist Tournament, pour que King se relève, y percevant une seconde chance d'accomplir son objectif.
C'est peu après que King premier du nom trouva la mort, des mains d'Ogre.

### Kuma
Nationalité Japon
Style de combatKuma shin ken style Heihachi (kuma 2), Combat style Ours avancé (kuma 1)
Jouable dansTekken, Tekken 2, Tekken 3, Tekken 4, Tekken Tag Tournament, Tekken 5, Tekken 5: Dark Resurrection, Tekken 6, Street Fighter X Tekken,, Tekken Tag Tournament 2, Tekken 7 et Tekken 8
Apparaît dansTekken: The Motion Picture
Relations
- Heihachi Mishima (Patron)
- Panda (Attirance non réciproque)
- Paul Phoenix (Ennemi)

Kuma est un ours, animal de compagnie de Heihachi Mishima et également son garde du corps. Kuma 1er comme son fils Kuma 2nd vouent une haine féroce à Paul Phoenix. Particulièrement intelligent, Kuma, du fait de sa domestication, adore regarder la télévision. Bien qu'il ne s'exprime qu'avec des grognements, il arrive à comprendre et à se faire comprendre des personnages humains de la série.
Kuma participe au King of Iron Fist Tournament afin de protéger son maître Heihachi. C'est pendant ce tournoi qu'il affronte Paul Phoenix, qui parvient à le mettre K.O en un seul coup de poing. Dès lors, il éprouve pour cet homme une haine qui ne s'éteindra jamais. Battu, il ne sait donc pas ce qu'il devient d'Heihachi à la fin du premier tournoi, et le recherche longuement, en vain. Est alors annoncé le King of Iron Fist Tournament 2. Se doutant que si son maître doit réapparaître, ce sera lors de ce tournoi, il décide de s'inscrire. Il en profitera au passage pour prendre sa revanche sur Paul.
Comme prévu, il retrouve Heihachi lors du tournoi et l'accompagne jusqu'à sa victoire finale, mais ne recroisera pas Paul lors de ce tournoi. Après la reprise de contrôle d'Heihachi sur la Mishima Zaibatsu, il redevient son garde du corps officiel. Plusieurs années plus tard, Kuma 1er meurt de vieillesse aux côtés de son maître, qui le regrettera sincèrement. Il laisse derrière lui un fils, Kuma 2nd, qui prend sa place en tant que protecteur d'Heihachi.
Kuma 2d participe donc naturellement au King of Iron Fist Tournament 3 pour protéger Heihachi, et n'est nullement intéressé, contrairement à beaucoup d'autres personnages, par la destruction d'Ogre. Sa seule obsession est de battre Paul, dont il a appris la participation et qui avait battu et humilié son père des années auparavant. Malgré sa surprise de revoir Kuma vivant alors qu'il le pensait mort, Paul parvient à le battre, ce qui ne fait que renforcer la haine de Kuma à son égard.
Autre fait important pendant ce tournoi, Kuma tombe fou amoureux de Panda, l'animal de compagnie de Ling Xiaoyu. Amour, cependant, non-réciproque.
Après avoir perdu contre Paul, Kuma se rend compte qu'il a perdu toutes ses racines animales et sa force qui faisaient de lui un ours d'exception. Tant qu'il serait uniquement un animal domestique, il ne serait pas capable de développer ses instincts naturels, nécessaires pour batte Paul. Avec la bénédiction d'Heihachi, qui le préfère aux membres de sa famille, il part pendant deux ans s'entraîner plus dur que jamais dans les montagnes d'Hokkaido. La vie dans ces contrées hostiles s'avère plus difficile que n'importe quel entraînement avec Heihachi, mais ses efforts furent payants, car Kuma devint plus fort qu'il ne l'avait jamais été. Ne restait qu'un seul plaisir coupable à l'ours brun : la télévision. C'est par l'une d'elles qu'il apprit la tenue du King of Iron Fist Tournament 4.
S'estimant prêt à battre n'importe quel adversaire, il décide de s'inscrire au tournoi, et cette fois, il écrasa l'ennemi juré. Plus fier de lui-même qu'il ne l'avait jamais été, il s'en va rejoindre Heihachi, mais apprend alors la mort du vieil homme. Très triste de ne pas avoir pu le revoir, Kuma décide de prendre la tête de la Mishima Zaibatsu au nom de son défunt maître, mais il est devancé par une mystérieuse personne et se réfugie dans les montagnes. Deux mois plus tard, il découvre qu'est organisé un King of Iron Fist Tournament 5. Désirant plus que tout connaître l'identité de celui qui a pris le contrôle de l'entreprise d'Heihachi, il s'inscrit au tournoi.
C'est là qu'il tombe à nouveau sur Paul, qui le bat. Convaincu d'être le seul à pouvoir diriger la Mishima Zaibatsu, Kuma se rend au siège de la multinationale, et tombe sur Jin Kazama, petit-fils d'Heihachi et nouveau leader de la Mishima Zaibatsu, qui le roue de coups et le jette d'un hélicoptère dans les plaines d'Hokkaido. Kuma survécut miraculeusement à la chute et jura de se venger. Lorsqu'est annoncé le King of Iron Fist Tournament 6, il s'inscrit pour mettre Jin hors d'état de nuire. Il n'y parvient pas car Jin disparut dans l'effondrement du temple d'Azazel.
Heihachi reprit alors la Mishima Zaibatsu. Ce dernier, pour remercier Kuma d'avoir essayé de défendre son empire le reprend comme garde du corps. L'ours décide de servir pleinement son maître et s'engage dans la Tekken Force afin d'affronter la G Corporation.

### Kunimitsu
Nationalité Japon
Style de combatManji Ninjustu
Jouable dansTekken, Tekken 2, Tekken Tag Tournament, Tekken Tag Tournament 2 et Tekken 7
RelationsYoshimitsu (Ex-mentor)
Kunimitsu était l'une des membres du Manji Clan, rassemblant des « Robins des bois » des temps modernes, sous la houlette de Yoshimitsu. Elle porte un masque de renard blanc et est une experte du combat au poignard. Elle est apparue dans les jeux Tekken, Tekken 2, Tekken Tag Tournament et Tekken Tag Tournament 2 (en DLC).
Kunimitsu fut une des membres les plus dévoués du clan Manji pendant de très nombreuses années, au point de devenir le bras droit de Yoshimitsu, mais elle finit par se lasser de cette vie où le fruit de ses vols était sans cesse redistribué aux plus démunis. Songeant à quitter le clan, elle découvrit presque par hasard qu'une jeune amérindienne, Michelle Chang, avait en sa possession un talisman très rare et extrêmement précieux. Souhaitant s'en emparer, elle apprit que Michelle avait l'intention de participer au King of Iron Fist Tournament. Presque au même moment, son chef Yoshimitsu vint la trouver pour lui proposer une nouvelle mission : se rendre avec lui au Japon et participer au fameux tournoi organisé par la Mishima Zaibatsu, afin de s'emparer de la récompense promise. Sautant sur l'occasion, Kunimitsu accepta immédiatement, et tous deux rejoignirent le tournoi inaugural.
Mais lors de son affrontement avec Michelle, Kunimitsu subit la pire humiliation. Pas seulement la défaîte ni même l'élimination du tournoi : Kunimitsu a été démasquée lors du combat. La mort dans l'ame, Yoshimitsu renvoya Kunimitsu du clan Manji, car elle avait enfreint la principale règle du clan : ne jamais dévoiler son visage. Yoshimitsu appréciait beaucoup cette femme qui lui avait servi de bras droit toutes ces années. Kunimitsu elle, prit cela comme une véritable trahison et nourrit une haine mortelle envers Yoshimitsu. Lorsqu'elle apprit son inscription au second King of Iron Fist Tournament, elle s'y adjoint elle aussi, pour se venger et tuer son ancien mentor.
Mais elle ne le retrouva pas lors du tournoi. À la suite de cela, Kunimitsu disparaît complètement de la circulation, et on ignore totalement ce qu'elle est devenue. À noter qu'elle fait une apparition en tant que personnage non jouable dans une arène de Street Fighter X Tekken dans laquelle on la voit discuter avec Ibuki. Elle est jouable dans Tekken Tag Tournament 2.
Kunimitsu est jouable dans Tekken 7. Cependant, c'est sa fille qui est derrière le masque, reprenant le titre de sa mère. Toutefois, la Kunimitsu originale peut être considérée comme jouable dans ce septième volet grâce à son skin de Tekken Tag Tournament 2 également disponible dans le mode customisation.

### Lee Chaolan
- Nationalité :  Japon
- Style de combat : Arts martiaux, Lutte
- Jouable dans : Tekken, Tekken 2, Tekken 4, Tekken Tag Tournament, Tekken 5, Tekken 5: Dark Resurrection, Tekken 6, Tekken Tag Tournament 2, Tekken 7 et Tekken 8
- Apparaît dans : Tekken: The Motion Picture et Tekken: Blood Vengeance
- Voix : Ryōtarō Okiayu (en)
- Relations
  - Heihachi Mishima (Père adoptif)
  - Kazuya Mishima (Frère adoptif)
  - Lars Alexandersson (Frère adoptif)
  - Jin Kazama (Neveu adoptif)
  - Jinpachi Mishima (Grand-père adoptif)

Lee Chaolan est âgé de 25 ans lors de sa première participation aux tournois Tekken, et de 48 lors des Tekken 5 et 6. Bien qu'il ne soit pas lié par le sang, il appartient à la famille maudite des Mishima. Il est en effet le fils adoptif de Heihachi Mishima. Il est donc le frère adoptif de Kazuya Mishima et Lars Alexandersson et l'oncle de Jin Kazama.
Lee est d'origine chinoise, et a perdu ses parents alors qu'il était très jeune, mais il a la chance (ou la malchance) d'être adopté par Heihachi Mishima, le dirigeant de la Mishima Zaibatsu, une des plus puissantes multinationales du monde lors d'un des voyages d'affaires de celui-ci. Heihachi en effet, qui déteste son fils Kazuya, est à la recherche de quelqu'un qui lui succédera à la tête de l'entreprise familiale lorsqu'il disparaîtra. Dès lors, les deux frères deviennent rivaux et sont élevés par Heihachi dans l'objectif de diriger un jour la Mishima Zaibatsu. Heihachi leur apprend donc l'art de la finance et surtout la maîtrise des arts martiaux traditionnels style Mishima.
Lorsqu'est annoncé le King of Iron Fist Tournament, Lee y voit là l'occasion rêvée pour prouver sa valeur à son père en battant son frère lors de la compétition, mais malheureusement, Kazuya prend le dessus lors de leur combat. Lorsqu'Heihachi l'apprend, il se moque ouvertement de Lee, le qualifiant d'incapable et de fils indigne. Lee en conçoit une rancœur immense contre son père et découvre ainsi que celui-ci ne l'a jamais aimé mais l'a adopté uniquement pour contrer Kazuya, qui entre-temps a battu son père, pris le contrôle de la Mishima Zaibatsu et a chassé Lee.
Déterminé à s'emparer de la Mishima Zaibatsu et à se venger de son père et son frère, Lee décide de s'entraîner plus dur que jamais pour pouvoir les battre. C'est alors qu'il reçoit la visite de Wang Jinrei, un maître en Xing Yi Quan (un art martial chinois) qui était le meilleur ami de son grand-père disparu, Jinpachi Mishima. Celui-ci s'inquiète beaucoup pour les descendants de son ami, car Kazuya se conduit en véritable despote. Il propose donc à Lee de l'initier aux arts martiaux chinois. Celui-ci saute sur l'occasion, en voyant là le moyen d'apprendre des techniques de combat que sa famille ne maîtrise pas. Ainsi, lorsque Kazuya organise leKing of Iron Fist Tournament2, Lee et Wang s'inscrivent pour le détrôner. Mais au moment d'affronter son frère, leur père Heihachi, que tout le monde croyait mort, ressurgit. Lee et Kazuya s'allient donc pour le tuer. Mais tellement surpris par la réapparition de son père, Lee ne se bat pas convenablement, et il est rapidement mis K.O.
Lorsque finalement Heihachi reprend le contrôle de l'entreprise à l'issue du tournoi, il précipite Kazuya dans un volcan et, craignant que Lee ne se révolte à nouveau, lui ordonne de ne jamais plus revenir au Japon, sans quoi il le lui fera payer cher.
Il y a 20 ans de cela, Lee fut renvoyé de la Mishima Zaibatsu lorsqu'il trahit Heihachi en prenant parti pour Kazuya auKing of Iron Fist Tournament2. L'idée de vengeance trotta dans la tête de Lee pendant longtemps. Finalement, il réalisa que c'était absurde de tuer un vieil homme qui n'avait au mieux que quelques années à vivre. Avec cette sage décision, Lee abandonna le monde des combats et se retira aux Bahamas pour vivre en solitaire.
Un jour, Lee découvrit qu'une vente massive du stock G Corporation avait lieu. Son intuition lui dit que quelque chose était arrivé à la firme. Il avait raison : G Corporation avait été attaquée par la Mishima Zaibatsu et les installations endommagées.
Il apprit aussi que la Mishima Zaibatsu était en train de rechercher un composant important pour un de leurs projets.
Assez bizarrement, leKing of Iron Fist Tournament4 fut annoncé peu de temps après. La passion du combat se réveilla en lui ainsi que sa haine contre le clan Mishima.
Lee décida de s'inscrire au tournoi sous une fausse identité pour ne pas être reconnu.
Mais au milieu du tournoi, Lee se retrouve face à un adversaire totalement inattendu: son frère Kazuya qu'il croyait mort depuis 20 ans. Surpris de le voir vivant, il perdit sa concentration et le combat avec.
Cependant, Lee apprit très peu de temps après la mort d'Heihachi, et il voulut en profiter pour reprendre le contrôle de la Mishima Zaibatsu, mais il était trop tard, une mystérieuse personne l'avait déjà devancé. Deux mois plus tard était annoncé leKing of Iron Fist Tournament5. Lee décide de s'inscrire une fois de plus pour découvrir l'identité de celui qui lui avait volé son entreprise, et pour en finir avec Kazuya.
Cependant, quand il apprend que l'organisateur du tournoi n'est autre que son grand-père Jinpachi, il renonce à poursuivre la compétition, totalement désintéressé par la victoire et il retourne à ses affaires aux Bahamas. Mais quand son neveu Jin, nouveau dirigeant de la Mishima Zaibatsu, déclenche une nouvelle guerre mondiale et entre en conflit généralisé avec Kazuya, qui a pris le contrôle de la G-Corporation, il décide de s'inscrire auKing of Iron Fist Tournament6 pour se rapprocher de Kazuya.
Lee apparaît dans les films d'animations Tekken: The Motion Picture et Tekken : Blood Vengeance qui est sorti en été 2011.

### Marshall Law
- Nationalité :  États-Unis
- Style de combat : Jeet Kune Do
- Jouable dans : Tekken, Tekken 2, Tekken 4, Tekken 5, Tekken 5: Dark Resurrection, Tekken 6, Street Fighter X Tekken, Tekken Tag Tournament 2, Tekken 7 et Tekken 8
- Apparaît dans : Tekken: The Motion Picture et Tekken
- Incarné par : Cung Le
- Voix : David Vincent (en)
- Relations
  - Paul Phoenix (Grand ami)
  - Forest Law (Fils)
  - Steve Fox (Ami)
  - Baek Doo San (Ex-rival)

Marshall Law est âgé de 25 ans lors de sa première participation et de 48 ans dans les Tekken 5 et 6. Law vit en Californie où il dirige un restaurant à China Town. Son rêve est de gagner suffisamment d'argent pour ouvrir son propre dojo, car c'est un maître en arts martiaux. Aussi, lorsque son meilleur ami Paul Phoenix lui parle du King of Iron Fist Tournament, il décide de s'envoler pour le Japon afin de participer à la compétition dans l'espoir de remporter la forte récompense promise au vainqueur, et accessoirement devenir célèbre.
Bien qu'il ne parvienne pas à remporter le tournoi, Law gagne suffisamment d'argent pour ouvrir son propre dojo en Californie, en parallèle de la chaîne de restauration rapide, Marshall China, qu'il dirige toujours. Mais il entre alors en compétition avec le maître d'un dojo concurrent, le Coréen Baek Doo San, maître en Tae Kwon Doe. Les raisons de cette rivalité n'ont jamais été clairement établies. Profitant d'une absence de Law, Baek attaque le dojo de son adversaire, le détruit et blesse une grande partie des élèves présents. Law veut à tout prix laver l'affront, et lorsqu'il apprend que Baek participe auKing of Iron Fist Tournament2, Law décide de s'inscrire pour se venger.
Leur combat lors du tournoi est très long, et ne laisse aucun véritable vainqueur. Law et Baek décident alors de faire la paix et de s'associer pour tenter de remporter la compétition. Si l'un d'eux gagne, il partagera la récompense avec l'autre, mais aucun ne parvient à l'emporter, et Law retourne chez lui.
Lorsque leKing of Iron Fist Tournament3 fut annoncé, Marshall fut très réticent d'envoyer son fils au tournoi et l'interdit de se battre à l'extérieur du dojo, mais Paul Phoenix convainc Forest de participer pour y prouver sa valeur. Un an plus tard, Marshall perdit une guerre de franchise contre un concurrent et dut déclarer la faillite de sa chaine de restaurants. Incapable de soutenir son échec, Marshall tomba dans la dépression et passa ses journées à boire chez lui. Un jour, il reçut une invitation pour leKing of Iron Fist Tournament4. Ses yeux s'éclairèrent avec une énergie revigorante. Un mois plus tard, après un entraînement intensif, il était au mieux de sa forme physique. Mais il ne parvint pas à gagner le tournoi, et il dut rester au Japon pour y travailler dans un restaurant en tant que plongeur.
Un mois plus tard, Marshall reçoit un coup de fil de sa femme: son fils a tenté de fuguer en volant la moto de son ami Paul Phoenix, mais a causé un grave accident de la route. Envoyé à l'hôpital, Forest a survécu à l'accident, mais il faut maintenant trouver une forte somme d'argent pour payer l'opération ainsi que les frais pour la réparation de la moto de Paul. Désespéré, Marshall apprend alors qu'est organisé leKing of Iron Fist Tournament5, et il participe à nouveau dans l'espoir de remporter le tournoi.
Mais au milieu de la compétition, les autorités japonaises découvrent que Law séjourne illégalement au Japon. Arrêté pendant le tournoi, Law est expulsé vers les États-Unis. Mais la date limite du paiement des dommages causés par l'accident de son fils approche, et Law ne voyait aucun moyen de s'en sortir. C'est alors que son ami Paul Phoenix le contacte, lui signifie qu'il ne lui en veut pas pour la destruction de sa moto, et lui propose de participer auKing of Iron Fist Tournament6 en faisant équipe avec lui, arguant qu'ainsi, ils auront plus de chances de l'emporter.
Marshall accepte l'invitation de Paul, mais propose de s'adjoindre un troisième allié, afin d'augmenter encore leurs chances de victoire. Ils proposent donc au champion du monde de boxe, Steve Fox, de se joindre à eux. Celui-ci accepte, et les trois hommes entament un entraînement extrêmement rigoureux. Puis, tous trois s'inscrivent au nouveau tournoi organisé par la Mishima Zaibatsu.
Marshall Law apparaît dans le film Tekken où son personnage est joué par Cung Le. Il est le champion des bidonvilles mais sera battu par Jin qui souhaitait participer au tournoi de Tekken pour venger la mort de sa mère.
En raison de ses techniques de combat & de ses tenues, Marshall Law ainsi que son fils sont tous 2 inspirés du légendaire Bruce Lee.

### Michelle Chang
Nationalité États-Unis
Style de combat : Kenpo et divers arts martiaux
Jouable dansTekken, Tekken 2, Tekken Tag Tournament et Tekken Tag Tournament 2.
Apparaît dansTekken: The Motion Picture
Relations
- Julia Chang (Fille adoptive)

Michelle Chang est de nationalité américaine, née au sein d'une tribu amérindienne d'Arizona. Elle est également la mère adoptive de Julia Chang, qui lui succède à partir de Tekken 3. C'est une jeune femme douce et timide, très protectrice envers la nature, mais également une redoutable combattante, qui maîtrise parfaitement le kung-fu, associé à du kempo chinois, le même style de combat que sa fille Julia.
Michelle est une jeune amérindienne qui vit au sein d'une tribu d'Arizona. Lorsqu'elle eut 18 ans, son père lui donna le pendentif familial, un talisman ancien et très précieux qui appartient aux Chang depuis des siècles, et qui serait lié à une mystérieuse prophétie et au légendaire dieu du combat. Peu de temps après, le père de Michelle dut s'absenter pour un voyage important au Japon; mais il ne reviendra jamais, car arrivé là-bas, il est assassiné par Heihachi Mishima, qui souhaitait s'emparer du pendentif qu'il avait donné à Michelle quelque temps plus tôt.
Cherchant à se venger, Michelle apprend que la Mishima organise un tournoi rassemblant les meilleurs combattants du monde. Elle saute sur l'occasion et s'inscrit au tournoi, espérant retrouver Heihachi pour lui régler son compte.
Malheureusement, et malgré tous ses efforts, Michelle n'ira pas jusqu'au bout du tournoi et elle ne parviendra pas à retrouver Heihachi. Amèrement déçue, elle décide de rentrer chez elle.
Deux ans plus tard, alors que Michelle a finalement tourné la page de la mort de son père, c'est au tour de sa mère d'être enlevée par Kazuya Mishima, le fils d'Heihachi et le nouveau leader de la Mishima Zaibatsu. Celui-ci souhaite en effet s'emparer du fameux pendentif, et il capture la mère de Michelle pour faire pression sur cette dernière. À nouveau animée d'une terrible colère envers les Mishima, Michelle s'inscrit au secondKing of Iron Fist Tournamentpour retrouver sa mère et se venger de Kazuya. Mais lors de leur affrontement, Kazuya pris le dessus sur elle et la battit. Néanmoins, Michelle parvint à libérer sa mère et à la ramener dans la tribu.
Peu de temps après Michelle découvrit parmi les ruines d'un temple ancien, un enfant qu'elle décida d'adopter et prénomma Julia.
Pendant de longues années, la mère et la fille vécurent paisiblement, loin des Mishima et de leurs manipulations, jusqu'à ce que le dieu du combat, Ogre, sorte de son sommeil millénaire et ne se lance à la poursuite des esprits des plus puissants combattants du monde. Évidemment, Michelle était sur sa liste. Elle réchappa à la confrontation, mais fut gravement blessée, ne pouvant plus participer à aucun combat du fait de ses blessures. Cependant, elle se posa des questions sur le pendentif qu'elle détenait, se doutant qu'il avait un lien quelconque avec Ogre. Ne pouvant plus se battre, elle confia le pendentif à sa fille juste avant d'être enlevée à son tour par Heihachi, qui voulait le pendentif. Julia participa donc au troisième tournoi pour la libérer. Après y être parvenue, Michelle et elle rentrèrent aux États-Unis, et Michelle resta dans sa famille pendant que Julia la « remplaçait » dans les tournois.

### Nina Williams
Nationalité :  Irlande
- Style de combat : Art de l’assassinat
- Jouable dans : Tekken, Tekken 2, Tekken 3, Tekken 4, Tekken Tag Tournament, Tekken 5, Tekken 5: Dark Resurrection, Tekken 6, Street Fighter X Tekken, Tekken Tag Tournament 2, Tekken 7 et Tekken 8
- Apparaît dans : Tekken: The Motion Picture, Tekken et Tekken: Blood Vengeance
- Incarnée par : Candice Hillebrand
- Voix : Mary Elizabeth McGlynn
- Relations
  - Richard Williams (Père)
  - Heather Williams (Mère)
  - Anna Williams (Sœur)
  - Steve Fox (Fils)
  - Jin Kazama (Patron)

Histoire
Elle est la sœur aînée d'Anna Williams, et accessoirement sa plus grande rivale, ainsi que la mère biologique de Steve Fox. Elle est l'une des plus redoutables tueuses à gages du monde. Elle est actuellement âgée de 44 ans, malgré sa cryogénie pendant quinze années qui lui a permis de conserver certaines facultés de sa jeunesse. Grande, belle et blonde, elle est totalement dévouée à son art, tuer étant la seule chose pour laquelle elle est la meilleure, et rejette les sentiments humains, comme la pitié ou la compassion, qui la ralentiraient dans son travail.
Dès leur plus jeune âge, Nina et Anna furent entraînées au combat par leur père, Richard Williams. Au départ très complices, leur père se rendit vite compte que c'est dans la compétition que ses filles pourraient développer leur meilleur potentiel. Il incita donc les deux sœurs à tenter de surpasser l'autre sans cesse, mais cela finit par devenir néfaste, car les sœurs entrèrent dans une compétition acharnée pour prouver leur valeur à leur père, au point de devenir des ennemies féroces. Les années passant, elles acceptèrent des missions de plus en plus dangereuses pour avoir le plus de mérite aux yeux de son père.
Un jour, en rentrant toutes deux de mission, Nina et Anna découvrirent le manoir familial détruit et le corps de leur père introuvable. Croyant toutes deux que l'autre était responsable de cette disparition, Nina et Anna nourrirent dès lors une haine immense l'une envers l'autre, à tel point que chacune essaye sans cesse de tuer l'autre.
Les deux sœurs se lancèrent alors dans le grand banditisme, et Nina devint très vite l'une des plus redoutables tueuses à gages de la planète, construisant sa renommée au fil de missions toujours plus risquées. Alors qu'elle n'a que 20 ans, elle est un jour embauchée (l'identité de son employeur n'a jamais été établie) pour assassiner Heihachi Mishima. Elle s'inscrit donc auKing of Iron Fist Tournamentafin d'exécuter son contrat. Mais au milieu du tournoi, elle se retrouve à affronter sa sœur Anna, qui participe pour l'empêcher de tuer Heihachi. À cause de l'intervention d'Anna, Nina ne parvient pas à s'approcher d'Heihachi, et elle quitte le Japon folle de rage contre sa sœur, tout en poursuivant ses activités criminelles. Un jour, elle accepta un nouveau contrat : elle devait tuer Kazuya Mishima, l'héritier de l'empire Mishima, créé par son père Heihachi. Or, si ce contrat était pour Nina une mission comme une autre, l'affaire devint vite très personnelle quand elle découvrit que Kazuya était protégé par son garde du corps personnel, Anna. Nina avait enfin l'occasion de se venger de sa sœur, qu'elle croyait toujours responsable du meurtre de son père. Elle décida donc de s'inscrire auKing of Iron Fist Tournament2, sachant qu'Anna et Kazuya y participaient. Se retrouvant, les deux sœurs engagèrent une lutte à mort, mais elles étaient devenues si douées dans la maîtrise des Arts Assassins, leur style de combat appris auprès de leur père, qu'aucune ne put vaincre l'autre. Kazuya parvint cependant à les enfermer dans une salle, et envoya du gaz soporifique pour les mettre hors d'état de nuire. Il donna ensuite Nina au docteur Boskonovitch comme cobaye afin d'expérimenter une nouvelle technologie mise au point par le scientifique: le sommeil cryogénique. Quand elle appris cela, Anna réalisa que sa sœur pourrait conserver toutes les facultés physiques de sa jeunesse, alors qu'elle-même n'en serait plus capable, idée qui lui fut insupportable. Elle décida donc de participer elle aussi au projet et rejoignit sa sœur dans l'expérience, en demandant à être réveillée en même temps que son éternelle rivale.
19 ans plus tard, Nina fut réveillée par le dieu du Combat, qui s'empara de son esprit et pris possession de son corps. Manipulée par Ogre, Nina avait un nouvel objectif : tuer Jin Kazama, le fils de Kazuya et de Jun Kazama. Selon son vœu, Anna fut à son tour réveillée, et apprenant la manipulation dont Nina était victime, tenta de la retrouver pour la libérer de l'emprise d'Ogre, mais elle ne put mettre la main sur sa sœur lors du troisième tournoi. De son côté, Nina elle, échoua à tuer Jin. Mais elle fut libérée de l'emprise de l'entité maléfique lorsqu'Ogre fut détruit par Jin. Sa seule séquelle était qu'elle ne se souvenait pas de son passé. Amnésique, elle reprit son activité de tueuse, l'unique chose pour laquelle elle était la meilleure.
Quelque temps plus tard, Nina fut engagée par une branche de la mafia, le Syndicat, pour tuer Steve Fox, le champion du monde de boxe, qui participait auKing of Iron Fist Tournament4, auquel Nina s'inscrivit à son tour. Ce qu'elle ignorait, c'est que Steve Fox était son fils. En effet, pendant son sommeil cryogénique, les membres de la Mishima Zaibatsu prélevèrent sur elle une certaine quantité de cellules, à partir desquelles ils donnèrent naissance à Steve, pensant en faire, grâce à l'ADN de la tueuse Nina Williams, le plus redoutable combattant du monde. Mais juste avant de tuer Steve, Nina reçut un mystérieux mail, l'informant de sa filiation avec sa cible. Cette nouvelle ne provoqua rien en elle, et elle s'apprêtait à passer à l'acte quand elle apprit que le Syndicat avait été démantelé par Lei Wulong. Comprenant qu'elle ne serait pas payée pour le meurtre de Steve, Nina renonça à tuer son fils. Nina chercha cependant à en apprendre plus sur son passé, et elle décida donc de se raccrocher à son unique souvenir: elle savait qu'elle avait une sœur, et décida donc de lui rendre visite.
Mais à la vue d'Anna, Nina retrouva la mémoire, et sa haine avec. L'affrontement entre les deux sœurs dura plusieurs jours, mais encore une fois, aucune ne parvint à vaincre l'autre, et d'un commun accord, elles décidèrent d'en finir une bonne fois pour toutes, lors du prochain tournoi, c’est-à-dire leKing of Iron Fist Tournament5. Lors du tournoi, Nina parvint enfin à vaincre Anna, mais elle décida de ne pas la tuer, trouvant beaucoup plus amusant de laisser vivre sa sœur avec son humiliation. Immédiatement après, Jin Kazama, nouveau leader de la Mishima Zaibatsu, impressionné par le talent de la jeune femme, lui proposa d'entrer à son service comme garde du corps personnel, ce que Nina accepta. C'est dans ce cadre qu'elle s'engage dans leKing of Iron Fist Tournament6.
Nina Williams apparaît dans le film Tekken où son personnage est joué par Candice Hillebrand et doublé en français par Barbara Beretta. Elle est l'amante de Kazuya tout comme sa sœur cadette Anna et participe au tournoi de Tekken organisé par Heihachi. Kazuya confie à Nina et Anna la mission d'éliminer Jin mais elles échouent. Lors du tournoi, Nina affronte Christie Monteiro mais perd le combat.

### Paul Phoenix
- Nationalité :  États-Unis
- Style de combat : Arts martiaux basés sur le Judo
- Jouable dans : Tekken, Tekken 2, Tekken 3, Tekken 4, Tekken Tag Tournament, Tekken 5, Tekken 5: Dark Resurrection, Tekken 6, Street Fighter X Tekken, Tekken Tag Tournament 2, Tekken 7 et Tekken 8
- Apparaît dans : Tekken: The Motion Picture
- Relations :
  - Marshall Law (Grand ami)
  - Steve Fox (Ami)
  - Forest Law (Meilleur ami)
  - Kuma (rival)

### Prototype Jack
- Nationalité :  Russie
- Jouable dans : Tekken, Tekken 2, Tekken Tag Tournament et Tekken Tag Tournament 2
- Style de combat : Arme
- Relations :
  - Jack-2 (Descendant)
  - Gun Jack (Descendant)
  - Jack-5 (Descendant)
  - Jack-6 (Descendant)
  - Jack-7 (Descendant)

Prototype Jack (dit P.Jack) est un super robot. Base de Jack, premier du nom, P-Jack est envoyé pour participer au premier King of Iron Fist Tournament pour faire la promotion de Jack à Heihachi Mishima. Il sera fait un prototype Jack plus moderne pour les mêmes raisons dans Tekken 2. On peut penser qu'il est détruit car dans sa cinématique de fin (dans Tekken 2) il s'envole dans un bunker souterrain et durant son vol, on voit des boulons tomber au sol et on entend un gros choc, quand bien-même on ne voit pas son corps.

### Wang Jinrei
- Nationalité :  Chine
- Style de combat : Xing Yi Quan
- Jouable dans : Tekken, Tekken 2, Tekken Tag Tournament, Tekken 5, Tekken 5: Dark Resurrection, Tekken 6 et Tekken Tag Tournament 2
- Apparaît dans : Tekken: The Motion Picture
- Relations :
  - Ling Xiaoyu (Petite-fille)
  - Jinpachi Mishima (Grand ami)

Wang Jinrei est âgé de 82 ans lors de sa première participation et de 105 ans lors des Tekken 5 et 6. Wang est un maître dans la pratique du Xing Yi Quan, un art martial chinois ancestral. Il est à noter qu'il partage certains de ses coups avec Michelle Chang et la fille de celle-ci, Julia Chang, bien qu'aucun lien entre les trois personnages n'ait été établi jusqu'à présent.
Commerçant chinois redoutable, il était le meilleur ami de Jinpachi Mishima, le père de Heihachi. Lorsque Jinpachi mourut (en réalité Heihachi avait fait croire à la mort de son père et l'avait enfermé sous le temple d'Honmaru, où il resta prisonnier plusieurs décennies), Wang plaça toute sa confiance en Heihachi, pensant qu'il se montrerait aussi bon que l'avait été son père, ce qui fut le cas au début. Mais Heihachi changea brutalement lorsque sa femme mourut en mettant au monde leur fils Kazuya Mishima. Dès lors, Wang ne put qu'assister, impuissant, à la lutte que se livrèrent Heihachi et Kazuya.
Lorsqu'est annoncé le King of Iron Fist Tournament, Wang voit là une occasion unique de stopper les deux hommes et mettre fin à leur querelle destructrice. Malheureusement, il n'y parvient pas.
Dépité, il décide d'initier le second fils d'Heihachi, Lee Chaolan aux arts martiaux traditionnels chinois, espérant que celui-ci pourra stopper la lutte opposant son père et son frère. En effet, à l'issue du premier tournoi, Kazuya a pris le contrôle de l'entreprise et a chassé son frère. Or, Kazuya se conduit en véritable despote. Lorsqu'est annoncé leKing of Iron Fist Tournament2, Wang participe aux côtés de Lee afin de battre Kazuya et aider Lee à prendre la tête de l'organisation. Mais c'est compter sans l'intervention d'Heihachi, que tout le monde croyait mort à l'issue du premier tournoi, qui bat Kazuya et reprend le contrôle de la Mishima Zaibatsu avant que Wang et Lee n'aient pu intervenir.
Wang renonce alors à tenter de stopper la lutte à mort que se livrent les Mishima, et rentre chez lui en Chine. Pendant les 20 années qui suivent, il se consacre entièrement à sa petite-fille, Ling Xiaoyu, chez qui il décèle des aptitudes certaines au combat. Alors que la jeune fille n'a que 16 ans, elle possède déjà un excellent niveau, et participe au troisième tournoi ainsi qu'aux suivants organisés par la Mishima Zaibatsu.
De son côté, Wang coule des jours paisibles chez lui et a coupé tous liens avec les Mishima. Mais un jour, il reçoit une lettre incroyable signée par son grand ami Jinpachi Mishima, censé être mort depuis plusieurs décennies. Jinpachi lui demandait son aide et lui envoyait une invitation à participer auKing of Iron Fist Tournament5. Wang n'hésite pas une seconde, et malgré son grand âge, il s'inscrit au tournoi. Mais il y est battu par Jin Kazama, l'arrière-petit-fils de Jinpachi. Arrivé en finale, Jin écrase Jinpachi, le laisse pour mort et prend à son tour le contrôle de la Mishima Zaibatsu.
Wang retrouve son ami à l'agonie, qui lui explique ce qu'il lui est arrivé pendant toutes ces années : la trahison d'Heihachi, son emprisonnement, le démon qui s'est emparé de son être, et enfin le gène démoniaque qui vit toujours en Kazuya et en Jin. Juste avant de mourir, Jinpachi supplie son ami de tout faire pour détruire la lignée maudite des Mishima. En larmes, Wang le lui promet, et Jinpachi meurt dans ses bras.
Respectant son serment, Wang tente d'arrêter Jin lorsque celui-ci entame son règne de terreur, et déclenche une nouvelle guerre mondiale. Mais Jin est trop bien protégé par ses lieutenants Nina Williams et Eddy Gordo. Cependant, lorsqu'il apprend que Jin organise leKing of Iron Fist Tournament6, Wang n'hésite pas, et décide de s'inscrire afin de stopper le jeune homme dans sa folie.

### Yoshimitsu
- Nationalité :  Japon
- Style de combat : Manji Ninjutsu amélioré
- Jouable dans : Tekken, Tekken 2, Tekken 3, Tekken 4, Tekken Tag Tournament, Tekken 5, Tekken 5: Dark Resurrection, Tekken 6, Street Fighter X Tekken, Tekken Tag Tournament 2, Tekken 7 et Tekken 8
- Apparaît dans : Tekken: The Motion Picture et Tekken
- Incarné par : Gary Ray Stearms
- Relations :
  - Kunimitsu (Ex-amie et rivale)
  - Dr Boskonovitch (Ami)
  - Bryan Fury (Ennemi)

## Tekken 2

### Alex
- Nationalité :  Inconnue
- Jouable dans : Tekken 2, Tekken Tag Tournament, Tekken Tag Tournament 2
- Style de combat : Boxe
- Relations :
  - Dr Boskonovitch (Créateur)
  - Armor King (Entraîneur)

Alex est un dinosaure, apparemment un Deinonychus, équipé de gants de boxe. Créé pour un projet militaire financé par la Mishima Zaibatsu à partir d'un échantillon d'ADN prélevé dans un morceau d'ambre préhistorique (ce qui rappelle Jurassic Park). Il ne serait qu'en cours de croissance, et donc ne révèle pas son potentiel. Il a le même style de combat que Roger.

### Angel
Pour les articles homonymes, voir Angel.
- Nationalité :  Inconnu
- Style de combat : Karaté style Mishima, Angel martial arts
- Jouable dans : Tekken 2, Tekken Tag Tournament et Tekken Tag Tournament 2
- Relations :
  - Devil Kazuya (Rival)
  - Kazuya Mishima (Protégé)

Angel est un personnage d'apparence angélique.
Elle représente la bonne partie de l'âme de Kazuya Mishima et la rivale de Devil. Dans Tekken 2, Angel tente de faire revenir Kazuya à la raison en le protégeant de Devil. Elle réussit provisoirement à l'apaiser ce qui lui permet de vivre une romance avec Jun. Grâce également à cette dernière car elle possède aussi le gène permettant de calmer Devil.
Angel est sélectionnable en tant que 2e costume de Devil dans Tekken 2 et Tekken Tag Tournament. Dans Tekken Tag Tournament 2 elle est sélectionnable en tant que personnage à part entière.

### Bruce Irvin
- Nationalité :  États-Unis
- Style de combat : Muay Thaï/Kick Boxing
- Jouable dans : Tekken 2, Tekken Tag Tournament, Tekken 5, Tekken 5: Dark Resurrection, Tekken 6 et Tekken Tag Tournament 2
- Relations :
  - Kazuya Mishima (Patron)
  - Lei Wulong (Ennemi)
  - Jin Kazama (Ennemi)

Bruce Irvin est âgé de 32 ans lors de sa première participation et de 53 ans lors de sa participation aux Tekken 5 et 6.
Champion de kick-boxing américain, Bruce, issu de ghettos américains, survivait en remportant des combats de rue ; la baston étant sa seule raison de vivre, il se montrait particulièrement doué dans ce domaine. Les gens disaient de lui qu'il tenait sa férocité au combat et son tempérament du fait que toute sa famille avait été tuée alors qu'il était très jeune. Alors qu'il livrait un énième combat, il tomba par hasard sur Kazuya Mishima, héritier de l'empire Mishima. Impressionné par le talent de Bruce, Kazuya lui propose d'entrer à son service en tant que lieutenant de son armée. Séduit par cette proposition qui lui permettrait de sortir de la rue, Bruce accepte. Il met également au service de Kazuya tous ses contacts dans le monde de la drogue et les deux hommes érigent un vaste réseau à l'échelle mondiale. Ce qui a pour conséquence d'attirer l'attention de Lei Wulong et Jun Kazama, qui sont chargés de les arrêter.
Lorsque le King of Iron Fist Tournament2 est annoncé, Bruce décide de s'inscrire en tant que garde du corps de Kazuya. Au milieu du tournoi, il affronte Lei qui le bat et le ramène à Hong Kong pour qu'il soit jugé pour son implication dans le trafic de drogues dirigé par Kazuya. Mais alors que les deux hommes voyagent en avion, celui-ci est abattu en plein vol par des hommes de main de Kazuya. Celui-ci craignait que Bruce ne révèle tous ses secrets. Lei et Bruce sont les seuls à en sortir vivant. Bruce voit là l'occasion d'échapper à la prison et de démarrer une nouvelle vie. Il parvient à se faire passer pour mort aux yeux de tous, même Lei et Kazuya.
Pendant plus de 20 ans, Bruce disparaît totalement de la circulation. On apprend par la suite qu'il passe toutes ces années dans des forces militaires et paramilitaires diverses, sous un faux nom, et gagne sa vie en participant à des missions toujours plus risquées. Néanmoins, il continue de surveiller de près l'évolution de la Mishima Ziabatsu. Il apprend que Kazuya participe au King of Iron Fist Tournament4 alors qu'il est censé être mort depuis des années. Lorsqu'à peine deux mois plus tard le King of Iron Fist Tournament5 est organisé, il décide de reprendre son ancienne vie et s'inscrit au tournoi afin de découvrir ce qu'il est advenu de Kazuya pendant toutes ces années.
Pendant le tournoi, il retrouve Kazuya, qui est également très surpris de revoir Bruce vivant, alors que tout le monde le croyait mort. Bien sûr, Bruce ignore que Kazuya a tenté de le tuer 20 ans plus tôt, et lorsque celui-ci lui propose de revenir à son service, Bruce accepte immédiatement. Aux côtés d'Anna Williams, il devient le premier lieutenant de Kazuya dans sa lutte qui l'oppose à son fils Jin Kazama. Avec Anna, Bruce aide Kazuya à s'emparer de la G-Corporation, et devient capitaine de l'armée personnelle de Kazuya. Lorsqu'est annoncé le King of Iron Fist Tournament6, Bruce décide de s'inscrire afin de capturer Jin tandis qu'Anna est chargée de protéger Kazuya.

### Baek Doo San
- Nationalité :  Corée du Sud
- Style de combat : taekwondo
- Jouable dans : Tekken 2, Tekken Tag Tournament, Tekken 5, Tekken 5: Dark Resurrection, Tekken 6 et Tekken Tag Tournament 2
- Relations :
  - Hwoarang (Élève)
  - Marshall Law (Rival)

Baek Doo San est âgé de 27 ans lors de sa première participation, et de 48 ans lors des Tekken 5 et 6.
Coréen et maître incontesté du Tae Kwon Do, Baek Doo San est responsable de la mort accidentelle de son père, tué lors d'un de leurs entraînements lorsqu'il avait une vingtaine d'années. Ce passé hante toujours Baek, qui ne s'est jamais pardonné son erreur. Des années plus tard, Baek est devenu un puissant combattant, et décide d'ouvrir son propre dojo d'art martiaux. Mais il entre alors en rivalité avec le dirigeant d'un autre dojo, basé en Californie, Marshall Law. Les deux hommes se détestent, et Baek finit par attaquer et détruire le dojo de son concurrent, tout en blessant gravement la plupart des élèves présents. Peu de temps après est annoncé leKing of Iron Fist Tournament2, et Baek décide de s'y inscrire dans l'espoir de remporter la récompense promise au vainqueur. Mais pendant le tournoi, il rencontre Marshall, qui désire se venger. Les deux hommes s'affrontent, mais étant de force égale, aucun ne parvient à l'emporter sur l'autre. Ils décident donc de mettre fin à leur rivalité et de s'associer dans l'espoir de remporter le tournoi et se partager la récompense, mais ils échouent dans leur entreprise, et se séparent, bons amis.
Baek retourne en Corée pour reprendre en main son dojo. Quelques années plus tard un nouvel élève se présente à lui. Il s'agit de Hwoarang. Celui-ci devient rapidement le meilleur élève de Baek, qui le considère comme son fils, n'ayant jamais eu d'enfants. Hwoarang devient rapidement un combattant d'exception qui fait la fierté de Baek. Cependant, 19 ans après la fin du second tournoi, à l'autre bout du monde, Ogre, le dieu aztèque du combat parvient à s'échapper de sa prison dans laquelle il est enfermé depuis des siècles. Or, pour survivre, Ogre a besoin de s'emparer de l'âme des meilleurs combattants du monde, et Baek Doo San est évidemment sur sa liste. Une nuit, Baek est attaqué par surprise, et il disparaît brutalement. Aux yeux de tous y compris de Hwoarang, Baek a été tué par Ogre, ce qui pousse le jeune homme à participer au troisième King of Iron Fist Tournament pour venger son maître.
En réalité, Baek sombre dans le coma pendant des mois. Lorsqu'il se réveille un an plus tard, il se trouve dans un hôpital militaire coréen. Il révèle alors son identité, et est informé de ce qu'il lui est arrivé, Baek apprend que son dojo a été démantelé puisque tout le monde le croyait mort. Il accepte donc la proposition du gouvernement de devenir instructeur pour les jeunes recrues. C'est là qu'il apprend que Hwoarang, qui effectuait alors son service militaire, a déserté pour pouvoir participer au King of Iron Fist Tournement 4 et vaincre son rival Jin Kazama. Capturé par l'armée au milieu du tournoi, Hwoarang est ramené en Corée et emprisonné en attendant d'être jugé par désertion.
C'est alors que Baek décide d'intervenir. Faisant jouer ses relations dans le gouvernement, il fait libérer Hwoarang et le rencontre. Le jeune homme est surpris autant que ravi de revoir son maître vivant, et il lui demande de reprendre l'entraînement afin de devenir suffisamment puissant pour affronter son rival. Baek accepte d'entraîner à nouveau Hwoarang. C'est alors qu'il reçoit tout comme son élève une invitation à participer auKing of Iron Fist Tournament5. Désirant voir les progrès de son élève, Baek s'inscrit au tournoi.
Au milieu de la compétition cependant, il est informé que Hwoarang a été gravement blessé par Devil Jin, la forme démoniaque de Jin Kazama. Baek abandonne immédiatement le tournoi pour se précipiter à l'hôpital. Rongé par la culpabilité, Baek se reproche de ne pas avoir suffisamment entraîné Hwoarang pour affronter Jin. Quelques jours plus tard, Hwoarang se réveille, et Baek lui apprend que Jin a remporté le tournoi et s'est emparé de la Mishima Zaibatsu. Hwoarang supplie son maître de reprendre une nouvelle fois l'entraînement pour être en mesure de battre Jin.
Baek accepte et soumet son élève à un entraînement extrêmement rigoureux, auquel Hwoarang se plie sans discuter. Enfin, lorsqu'est annonce le King of Iron Fist Tournament 6, les deux hommes décident de s'inscrire pour mettre Jin hors d'état de nuire définitivement, qui a déclenché une nouvelle guerre mondiale.

### Jack-2
- Nationalité :  Russie
- Style de combat : Arme
- Jouable dans : Tekken 2
- Relations :
  - Dr Boskonovitch (Créateur)
  - Jack (Ancêtre)
  - Gun Jack (Descendant)
  - Jack-5 (Descendant)
  - Jack-6 (Descendant)
  - Jack-7 (Descendant)

Jack-2 est un super-robot. Bien que supérieur au modèle précédent, Jack, il a gardé la mémoire de ce dernier. Il fut détruit par le Docteur Abel, le rival de son créateur (Dr Boskonovitch), mais reconstruit et amélioré par Jane en Gun Jack.
Jack-2 travaille pour l'armée. Durant l'une de ses missions, il sauve une petite fille, Jane, d'une arme bactériologique. Pendant ce temps, Kazuya, qui a réussi son coup d'État, fait enlever le Dr Boskonovitch.
Jack-2 entre au second tournoi pour sauver le Dr Boskonovitch, et réussir à assumer sa nouvelle responsabilité : Jane.

### Jun Kazama
- Nationalité :  Japon
- Style de combat : Kazama-ryū Bujutsu (style d'aikijutsu)
- Jouable dans : Tekken 2, Tekken Tag Tournament, Tekken Tag Tournament 2, Tekken Revolution et Tekken 8
- Incarnée par : Tamlyn Tomita
- Relations :
  - Kazuya Mishima (Amant)
  - Jin Kazama (Fils)
  - Asuka Kazama (Nièce)
  - Lei Wulong (Coéquipier)

L'une des principaux personnages de la franchise Tekken, du fait de ses liens très étroits avec la famille Mishima, Jun Kazama est la mère de Jin Kazama. Mais elle est aussi la seule femme qu'ait aimé Kazuya Mishima, la tante d'Asuka Kazama et l'amie de nombreux autres personnages, notamment Lei Wulong. Si apparemment, elle est morte, tuée par Ogre, Namco a toujours entretenu le mystère à son sujet, et il est possible qu'elle soit encore en vie, d'une part parce que plusieurs autres victimes d'Ogre sont revenues à la vie, notamment Armor King et Baek Doo San, mais aussi parce que le personnage d'Unknown, boss final de Tekken Tag Tournament, qui se déroule après la mort supposée de Jun, serait en fait Jun, possédée par un démon ; Cela semble confirmé dans Tekken Tag Tournament 2.
Jun Kazama est un officier de la WWWC, une organisation de défense de l'environnement. Dotée de pouvoirs psychiques exceptionnels, elle est l'un des membres les plus puissants de l'organisation. Un jour, ses employeurs lui confient une mission particulièrement risquée: procéder à l'arrestation de Kazuya Mishima, héritier du puissant empire Mishima, soupçonné de maltraiter des animaux à des fins scientifiques. Sans hésiter, elle accepte la mission et commence à se renseigner sur Kazuya, lorsqu'est annoncé le King of Iron Fist Tournament 2. Connaissant les liens très tendus qui existent entre Kazuya et son père Heihachi, elle décide de s'inscrire au tournoi, persuadée que ce sera là qu'elle aura le plus de chances de procéder à l'arrestation de Kazuya, qui sera sans doute trop occupé à se venger de son père.
Mais lors du tournoi, elle découvre, grâce à ses dons, que Kazuya est manipulé par un esprit démoniaque, et elle se fixe alors un nouvel objectif : le libérer de cette emprise. En même temps, elle ne peut s'empêcher d'éprouver une certaine attirance pour Kazuya, et elle constate que chaque fois qu'elle l'approche, le gène démoniaque qui l'habite semble se calmer, le rendant beaucoup plus humain.
À la fin du tournoi, elle parvient à libérer complètement Kazuya de son emprise. Malheureusement, le démon qui s'est échappé de Kazuya décide de s'en prendre à elle. Cette dernière réalise qu'elle est enceinte de Kazuya, et que le démon cherche à s'emparer de l'enfant qu'elle porte.
Cependant, pour protéger son futur enfant, elle décide de s'enfuir et de rompre tous liens avec les Mishima. Elle se réfugie dans la région de Yakushima, où elle mettra au monde un fils, Jin, qu'elle élèvera pendant 15 ans tout en lui enseignant le karaté style Kazama, l'art ancestral de sa famille.
Dans le même temps cependant, à l'autre bout du monde, Ogre se réveilla après des siècles de sommeil. Pour survivre, celui-ci avait besoin de s'emparer de l'âme des combattants les plus puissants du monde, et nombreux sont ceux qui succombèrent, comme Baek Doo San ou Armor King, ou qui furent possédés par lui, comme Nina Williams. Sentant l'approche d'Ogre, et sachant qu'il allait s'en prendre à elle, elle ordonne à Jin d'aller retrouver Heihachi Mishima, si jamais il lui arrive malheur, lui révélant ainsi son lien avec sa famille paternelle. Et une nuit, ce qui devait arriver, arriva. Ogre l'attaque, et malgré tous ses efforts, elle ne put lui échapper. Jun disparût brusquement sous les yeux de Jin, qui suivit la dernière volonté de sa mère et se rendit chez son grand-père.
Toutefois, elle ne semble pas avoir totalement disparu, car à la fin de Tekken 4, son visage apparaît à Jin pour le dissuader de tuer son grand-père, Heihachi. Elle fait son retour lors du Tekken 8, alors qu'un nouvel affrontement violent entre Kazuya et Jin se prépare.
Il apparaît alors que Jun a survécu à son affrontement contre Ogre. Lors de sa lutte contre le démon, elle réussit à l'entrainer sur les terres de ses aïeux et notamment vers la grotte de Yakushima. Cette dernière plongera alors le combat dans une réalité alternative dans laquelle elle réveillera en Jun le pouvoir purificateur des Kazama. Après un long combat, Jun blesse Ogre qui réussit à s'enfuir. À bout de souffle et sévèrement blessée, plongée dans une réalité qu'elle ne connait pas, Jun s'effondre et perdra conscience pendant plusieurs années.
Jun Kazama apparaît dans le film Tekken où son personnage est joué par Tamlyn Tomita. Vivante à l'Enclume avec son fils Jin, elle est malheureusement tuée par les forces de Kazuya Mishima lors de l'explosion de sa maison. Son fils survit à cette attaque et décide de participer au tournoi de Tekken organisé par Heihachi pour la venger.

### Lei Wulong
- Nationalité :  Hong Kong
- Style de combat : Kung fu aux 6 styles
- Jouable dans : Tekken 2, Tekken 3, Tekken 4, Tekken Tag Tournament, Tekken 5, Tekken 5: Dark Resurrection, Tekken 6, Street Fighter X Tekken, Tekken Tag Tournament 2 et Tekken 7
- Relations :
  - Jun Kazama (Coéquipière)
  - Kazuya Mishima (Cible dans Tekken 2)
  - Bruce Irvin (Cible dans Tekken 2)
  - Ogre (Cible dans Tekken 3)
  - Nina Williams (Cible dans Tekken 4)
  - Feng Wei (Cible dans Tekken 5)
  - Jin Kazama (Fils de sa coéquipière Jun et de Kazuya, et Cible dans Tekken 6)

Lei Wulong est un policier de Hong Kong, membre d'Interpol.
Policier exemplaire, il ne vit que pour le travail, et ses collègues le surnomment « Super Cop ». Un jour, il est chargé d'une nouvelle enquête portant sur un vaste trafic de drogues. Il n'est pas seul sur cette affaire puisqu'il fait équipe avec Jun Kazama, un officier de la WWWC, une organisation de défense de l'environnement. Tous deux découvrent rapidement que Kazuya Mishima est très lié à ce trafic, et ils décident de s'inscrire au King of Iron Fist Tournament2 pour l'arrêter, ainsi que le lieutenant de Kazuya, Bruce Irvin. Tandis que Jun se charge de Kazuya, Lei s'attaque à Bruce et parvient à le mettre hors d'état de nuire pendant le tournoi. Mais l'avion qui les ramène tous deux en Chine pour que Bruce y soit jugé s'écrase, et seul Lei en sort indemne (on apprend par la suite que Bruce en a également réchappé). Lei découvre qu'il ne s'agissait pas d'un simple accident, et que c'était Kazuya qui avait commandité l'attentat pour réduire Bruce au silence, celui-ci étant au courant de beaucoup de ses secrets.
N'ayant plus aucune nouvelle de Jun, qui a totalement disparu de la circulation, Lei retourne à son poste et met fin à de nombreuses organisations criminelles au long d'une carrière sans bavure. Cependant, 19 ans plus tard, Lei apprend que depuis plusieurs mois déjà, plusieurs maîtres en arts martiaux disparaissent mystérieusement aux quatre coins du globe. Tenant à comprendre la raison de ces disparitions, Lei découvre que le responsable est Ogre, le dieu aztèque du combat, qui est sorti d'un sommeil pluriséculaire et a besoin de s'emparer des âmes des meilleurs combattants du monde pour survivre. Apprenant qu'est organisé un troisième King of Iron Fist Tournament, il décide de s'inscrire pour arrêter Ogre, certain que celui-ci ne manquera pas de participer également. Mais avant qu'il ait réussi à arrêter Ogre, celui-ci est battu par Paul Phoenix et détruit par Jin Kazama, le fils de sa défunte amie Jun, tuée par Ogre.
N'ayant plus de raison de s'attarder au Japon, Lei retourne en Chine et reprend son métier. Mais sa petite amie ne supportant plus l'obsession de Lei pour son travail, le quitta pour son assistant. Au même moment, Lei échoua dans une opération visant à mener un syndicat du crime en justice ce qui anéantit deux années d'enquête sous couverture. Ses collègues jaloux de sa carrière exemplaire font un rapport accablant à ses supérieurs auquel il est accusé de mélanger travail et vie privée et il fut suspendu un mois.
Cependant, peu de temps après, un informateur le remit sur la piste du Syndicat. Lei décide de s'occuper seul de l'affaire afin de retrouver son honneur. Il apprend alors que le Syndicat a engagé un tueur à gages pour assassiner le boxeur Steve Fox. Déterminé à sauver le jeune athlète, Lei fait tout pour découvrir qui est le mystérieux assassin. Il apprend alors qu'il s'agit de la fameuse Nina Williams, l'une des tueuses les plus redoutables au monde, qui fut plongée dans un sommeil cryogénique par la Mishima Zaibatsu pendant 19 ans, ce qui a empêché son vieillissement, et qui est à présent amnésique. Lei décide donc secrètement d'informer Steve de ses découvertes.
Plus tard, il apprend que Steve a décidé de participer au King of Iron Fist Tournament4. Se doutant que Nina va elle aussi participer pour exécuter son contrat, Lei s'inscrit à son tour pour l'arrêter. Mais au milieu du tournoi, il découvre que Nina est en réalité la mère biologique de Steve. En effet, pendant sa captivité, des scientifiques ont prélevé un ovule à la jeune femme et s'en sont servis pour « créer » un super combattant : Steve. Immédiatement après, Lei tombe sur le jeune homme, et l'informe de ses découvertes.
Mais malgré ses efforts, Lei ne parvient pas à rattraper Nina. Se doutant qu'elle va bientôt assassiner Steve, Lei décide de s'attaquer au Syndicat, et parvient finalement à le démanteler. Comme il l'avait prévu, lorsque Nina apprend la chose, elle renonce à tuer Steve puisqu'elle ne sera pas payée pour ce meurtre.
Dès son retour en Chine, Lei obtient les félicitations de ses supérieurs, et il retrouve sa place. Mais très peu de temps après, Lei apprend que depuis quelques mois, plusieurs maîtres de dojos en Chine et au Japon ont été attaqués et leurs dojos détruits. Parmi eux se trouvent plusieurs amis de Lei. Il décide donc de se lancer à la poursuite de l'agresseur, et découvre vite qu'il s'agit d'un jeune chinois du nom de Feng Wei, qui attaque les maîtres en arts martiaux pour prouver sa valeur. Lei le poursuit donc au Japon, lorsque Feng s'en prend au dojo Kazama. Lei rencontre la fille du maître agressé, Asuka Kazama, la cousine de Jin Kazama, et lui révèle le nom de celui qui a agressé son père. Il propose à Asuka de l'accompagner au King of Iron Fist Tournament5 qui vient d'être annoncé, se doutant que Feng ne manquera pas de participer. Mais Lei ne parvient pas à retrouver Feng, et à l'issue du tournoi, il rentre dépité en Chine.
Peu de temps après, Lei enquête sur les troubles de plus en plus violents déclenchés par Jin Kazama, nouveau leader de la Mishima Zaibatsu. Lorsque celui-ci déclenche une guerre mondiale, Lei fait tout pour l'arrêter, mais Jin étant trop bien protégé, il n'y parvient pas. Puis, est annoncé le King of Iron Fist Tournament6, et Lei y voit là une occasion unique d'arrêter Jin, et il décide donc de s'inscrire au tournoi.

### Roger
- Nationalité :  Australie
- Style de combat : Boxe
- Jouable dans : Tekken 2 et Tekken Tag Tournament
- Relations :
  - Dr Boskonovitch (Créateur)
  - Roger Jr. (Fils)

Roger est un kangourou, équipé de gants de boxe. Né des expériences du Dr. Boskonovitch, qui combina les gènes d'un spécialiste des arts martiaux et ceux d'un animal sauvage. Il disparaîtra, laissant une femelle et son enfant, Roger Jr.

## Tekken 3

### DrBoskonovitch
- Nationalité :  Russie
- Style de combat : Panic Fight (un style qu'il a inventé qui consiste à se battre le plus souvent à terre à cause de ses problèmes de dos qui font qu'il se tient difficilement debout)
- Jouable dans : Tekken 3 et Tekken Tag Tournament 2
- Apparaît dans : Tekken: The Motion Picture
- Relations :'
  - Jack-1 (Création)
  - Jack-2 (Création)
  - Roger (Création)
  - Alex (Création)
  - Yoshimitsu (Ami)
  - Alisa Boskonovitch (Fille)
  - Nina Williams (Cobaye)
  - Anna Williams (Cobaye)
  - Kazuya Mishima (Patron)

Le Dr Boskonovitch est un savant russe. Bien que n'ayant participé qu'au troisième tournoi, il est l'un des principaux personnages de la saga, du fait de ses nombreuses créations et ses multiples liens avec les personnages de la série. C'est un brillant scientifique travaillant pour la Mishima Zaibatsu ; il est le créateur de Jack-1 et de Jack-2, mais aussi de la Cold Sleep Machine, du générateur d'énergie perpétuel ou d'un androïde ayant l'apparence de sa fille décédée.
Dans le premier Tekken, le Dr. Boskonovitch travaille pour la Mishima Zaibatsu, pour laquelle il réalise de nombreuses expériences, étant le plus grand spécialiste au monde dans le domaine de la cybernétique. Mais à l'issue du premier tournoi, alors que le clan Manji mené par Yoshimitsu attaque la base de Heihachi Mishima, Boskonovitch aide le ninja à s'échapper.
Dans Tekken 2, Kazuya Mishima enlève le Dr Boskonovitch et l'oblige à travailler sur plusieurs projets : les armes Alex, Roger et Jack, mais surtout sur le sommeil artificiel. C'est ainsi que Boskonovitch met au point la Cold Sleep Machine, censée plonger une personne dans un sommeil cryogénique qui empêche le vieillissement du sujet. L'application première de cette machine était d'y placer le corps de sa fille Alisa, décédée prématurément, afin de la cryogéniser le temps qu'il trouve le moyen de la ramener à la vie. Mais Kazuya prend les devants et lui amène un sujet humain pour tester l'efficacité de la machine. Il s'agit du corps inconscient de Nina Williams, la tueuse à gages qui avait été engagée pour le tuer dans le second tournoi. Mais quand la sœur de Nina, Anna Williams, garde du corps personnel de Kazuya apprend ce que va devenir sa sœur, elle entre dans une fureur noire, car elle prend conscience que sa rivale gardera toute sa jeunesse et sa beauté ainsi que ses capacités physiques tandis qu'elle-même continuera à vieillir. Elle se porte alors volontaire pour participer elle aussi à l'expérience, et demande à Boskonovitch à être réveillée en même temps que Nina, ce que le scientifique accepte (les deux sœurs dormiront ainsi pendant 19 ans avant d'être réveillées).
Mais alors qu'il devait être exécuté à la fin de ses travaux, Yoshimitsu vient lui porter secours en remerciement de l'aide que lui avait porté précédemment le scientifique. Peu de temps après, Boskonovitch apprend qu'il est atteint d'une maladie rare, du fait de ses dangereuses recherches sur le sommeil cryogénique. Il demande alors l'aide de Yoshimitsu et les deux hommes décident de participer au troisième tournoi afin de ramener ce qui pourrait servir d'antidote au professeur : le sang de Ogre, le dieu du combat. Trop âgé pour combattre, le docteur enfile une armure qui lui permet de renforcer son corps.
Cependant, Jin Kazama détruit Ogre avant que Boskonovitch ait pu le retrouver, anéantissant ainsi ses derniers espoirs de guérison. Le docteur, sentant la fin proche, entreprend alors la construction d'un androïde à l'image de sa fille Alisa. Il décide également de lui implanter les souvenirs de la véritables Alisa pour que la copie soit parfaite, tout ceci afin de combler l'absence de la jeune fille, insupportable aux yeux du professeur. Cet androïde, baptisé Alisa Boskonovitch est jouable à partir de Tekken 6. En effet, avant d'avoir pu la réveiller, Boskonovitch reçoit la visite de Yoshimitsu, qui lui rapporte le corps du cyborg Bryan Fury, construit par le rival du scientifique le docteur Abel. Au bord de la mort, le scientifique se rend compte que le seul moyen de sauver Bryan est de lui implanter un générateur d'énergie perpétuel. Mais lorsqu'il réveille le cyborg et lui explique ce qu'il a fait, Bryan entre dans une véritable crise de folie, et tue le scientifique ainsi que la presque totalité des membres du clan Manji à l'exception de Yoshimitsu, qui était absent.
Lorsque celui-ci rentre quelques heures plus tard, il trouve tout son clan massacré et le docteur Boskonovitch à l'agonie. Celui-ci a tout juste le temps de lui raconter ce qui s'est passé avant de mourir dans les bras de son ami.
Dr Boskonovitch est de nouveau jouable dans le Tekken Tag Tournament 2 dans lequel il n'a plus de problèmes de dos, il peut se tenir droit correctement.

### Bryan Fury
- Nationalité :  États-Unis
- Style de combat : Kick Boxing
- Jouable dans : Tekken 3, Tekken 4, Tekken Tag Tournament, Tekken 5, Tekken 5: Dark Resurrection, Tekken 6, Street Fighter X Tekken, Tekken Tag Tournament 2, Tekken 7 et Tekken 8
- Incarné par : Gary Daniels
- Relations :
  - Dr Abel (Créateur)
  - Dr Boskonovitch (Sauveur)
  - Yoshimitsu (Ennemi)

Bryan Fury est un cyborg créé par le Dr Abel, le rival du Dr Boskonovitch.
Ancien officier talentueux de la police internationale, il se fait tuer lors d'une fusillade à Hong Kong. Son corps est alors transporté au laboratoire du Dr Abel pour être transformé en cyborg. Aussi doué que Boskonovitch, Abel parvient à faire de Bryan un cyborg très puissant. Une fois que Bryan revenu à la vie, Abel le charge de récupérer les recherches concernant la cybernétique appartenant au Dr Boskonovitch, dans le but de créer une armée invincible de cyborgs. Bryan s'inscrit alors auKing of Iron Fist Tournament3. Cependant, il ne parvient pas à approcher le scientifique, et à l'issue du tournoi, il s'aperçoit qu'Abel l'a abandonné, recruté par la Mishima Zaibatsu, afin de travailler sur de nouveaux projets.
Bryan se retrouve donc seul, et sombre peu à peu dans la folie. Cependant, il réalise rapidement que son corps était en train de mourir. Il apprend alors qu'est organisé unKing of Iron Fist Tournament4, et il se rend compte que c'est là son dernier espoir de vivre. S'il parvient à gagner le tournoi, il pourra avoir accès à toutes les ressources de la Mishima Zaibatsu et pourra obliger Abel à prolonger sa vie. Cependant, Bryan ne parvient pas à remporter le tournoi, et désespéré, il supplie Abel de l'aider. Mais celui-ci refuse, considérant sa création comme totalement obsolète. Par vengeance pour avoir fait de lui un monstre et l'avoir abandonné, Bryan le tue avant de tomber dans le coma.
C'est alors que Yoshimitsu découvre le corps, ignorant qui est réellement Bryan, et le ramène au Dr Boskonovitch pour que celui-ci le répare. Boskonovitch se rend compte que le seul moyen de sauver le cyborg est de lui greffer sa dernière création : un générateur d'énergie perpétuelle. L'opération fonctionne, et Bryan est réveillé par Boskonovitch, qui lui explique ce qu'il a fait. En apprenant ça, Bryan éclate d'un rire dément, et pour exprimer sa reconnaissance, il tue Boskonovitch. Les membres du clan Manji qui protègent le scientifique sont alertés et tentent d'arrêter Bryan, mais celui-ci est à présent trop puissant, et il les massacre tous sans exception.
Puis, il décide de s'inscrire auKing of Iron Fist Tournament5 pour tester ses nouvelles capacités. Mais il ignore qu'il est poursuivi par Yoshimitsu, qui n'était pas présent lors du carnage et qui veut le tuer pour venger la mort de Boskonovitch et des membres de son clan. Celui-ci se montra un adversaire acharné, et bloque toutes les tentatives de domination de Bryan, l'empêchant même de remporter le tournoi.
Fou de rage, incapable de contrôler sa soif de destruction, Bryan parcourt les multiples champs de batailles (du fait de la guerre mondiale déclenchée par Jin Kazama), semant le chaos sans discernement. Mais il en a rapidement assez de ces combats trop faciles, et lorsqu'est annoncé leKing of Iron Fist Tournament6, il voit là l'occasion d'affronter des adversaires à sa mesure, notamment Yoshimitsu, qui le poursuit toujours. Malgré sa défaite au dernier tournoi (sachant que personne n'a réellement gagné le tournoi), Bryan contrôle son envie de destruction et décide de se venger en détruisant le cœur de l'armée de Jin Kazama vu qu'il avait perdu la demi-finale duKing of Iron Fist Tournament3 face à ce dernier.
Bryan Fury apparaît dans le film Tekken où son personnage est joué par Gary Daniels et doublé en français par Patrick Béthune. Actuel champion du Iron Fist Tournament en titre, il participe au tournoi de Tekken organisé par Heihachi Mishima à Tekken City pour conserver son titre. Il ne participe pas aux combats du premier tour du tournoi. Lorsque Kazuya, normalement chargé de la sécurité, prend finalement le contrôle de Tekken à la place de son père, après la victoire de Jin sur Yoshimitsu, il décide de changer les règles des combats du tournoi : ils deviendront désormais des combats à mort. Bryan Fury affronte d'abord Sergei Dragunov en demi-finale et le tue sans problème. Il doit ensuite se battre contre Jin lors de la grande finale du tournoi. Dominant le combat au début, Bryan sera finalement éliminé par Jin.

### Eddy Gordo
- Nationalité :  Brésil
- Style de combat : Capoeira
- Jouable dans : Tekken 3, Tekken 4, Tekken Tag Tournament, Tekken 5, Tekken 5: Dark Resurrection, Tekken 6, Street Fighter X Tekken, Tekken Tag Tournament 2, Tekken 7 et Tekken 8
- Incarné par : Lateef Crowder
- Relations :
  - Christie Monteiro (Élève et amie proche)
  - Jin Kazama (Patron)
  - Kazuya Mishima (Ennemi)

Eddy Gordo apparaît dans Tekken 3 et Tekken 6, ainsi que dans Tekken 4 et Tekken 5, en tant que personnage caché. Il est âgé de 27 ans lors de sa première apparition dans Tekken 3 puis de 29 ans lors des Tekken 4, 5 et 6.
Eddy Gordo est né dans une riche famille brésilienne et était dès sa petite enfance, destiné à reprendre l'entreprise familiale. À 19 ans, il trouve son père mourant chez lui dans une mare de sang. Celui-ci, dans un dernier soupir lui dit de se réfugier en prison pour être en sécurité, car les hommes qui l'ont agressé vont également vouloir s'en prendre à lui. La vie d'Eddy devint alors un enfer. C'est en prison qu'un vieil homme lui apprit la capoeira pour se défendre contre les autres détenus. Après 8 ans d'incarcération, il maîtrisait parfaitement cet art de combat. Peu avant Tekken 3, Eddy sort de prison, et apprend alors que le responsable du meurtre de son père est en réalité Kazuya Mishima. Eddy décide donc de s'inscrire auKing of Iron Fist Tournament3 pour prouver sa maîtrise de la capoeira et se venger des assassins de son père. Mais malgré ses efforts, Eddy ne parvient pas à retrouver Kazuya, et rentre déçu au Brésil. Il décide alors de rendre visite à son mentor, toujours en prison. Celui-ci lui demande alors de rencontrer sa petite-fille Christie Monteiro. Reconnaissant envers le vieil homme, Eddy accepte et rencontre la jeune femme. Décelant chez Christie une aptitude certaine pour la capoeira, il lui enseigna à son tour cet art. Après un an d'entraînement, la jeune prodige atteignit un excellent niveau.
Mais Eddy n'était toujours pas satisfait de son existence, car il n'était pas parvenu à venger son père. Peu après, fut annonce leKing of Iron Fist Tournament4, et il décida de s'y inscrire pour faire payer son crime à Kazuya. Mais il décida de ne rien dire à Christie, ne voulant pas qu'elle participe à une compétition aussi dangereuse, ce que la jeune femme fera pourtant en recherchant Eddy. Une fois de plus, Eddy échoue dans son projet, et aux côtés de Christie il rentre au Brésil.
C'est là que tous deux apprennent que le mentor d'Eddy est atteint d'une maladie incurable et qu'il va bientôt mourir. Lorsqu'un nouveau tournoi fut annoncé, Christie y vit là l'occasion d'accéder aux ressources illimitées de la Mishima Zibatsu, dernier espoir pour son grand-père. Eddy tenta d'abord de la dissuader de participer à nouveau, mais devant l'insistance de la jeune fille, il décida de s'inscrire également. Cependant, au milieu du tournoi, il fut contacté par Jin Kazama, qui lui proposa de lui donner l'argent et les ressources nécessaires pour sauver la vie de son maître à la condition qu'Eddy le rejoigne comme lieutenant de la Tekken Force. Après s'être assuré que Christie ne risquait plus rien, Eddy accepta et disparut de la circulation.
En tant que membre de la Tekken Force, Eddy prit part à de nombreuses opérations dans le monde ; il savait que ce qu'il faisait était mal, mais il ne pouvait pas s'arrêter. D'autant plus que l'ennemi de Jin était le propre adversaire d'Eddy, Kazuya, et le Brésilien savait que le seul moyen de se venger de Kazuya était de rester aux côtés de Jin. Peu après, une annonce déclara que la Mishima Zaibatsu sponsoriserait le King of the Iron Fist Tournament 6. Pour protéger le chef de la Mishima Zaibatsu, Jin Kazama, de ceux qui voulaient lui nuire, Eddy participa en tant que membre de la Tekken Force.
Eddy décida de quitter la Tekken Force après avoir appris le décès de son mentor.
Eddy Gordo apparaît aussi dans le film Tekken où son personnage est joué par Lateef Crowder. Eddy Gordo participe au tournoi de Tekken organisé par Heihachi Mishima à Tekken City. Il affronte Raven lors du premier tour du tournoi et sera battu par ce dernier en moins de deux minutes.

### Forest Law
- Nationalité :  États-Unis
- Style de combat : Jeet Kune Do
Jouable dans : Tekken 3, Tekken Tag Tournament et Tekken Tag Tournament 2
- Relations :
  - Marshall Law (Père)
  - Paul Phoenix (Ami de la famille)

Forest Law est le fils de Marshall Law et c'est lui qui est censé succéder son père dans la reprise du dojo familial. Forest est jouable dans Tekken 3, où il prend la place de son père, dont il partage le style de combat, Tekken Tag Tournament et Tekken Tag Tournament 2. Forest est un jeune homme rebelle qui idéalise son père et passe son temps à s'entraîner pour améliorer l'image de sa famille. Paul Phoenix, un ami de la famille, vient souvent rendre visite au père de Forest, mais celui-ci est rarement présent. un jour cependant, Paul arrive au moment où le père et le fils s'entraînent. Impressionné par le talent du fils de son ami il invite alors Forest à faire quelques exercices d'entraînement. Il lui proposera par la suite de participer auKing of Iron Fist Tournament3, mais Marshall interdit à son fils de se battre à l'extérieur du dojo, et refuse que Forest ne participe à une compétition aussi dangereuse. Mais Paul ne renonce pas, et convainc Forest de participer au tournoi pour prouver sa valeur à son père, et sauver sa famille de la ruine, la chaîne de restauration rapide que possède Marshall ayant fait faillite quelque temps auparavant.
Malheureusement, Forest ne parvient pas à remporter le tournoi. Humilié, craignant la réaction de Marshall, Forest rentre en Amérique et cache la vérité à sa famille. À la suite des déboires financiers de Marshall, Forest profite de l'absence de ce dernier, bloqué au Japon faute d'argent à l'issue du quatrième Tournoi, pour enchaîner les petits délits. Ne supportant plus la pauvreté dans laquelle vit à présent sa famille, Forest décide de fuguer et s'enfuit en volant la moto de Paul. Mais il a alors un grave accident qui l'envoie directement à l'hôpital, ce qui oblige son père à participer auKing of Iron Fist Tournament5 pour payer les frais d'hôpitaux et rembourser la moto de Paul. Réalisant tous les dégâts qu'il a causé du fait de son comportement, Forest rentre dans le rang et retourne chez ses parents pour tenter de réparer ses erreurs.

### Gon
Pour les articles homonymes, voir Gon.
- Nationalité :  Hawaï
- Jouable dans : Tekken 3

Gon fait son unique apparition dans Tekken 3.
Le personnage est tiré du manga du même nom, Gon. Il s'agit d'un petit tyrannosaure, très résistant et pouvant cracher du feu.
Il n'a pas été dit si sa participation au tournoi était canonique ou non. Cependant, on peut ne pas considérer Gon comme un personnage à part entière de la franchise Tekken, puisque ses droits d'image n'appartiennent pas à Namco et qu'il fut un personnage exclusif à la version Playstation de Tekken 3.

### Gun Jack
- Nationalité :  Russie
- Style de combat : Arme
- Jouable dans : Tekken 3
- Relations :
  - Jane (Créatrice)
  - Jack (Ancêtre)
  - Jack-2 (Ancêtre)
  - Jack-5 (Descendant)
  - Jack-6 (Descendant)
  - Jack-7 (Descendant)
  - Jack-8 (Descendant)

Après la destruction de Jack-2 à la fin du King of Iron Fist Tournament 2, la jeune fille avec qui il jouait a entrepris de le réparer. Dix-huit ans plus tard, il en résulte Gun Jack, qui fut inscrit au King of Iron Fist Tournament 3 pour finaliser les tests.

### Hwoarang
- Nationalité :  Corée du Sud
- Style de combat : Taekwondo
- Jouable dans : Tekken 3, Tekken 4, Tekken Tag Tournament, Tekken 5, Tekken 5: Dark Resurrection, Tekken 6, Street Fighter X Tekken, Tekken Tag Tournament 2, Tekken 7 et Tekken 8
- Relations :
- Baek Doo San (Maître)
- Jin Kazama (Rival)
- Ling Xiaoyu (Connaissance)

Hwoarang est un jeune homme d'origine sud-coréenne. Il est l'apprenti le plus doué du grand maître de Tae Kwon Do Baek Doo San, qui considère Hwoarang comme son fils. Depuis que Baek Doo San lui a appris le Taekwondo, Hwoarang nourrit une passion pour le combat de rue, art pour lequel il se montre particulièrement doué. Mais un jour, il défie Jin Kazama, dont la rumeur prétend qu'il est imbattable. Au début Jin refuse de se battre, mais devant l'insistance de son adversaire, il accepte et écrase Hwoarang. Humilié, celui-ci décide de s'entraîner plus dur que jamais pour devenir aussi bon que son maître. Mais un jour ce dernier est attaqué par Ogre, le dieu du Combat qui a besoin pour survivre de se nourrir des âmes des meilleurs combattants au monde, et disparaît, apparemment mort. Désirant plus que tout se venger, Hwoarang décide alors de participer auKing of Iron Fist Tournament3 dans l'espoir de retrouver Ogre et lui faire payer la mort de son maître, et accessoirement prendre sa revanche sur Jin qui participe également pour venger sa mère Jun Kazama, elle aussi tuée par Ogre.
Mais malgré ses efforts, Hwoarang ne parvient pas à se venger, bien qu'Ogre soit finalement détruit par Jin. Dépité, Hwoarang rentre en Corée, où il est obligé d'effectuer son service militaire auquel il a réussi à échapper jusqu'à présent. Mais Hwoarang ne supporte pas la discipline qui lui est imposée, et lorsqu'il apprend qu'un nouveauKing of Iron Fist Tournamentest organisé par la Mishima Zaibatsu, il voit là une nouvelle occasion de se venger de Jin Kazama. il décide donc de déserter pour participer au tournoi. Cependant, au moment où il s'apprête enfin à affronter son rival, l'armée le rattrape et le ramène en Corée, où il doit être jugé par la cour martiale pour désertion.
En attente de son procès, Hwoarang croupit en prison, désespéré. C'est alors qu'il reçoit une mystérieuse invitation de la Mishima Zaibatsu, qui lui propose de participer auKing of Iron Fist Tournament5. Dans le même temps, il reçoit la visite de celui qu'il croyait mort depuis plusieurs années : son maître Baek Doo San, qui a survécu à l'attaque d'Ogre. Celui-ci, grâce à ses contacts dans le gouvernement, le fait libérer, et lui propose de reprendre l'entraînement. En deux mois, les deux hommes ont retrouvé leur meilleur niveau, et participent donc au 5e tournoi.
Et cette fois, Hwoarang peut affronter Jin Kazama, et le défait au prix d'un difficile combat dans lequel Jin est affaibli moralement par sa lutte intérieure contre Devil. Sa victoire est cependant de courte durée puisque son rival se métamorphose sous ses yeux en Devil Jin. Face à cette entité démoniaque, Hwoarang ne peut rien, et Devil Jin l'écrase.
Il se réveille à l'hôpital plusieurs jours plus tard. Son maître lui explique alors les derniers évènements : Jin a remporté le tournoi précédent, a pris la tête de la Mishima Zaibatsu et vient de déclencher un conflit mondial. Hwoarang prie alors son maître de reprendre une nouvelle fois l'entraînement. Lorsqu'est annoncé leKing of Iron Fist Tournament6, Hwoarang et Baek Doo San décident de s'inscrire à nouveau pour arrêter Jin.

### Jin Kazama
- Nationalité :  Japon
- Style de combat : Karaté style Traditionnel, Mishima et Kazama
- Jouable dans : Tekken 3, Tekken 4, Tekken Tag Tournament, Tekken 5, Tekken 5: Dark Resurrection, Tekken 6, Street Fighter X Tekken, Tekken Tag Tournament 2, Tekken 7 et Tekken 8
- Incarné par : Jon Foo
- Relations :
  - Jinpachi Mishima (Arrière-grand-père)
  - Heihachi Mishima (Grand-père)
  - Kazuya Mishima (Père)
  - Jun Kazama (Mère)
  - Lee Chaolan (Oncle)
  - Lars Alexandersson (Oncle)
  - Asuka Kazama (Cousine)
  - Hwoarang (Rival)
  - Nina Williams (Employé)
  - Shin Kamiya (Ancien ami)

Jin Kazama est le fils de Jun Kazama et de Kazuya Mishima. Il est élevé uniquement par sa mère, son père étant officiellement décédé au fond d'un volcan à cette période. Malheureusement, il possède également en lui le gène démoniaque. Lors de son adolescence, sa mère est attaquée puis tuée par Ogre et en désespoir de cause, il décide de retrouver son grand-père Heihachi Mishima. Ce dernier le prend sous son aile et lui apprend le karaté Mishima. Mélangé au style Kazama de sa mère, Jin devient très puissant. Cependant Heihachi n'est pas le gentil grand père que Jin croit, puisque le jeune garçon n'est en fait qu'un appât servant à attirer Ogre auKing of Iron Fist Tournament3 et ainsi récupérer son sang, ce qui permettrait d'augmenter sa puissance.
À l'issue du tournoi, Paul Phoenix vainc Ogre en combat singulier et quitte la scène sans s'apercevoir que le dieu du combat se transformait en True Ogre. Cette version démoniaque est finalement détruite par Jin, qui peut ainsi assouvir sa vengeance. C'est alors que surgit son grand-père qui lui loge une balle dans la tête, n'ayant plus aucun intérêt pour son petit-fils. Cependant, Jin se relève, il s'est transformé en démon. Après avoir précipité Heihachi contre un mur, le vieil homme fait une très grande chute tandis que Jin s'envole vers d'autres cieux.
Jin finit par reprendre le contrôle de lui-même. Il part à Brisbane en Australie. Il désapprend le karaté style mishima pour se tourner vers un karaté plus traditionnel. C'est alors qu'il entend parler duKing of Iron Fist Tournament4 et décide de s'y rendre afin de se débarrasser d'Heihachi.
Il commence le tournoi mais finit dans une embuscade tendue par la tekken force et est enchaîné dans le Temple Honmaru. Il est libéré par son père qu'il découvre vivant. Mais ce dernier est en fait venu le tuer afin de récupérer la puissance qu'il a perdu en ayant un fils. Jin met KO son père et affronte également son grand père. Dans sa colère sa transformation débute, mais au moment où il va le tuer, il a une vision de sa mère, ce qui l'apaise. Il lâche Heihachi et s'envole au loin.
Jin se réveille quelques jours plus tard et découvre autour de lui une forêt totalement dévastée. Il comprend alors qu'il ne maîtrise pas ses pouvoirs. C'est alors qu'est annoncé leKing of Iron Fist Tournament5 par un mystérieux inconnu. Il décide de s'y rendre afin de prendre possession de la Mishima Zaibatsu et ainsi étudier le mystère de son gène diabolique. Il vainc Jinpachi Mishima (organisateur du tournoi, ainsi que son arrière-grand-père possédé par un démon) et prend la tête de l'entreprise.
Jin change alors complètement ses plans. La Mishima Zaibatsu devient une très grande puissance militaire et il déclare une guerre mondiale à tout le reste de la planète. Kazuya Mishima, à la tête de la G-Corporation, se hisse en tant que défenseur du monde et met la tête de Jin à prix. Après cette déclaration, Jin proclame leKing of Iron Fist Tournament6. Il espère en fait que son affrontement avec Kazuya (ainsi que le chaos régnant sur Terre) lui permettra de réveiller un Dieu ancien, Azazel. Celui-ci serait assez puissant pour vaincre Jin, ce qui lui permettrait de se débarrasser de son gène maudit et ainsi éviter qu'il devienne incontrôlable et détruise le monde. Jin affronte Azazel dans un combat meurtrier et l'emporte, mais il sombre alors dans le coma, dont il se réveille par intermittences possédé par son démon intérieur.

### Julia Chang
- Nationalité :  États-Unis
- Style de combat : Kung Fu
- Jouable dans : Tekken 3, Tekken 4, Tekken Tag Tournament, Tekken 5, Tekken 5: Dark Resurrection, Tekken 6, Street Fighter X Tekken, Tekken Tag Tournament 2 et Tekken 7
- Relations :
  - Michelle Chang (Mère adoptive)

Julia Chang est jouable depuis Tekken 3, elle est la fille adoptive de Michelle Chang, vétérane des deux premiers opus. Elle est de nationalité américaine, et son style de combat est un mélange de Kempo et de Kung fu. Elle est âgée de 18 ans lors de sa première apparition puis de 20 ans lors des Tekken 4, 5 et 6.
Bébé, elle fut abandonnée par ses parents, dont on ignore l'identité, dans les ruines d'un ancien temple amérindien situé en Arizona. Elle fut découverte puis adoptée par Michelle Chang, qui l'éleva comme sa propre fille. Michelle avait reçu de ses parents un très ancien et précieux pendentif censé posséder des vertus magiques. Heihachi Mishima puis son fils Kazuya Mishima tentèrent tous les deux de s'en emparer en enlevant les parents de Michelle, ce qui força celle-ci à participer aux deux premiers tournois organisés par la Mishima Zaibatsu. À la suite du second tournoi, Michelle retourna chez elle pour élever sa fille. Quand Julia atteignit les 18 ans, sa mère lui donna son pendentif pour qu'elle le protège à son tour.
Quelque temps plus tard, le dieu du combat, Ogre, se réveilla et commença à s'emparer des âmes des meilleurs combattants du monde, afin de survivre. Michelle fut attaquée par Ogre, mais survécut à la confrontation, gravement blessée cependant. Elle commença alors à se poser des questions quant au pendentif que protégeait sa famille, se doutant qu'il avait un lien quelconque avec Ogre. Peu de temps après, elle fut à son tour enlevée par Heihachi, qui voulait le talisman pour contrôler la puissance d'Ogre, ignorant que ce n'est plus elle qui le possédait. Julia décida de participer auKing of Iron Fist Tournament3, qui venait d'être annoncé, pour retrouver sa mère et faire la lumière sur le mystérieux pendentif.
Bien qu'elle n'ait pas remporté ce tournoi, elle parvint à libérer sa mère, prisonnière des Mishima, et lorsque Ogre fut détruit par Jin Kazama, toutes deux estimèrent le danger écarté pour leur tribu, et elles rentrèrent chez elles, où Julia commença ses études d'archéologie.
Quelque temps plus tard, Julia décida de rejoindre un laboratoire de recherche affilié à la G-Corporation et lança des recherches sur le rajeunissement forestier, car sa terre natale était menacée par l'avancée du désert et la disparition de la végétation. Mais très vite, la Mishima Zaibatsu, qui avait attaqué le laboratoire central de la G-Corp, décida de suspendre les recherches pour une durée inconnue, et s'empara de toutes les découvertes de Julia et son équipe. Furieuse, Julia trouva néanmoins un moyen de se venger lorsque fut annoncé leKing of Iron Fist Tournament4. Elle décida de s'inscrire pour récupérer les données qui avaient été dérobées. Malheureusement, elle ne parvint pas à les récupérer. Déçue, elle décida de rentrer chez elle et recommença ses recherches depuis le début, mais malgré tous ses efforts, les informations dérobées demeuraient essentielles. Pour faire aboutir ses recherches, il les lui fallait absolument, et Julia décida de tenter à nouveau sa chance lors duKing of Iron Fist Tournament5, annoncé à peine deux mois après la fin du tournoi précédent.
Cette fois-ci, elle fut plus chanceuse, et après des combats acharnés, et bien qu'elle n'ait pas remporté le tournoi, elle parvint à remettre la main sur les précieux documents, grâce auxquels elle put enfin faire aboutir ses recherches. Julia retourna donc chez elle pour trouver l'aide nécessaire à la réalisation de son projet de rajeunissement forestier. À son arrivée chez elle cependant, une vieille femme de la tribu lui fit une sombre prédiction : Jin Kazama et Kazuya Mishima ne doivent s'affronter sous aucun prétexte, car leur rencontre réveillera la source d'un mal incommensurable qui déchaînera sa colère sur la planète entière.
Mais obnubilée par son propre projet, Julia ne prêta pas vraiment attention à cette prophétie, jusqu'à ce que soit annoncé leKing of Iron Fist Tournament6. Se doutant que si Jin et Kazuya devaient un jour s'affronter, ce serait lors de ce tournoi, Julia décida de s'inscrire à nouveau pour empêcher la confrontation.

### Ling Xiaoyu
- Nationalité :  Chine
- Style de combat : Hakke Sho, Pigua Quan
- Jouable dans : Tekken 3, Tekken 4, Tekken Tag Tournament, Tekken 5, Tekken 5: Dark Resurrection, Tekken 6, Street Fighter X Tekken, Tekken Tag Tournament 2, Tekken 7 et Tekken 8
- Relations :
  - Wang Jinrei (Grand-père)
  - Jin Kazama (Camarade dont elle est amoureuse)
  - Miharu Hirano (Meilleure amie)
  - Panda (Animal de compagnie)
  - Alisa Boskonovitch (Amie)
  - Hwoarang (Connaissance)
  - Shin Kamiya (Ami, décédé)

Ling Xiaoyu apparaît dès Tekken 3 comme étant une adolescente chinoise. Elle est âgée de 16 ans lors de sa première apparition puis de 18 ans lors des Tekken 4, 5 et 6. Elle est rêveuse, naïve, excentrique et très infantile. De plus, pour rendre son personnage encore plus amusant, Namco l'a dotée d'un animal domestique, un panda nommé Panda, qui la suit dans toutes ses aventures. Elle est l'un des (très) rares personnages de Tekken à ne pas avoir d'ennemis dans le jeu et à être appréciée par l'ensemble des protagonistes.
C'est la combattante la plus jeune, car lors de sa première participation, elle n'avait que seize ans. Très vite, plusieurs habitués de la série ont délaissé leurs personnages préférés pour cette combattante un peu extravagante. Car Ling est loin de n'être qu'une gamine arrivée dans la saga Tekken par hasard, c'est une redoutable adversaire qui maîtrise parfaitement les arts martiaux chinois, plus particulièrement le Hakke sho.
Ling est présentée dans Tekken 3 comme une jeune collégienne chinoise qui rêve de construire son propre parc d'attractions. Mais elle ne dispose pas des fonds nécessaires pour cela. Cependant, Ling est aussi une camarade de classe de Jin Kazama, dont elle est secrètement amoureuse.
Lorsqu'elle apprend que le grand-père de Jin, Heihachi Mishima, organise leKing of Iron Fist Tournament3, elle voit là le moyen de réaliser son rêve en remportant le tournoi et donc la somme promise au vainqueur. Malheureusement, elle n'a pas l'argent nécessaire pour payer les frais d'inscriptions.
Elle « s'invite » donc sur le yacht d'Heihachi pour lui demander d'accepter sa participation, et met tous les gardes du corps K.O en quelques minutes. Amusé autant qu'impressionné par le talent de la jeune fille, Heihachi lui promet qu'elle pourra participer au tournoi. Ravie, Ling se prend d'affection pour Heihachi, ce qui fait d'elle une exception parmi tous les personnages de Tekken, la majorité d'entre eux souhaitant la mort du vieil homme, et l'appelle souvent « grand-père Heihachi ».
Mais malgré ses efforts, elle ne remporte pas le tournoi, et retourne à son ennuyeuse vie d'étudiante
Peu de temps après cependant, elle apprend la disparition de Jin. Quelque temps plus tard, elle reçoit un mystérieux mail anonyme l'avertissant des véritables motivations de Heihachi et du danger qu'elle court à le fréquenter. Mais refusant à croire à la nature mauvaise de Heihachi et très inquiète pour Jin, dont elle est convaincue qu'il s'agit de l'expéditeur du mail, elle décide de s'inscrire auKing of Iron Fist Tournament4 pour le retrouver et découvrir les plans de la Mishima Zaibatsu.
Lors du quatrième tournoi, elle ne parvient pas à retrouver Jin et est mise sérieusement en danger par la Mishima Zaibatsu, mais est sauvée par Yoshimitsu, qui décide de lui ouvrir les yeux en lui racontant la terrible histoire de la famille Mishima, et notamment le démon qui avait envahi Kazuya Mishima, puis Jin, à cause de Heihachi, ainsi que la mort de ce dernier, ce qui la bouleversa profondément.
Plus tard, un scientifique la contacta et lui affirma pouvoir créer une machine à remonter le temps s'il avait les fonds nécessaires. Convaincue de pouvoir changer le destin de la famille Mishima, en remontant à l'époque ou Heihachi tenta de tuer Kazuya (la première fois) elle s'inscrivit de nouveau auKing of Iron Fist Tournament5, mais une fois de plus, elle échoua.
Mais à la suite du tournoi, lorsque Jin prit le contrôle de la Mishima et déclencha une guerre mondiale, Ling décida de participer au sixième tournoi pour l'atteindre et essayer de lui faire entendre raison.
Elle fait une apparition dans le film Tekken: Blood Vengeance, où elle est l'un des personnages principaux.

### Mokujin
- Nationalité :  Japon[1]
- Jouable dans : Tekken 3, Tekken 4, Tekken Tag Tournament, Tekken 5, Tekken 5: Dark Resurrection, Tekken 6, Street Fighter X Tekken et Tekken Tag Tournament 2
- Style de combat : Multiple

Mokujin est un mannequin d'entraînement créé, on ignore par qui ou par quoi, à partir d'un chêne vieux de 2000 ans. Découvert lors de fouilles archéologiques au milieu du XXe siècle, il a été confiné dans un musée pendant de nombreuses années. Mais à la suite de la réapparition de Ogre, le Dieu du Combat, Mokujin est à son tour sorti de son sommeil millénaire, et a acquis sa propre identité. Son but est d'arrêter Ogre, qui s'empare de l'âme des maîtres d'arts martiaux du monde entier, par tous les moyens. Lorsqu'il apprend qu'est organisé un troisième King of Iron Fist Tournament, il décide d'y participer, persuadé qu'Ogre, attiré par l'âme des meilleurs combattants de la planète, y sera également. Mais avant d'avoir pu mettre la main sur Ogre, celui-ci est vaincu par Paul Phoenix et détruit par Jin Kazama. Au moment même de la mort d'Ogre, Mokujin perd son souffle de vie et replonge dans son sommeil.
Il n'apparaîtra pas lors du 4e tournoi où il sera « remplacé » par Combot, un robot créé par Violet, pseudonyme de Lee Chaolan, mais il se réveille à nouveau lorsque l'esprit maléfique de Jinpachi Mishima se manifeste. Il participe au cinquième tournoi pour arrêter Jinpachi, qui est vaincu, (à nouveau) par Jin Kazama. Une fois de plus, Mokujin replonge dans le sommeil pour se réveiller lorsque Jin, nouveau leader de la Mishima Zaibatsu déclenche sa guerre mondiale afin de provoquer le réveil du démon Azazel
Mokujin est un personnage très particulier du monde de Tekken. Il ne semble prendre conscience que lorsqu'une entité maléfique (Ogre, Jinpachi, Azazel) est sur le point de détruire le monde. Il occupe donc une fonction de gardien, de protecteur du bien. Mais c'est un personnage très spécial avant tout parce qu'il ne possède aucun style de combat spécifique. En effet, Mokujin est en quelque sorte un copieur : à chaque round d'un combat il s'approprie les mouvements et les coups d'un autre personnage du jeu (pas forcément ceux de l'adversaire qu'il combat).

### Ogre
- Nationalité :  Mexique
- Style de combat : Toshin (créé à partir de l'absorption de plusieurs combattants)
- Jouable dans : Tekken 3, Tekken Tag Tournament, Street Fighter X Tekken et Tekken Tag Tournament 2
- Relations :
  - Jun Kazama (Responsable de sa disparition)
  - King Ier (Meurtrier)
  - Baek Doo San (Laissé pour mort)
  - Nina Williams (Sous son contrôle lors de Tekken 3)

Ogre est le dieu mythique du combat, aussi appelé Toshin. Il participe uniquement à Tekken 3, puisqu'il est tué à la fin du tournoi, mais son histoire se répercute sur les autres opus de la saga. Monstre mythologique aztèque, il fut banni il y a des siècles et enfermé dans un temple dont la localisation demeure un mystère. En effet, Ogre a besoin pour survivre d'absorber les âmes des combattants les plus puissants. Après des décennies de terreur aux quatre coins du monde, des prêtres parvinrent à créer un pendentif, qui permettait de contrôler Ogre, et l'enfermèrent dans une demeure séculaire. Après quoi, il confièrent le pendentif à un clan d'Amérindiens afin qu'ils le protègent à jamais. Le pendentif est aujourd'hui en possession de la famille Chang, et est protégé par Michelle Chang et sa fille Julia Chang. Il a une deuxième forme True Ogre où il devient alors un terrible monstre. Il fit beaucoup de morts parmi les combattants du monde entier dans l'univers de Tekken.
Peu après la fin du second tournoi, Heihachi Mishima, qui avait repris le contrôle de son entreprise, entreprit de réparer ses erreurs passées, du moins officiellement, et créa la Tekken Force, un groupe composé d'hommes surentraînés qu'Heihachi envoyait partout dans le monde pour mettre fin aux famines et aux guerres. Mais un jour, un commando de la Tekken Force fut envoyé à la frontière américano-mexicaine, et tomba par hasard sur le temple où Ogre était maintenu prisonnier. Inconscients du danger, ils le libérèrent, mais Ogre les tua tous sans exception et quitta sa prison. Affaibli par des siècles d'emprisonnement, il se mit en quête d'âmes fortes pour restaurer sa puissance passée. C'est ainsi qu'il s'empara de l'âme de King Ier, et le tua, provoqua la disparition de Jun Kazama et le coma de Baek Doo San. Il prit également possession de l'esprit de Nina Williams, la réveillant de son sommeil cryogénique et la rendant amnésique. Pendant plusieurs années, il sema la terreur partout dans le monde et tua beaucoup de gens.
C'est alors qu'Heihachi se dit qu'il pouvait profiter de la puissance d'Ogre pour son propre bénéfice, mais pour cela, il avait besoin du fameux pendentif, détenu par la famille Chang. Il enleva donc Michelle, qui possédait le pendentif avant de s'apercevoir que celle-ci avait donné le pendentif à sa fille Julia. Pour forcer Julia à venir le rejoindre au Japon, Heihachi décida d'organiser leKing of Iron Fist Tournament3. Mais l'organisation du tournoi avait un autre but : Heihachi savait qu'Ogre ne manquerait pas de venir, attiré par les âmes des meilleurs combattants du monde qui allaient participer au tournoi. Mais avec le pendentif qu'il allait reprendre à Julia, il pourrait le contrôler.
Les plans d'Heihachi fonctionnèrent, Julia vint au Japon pour libérer sa mère, portant avec elle le pendentif, et Ogre participa lui aussi au tournoi. Mais tout tourna mal pour Heihachi lorsque Paul Phoenix parvint à vaincre Ogre et que Jin Kazama, son petit-fils le détruisit, pour venger sa mère Jun, disparue après qu'Ogre l'ait attaquée.

### Panda
- Nationalité :  Chine
- Jouable dans : Tekken 3, Tekken 4, Tekken Tag Tournament, Tekken 5, Tekken 5: Dark Resurrection, Tekken 6, Tekken Tag Tournament 2, Tekken 7 et Tekken 8
- Relations :
  - Ling Xiaoyu (Maîtresse)

Panda géant femelle, grande amie de Ling Xiaoyu et mascotte du lycée où étudie la jeune fille. Accessoirement, Panda est également son garde du corps. Ses participations aux Tekken 3, 4, 5 et 6 ont toujours eu le même but : protéger Xiaoyu des dangers du tournoi.
Kuma est secrètement amoureux d'elle. Néanmoins, cette dernière ne l'apprécie pas et préfère garder ses distances, au besoin en lui collant une raclée pour le dissuader de l'approcher.

### Tiger Jackson
- Nationalité :  États-Unis
- Style de combat : Capoeira
- Jouable dans : Tekken 3, Tekken Tag Tournament et Tekken 6 en tant que costume d'Eddy. Jouable à part entière dans Tekken Tag Tournament 2
- Relations :
  - Eddy Gordo (Ami)
  - Christie Monteiro (Amie)

Tiger Jackson est un personnage spécial qui n'a pas d'histoire. Son look rappelle clairement les années disco et on le voit régulièrement danser. Il possède une cinématique de fin uniquement dans Tekken 3 et Tekken Tag Tournament.

## Tekken Tag Tournament

### Tetsujin
- Nationalité :
- Jouable dans : Tekken Tag Tournament

Tetsujin est une version métallique de Mokujin. Comme le mannequin de bois, il n'a pas de style de combat propre et copie celui d'un combattant disponible.

### Unknown
- Nationalité :
- Style de combat : Copie un autre combattant à volonté (TTT1), Mix karaté style Kazama et Jujitsu (TTT2)
- Jouable dans : Tekken Tag Tournament, Tekken Tag Tournament 2
- Relations :
  - Devil Jin (Fils)
  - Ogre (Ennemi)

Unknown est le boss final de Tekken Tag Tournament et de Tekken Tag Tournament 2. Il s'agit en réalité de Jun Kazama possédée par le gène démoniaque, avec des yeux flamboyants qui n'est vêtue que d'une boue pourpre lui recouvrant le corps. Derrière elle, un étrange esprit ressemblant à un loup anticipe chaque mouvement qu'elle fait et donne l'impression de contrôler ses actions. Unknown a la faculté de copier les aptitudes de tous les autres personnages, le joueur pouvant passer d'une imitation de personnage à l'autre en cours de combat par simple pression sur la commande appropriée.
Par ailleurs, le personnage commence chaque combat avec le karaté style Kazama. Il sera plus tard révélé dans l'artbook Tekken, fourni dans la version collector de Tekken 6, que le plan était de faire d'Unknown la sœur cadette de Jun dans l'histoire, avant que ceci ne soit abandonné par Namco. En l'absence d'indication de Namco sur la nature de ce personnage dans tous les jeux suivants de la série, ce sujet restera une controverse entre fans durant plusieurs années avant que Tekken Tag Tournament 2, ne confirme qu'Unknown est bel et bien Jun Kazama possédée.
Ce personnage est non-canon avec la série.

## Tekken 4

### Christie Monteiro
- Nationalité :  Brésil
  - Style de combat : Capoeira
- Jouable dans : Tekken 4, Tekken 5, Tekken 5: Dark Resurrection, Tekken 6, Street Fighter X Tekken et Tekken Tag Tournament 2
- Incarnée par : Kelly Overton
- Relations :
  - Eddy Gordo (Ami proche / Maître)

Christie Monteiro est une jeune femme d'environ 19 ans, très fêtarde et possédant un grand sens de la famille.
Elle est la petite-fille d'un grand maître de capoeira, très connu au Brésil. Mais accusé à tort d'un crime qu'il n'avait pas commis, celui-ci fut condamné à la prison à vie. C'est là qu'il rencontra Eddy Gordo lui aussi incarcéré injustement, et lui apprit l'art de la capoeira. Lorsque Eddy fut libéré 8 ans plus tard, il était devenu un combattant d'exception, et le vieil homme lui demanda de rencontrer sa petite-fille, dont il n'avait aucune nouvelle. Reconnaissant, Eddy accepta et contacta donc Christie. Décelant chez la jeune fille des prédispositions au combat, il lui enseigna à son tour l'art de la capoeira. En moins d'un an, la jeune fille devint une combattante hors pair. Eddy poussa également Chrisite à reprendre contact avec son grand-père, ce qu'elle fit, mais peu après, Eddy disparut mystérieusement sans lui donner d'explications. Troublée autant qu'inquiète pour son mentor, Christie se lança à sa recherche et découvrit rapidement ses sombres liens avec Kazuya Mishima, responsable de la mort de son père. Se doutant qu'Eddy s'était inscrit auKing of Iron Fist Tournament4 pour se venger, Christie s'inscrivit à son tour et le retrouva à temps au milieu de la compétition.
Après le tournoi, ils rentrèrent tous les deux au Brésil, mais ils apprirent alors que le grand-père de Christie était atteint d'une maladie incurable, et qu'il ne lui restait que peu de temps à vivre. Christie ne renonça pas pour autant, et lorsqu'elle appris qu'un cinquième tournoi était organisé par la Mishima Zaibatsu, elle décida de s'inscrire à nouveau, espérant qu'en gagnant, elle aurait accès aux techniques de pointe de la Mishima, ce qui permettrait peut-être de sauver son grand-père. Eddy tenta d'abord de lui dire de ne pas participer à nouveau, mais devant le refus de celle-ci, il décida de l'accompagner en s'inscrivant à son tour.
Malheureusement, au beau milieu du tournoi, Eddy disparut brusquement, et Christie ne parvint pas à arracher la victoire. Rentrée au pays à la fin du tournoi pour assister son grand-père dans ses derniers instants, elle n'eut aucune nouvelle d'Eddy et aucun moyen de le retrouver.
Cependant, lorsque leKing of Iron Fist Tournament6 fut annoncé, Christie décida de se lancer à nouveau dans la compétition pour découvrir ce qui était arrivé à Eddy lors du précédent tournoi.
Christie Monteiro apparaît dans le film Tekken où son personnage est joué par Kelly Overton et doublé en français par Barbara Beretta. Elle s'inscrit au tournoi de Tekken organisé par Heihachi Mishima à Tekken City. C'est avant le début du tournoi qu'elle fait la connaissance de Jin Kazama alors qu'elle s'entraînait. Après la victoire de Jin sur Miguel Callabero Rojo, Christie sort le soir-même avec Jin en boîte de nuit et s'embrassent. Après la soirée, Jin se fait attaquer par Nina et Anna, les amantes de son père Kazuya Mishima mais elles échouent dans leur mission. Christie affronte Nina lors du tournoi et remporte le combat. Lorsque Kazuya prend le contrôle de Tekken, Christie prend la fuite avec Jin, Steve Fox, Raven et Heihachi. Christie sera ensuite prise en otage par Kazuya alors que Jin doit affronter Bryan Fury lors de la grande finale du tournoi et Jin remporte le combat et devient le nouveau champion du tournoi. Kazuya affronte à son tour son fils et perd lui aussi le combat. Christie présente Jin au monde entier et aux habitants de Tekken City.

### Combot
- Nationalité : Conçu au  Japon, mais probablement fabriqué en  Chine ou aux  Bahamas
- Style de combat : Copie un autre combattant à volonté
- Jouable dans : Tekken 4 et Tekken Tag Tournament 2

Développé par la société de Lee Chaolan, son mode de fonctionnement consiste à enregistrer et reproduire les différents styles de combat. Lee l'inscrit auKing of Iron Fist Tournament4 afin de le tester, mais son développement n'étant pas achevé, Combot connaît quelques bugs et n'est capable de reproduire qu'un style par combat. Ainsi, sa prise en main rappelle celle de Mokujin : un style de combat pris au hasard parmi les combattants disponibles.
Dans Tekken Tag tournament 2 son gameplay a évolué. Il peut désormais posséder plusieurs coups de différents personnages pendant un combat, ceux-ci étant entièrement personnalisables par le joueur.

### Craig Marduk
- Nationalité :  Australie
- Style de combat : Vale tudo
- Jouable dans : Tekken 4, Tekken 5, Tekken 5: Dark Resurrection, Tekken 6, Street Fighter X Tekken, Tekken Tag Tournament 2 et Tekken 7
- Relations :
  - Armor King (Ennemi)
  - King (Rival puis grand ami)
  - Jaycee (Rivale et amie)

Craig Marduk est un champion incontesté de Vale Tudo, qu'il pratique avec une rare violence. D'une taille gigantesque et à l'ego surdimensionné, il est âgé de 28 ans lors de sa première participation. Invaincu durant quatre ans dans le circuit professionnel, Craig Marduk était un lutteur de Vale Tudo craint et respecté, malgré cela il fut exclu du monde professionnel après avoir trempé dans une affaire qui fit scandale. Furieux et amer contre ses pairs et la société, Marduk laissa la colère ronger son âme. Plusieurs mois plus tard, Craig provoqua une bagarre dans un bar en Arizona et tua son adversaire, en ignorant qu'il s'agissait du grand Armor King. Inculpé d'homicide au second degré, il écopa de 10 ans de prison dans un pénitencier d'état.
Mais deux ans plus tard, Craig fut mystérieusement libéré de prison. Alors que King avait anonymement payé sa caution, Marduk reçut de sa part un coupon d'article sur leKing of Iron Fist Tournament4 ainsi qu'un billet d'avion pour le Japon auquel il perdit le combat contre King pendant le tournoi et fut hospitalisé. Mais Marduk refusant d'accepter sa défaite, à sa sortie de l’hôpital, s’entraîna durement pour faire de son corps l'arme ultime. Orné d'un masque noir de jaguar, il fit irruption dans les tournois de combat réduisant en miettes tous ses adversaires ainsi qu'un message retransmis à la télévision « King, tu seras le suivant ! ».
King ne se laissa pas faire et accepta la rencontre auKing of Iron Fist Tournament5, et une fois de plus, il parvint à vaincre Marduk et lui tendit la main, main que Marduk accepta. Les deux combattants deviennent, grâce à cette poignée de main, de bons amis et ils participèrent ensemble à des tournois d'arts martiaux. Mais au terme de l'un d'entre eux, alors que Marduk se trouvait seul dans le vestiaire, il fut violemment agressé par un homme ressemblant en tous point à Armor King, même au niveau de ses techniques de combat. L'homme s'enfuit avant que Marduk ait pu reprendre ses esprits.
Apprenant que l'agresseur participait auKing of Iron Fist Tournament6, King et Marduk décidèrent de s'inscrire ensemble au tournoi, afin de lever le voile sur ce mystère et découvrir qui était cet homme.
À la fin du tournoi, les 2 amis découvrent que le mystérieux agresseur est en fait le frère d'Armor King.

### Miharu Hirano
- Nationalité :  Japon
- Style de combat : Hakke Sho
- Jouable dans : Tekken 4 et Tekken Tag Tournament 2
- Relations :
  - Ling Xiaoyu (Meilleure amie)
  - Alisa Boskonovitch (Amie)

Miharu Hirano apparait dans Tekken 4 comme avatar secret de sa grande amie, Ling Xiaoyu, dont elle partage le style de combat. On ignore les raisons personnelles qui l'ont poussé à s'inscrire, car la partie Histoire du jeu montre les mêmes cinématiques d'ouverture et de fin que Xiaoyu.
Miharu refait son apparition dans le Tekken Tag Tournament 2 dans lequel elle tisse des liens d'amitiés avec la nouvelle amie de Ling, Alisa Boskonovitch.

### Steve Fox
- Nationalité :  Angleterre
- Style de combat : Boxe anglaise
- Jouable dans : Tekken 4, Tekken 5, Tekken 5: Dark Resurrection, Tekken 6, Street Fighter X Tekken, Tekken Tag Tournament 2, Tekken 7 et Tekken 8
- Incarné par : Luke Goss
- Relations :
  - Heather Williams (Grand-mère)
  - Richard Williams (Grand-père)
  - Nina Williams (Mère biologique)
  - Anna Williams (Tante)
  - Marshall Law (Ami)
  - Paul Phoenix (Ami)
  - Emma Kliesen (Chef de l'équipe scientifique censée s'occuper de lui)

Steve Fox est un boxeur d'origine britannique âgé de 21 ans. À l'instar de Balrog (Street Fighter), Steve Fox est le seul personnage de la franchise Tekken à ne pas utiliser ses jambes au combat car sa technique est uniquement basée sur la boxe anglaise. Il a une énorme cicatrice qui parcourt son bras gauche.
Adopté à la naissance, Steve grandit dans une famille heureuse et riche, lui permettant de se consacrer à sa grande passion : la boxe. S'entraînant d'arrache-pied, sa volonté de fer lui permit, à 21 ans, d'être reconnu comme l'un des meilleurs boxeurs du monde. Mais bien qu'il ait tout pour être heureux, Steve voulait par-dessus tout résoudre le mystère entourant sa naissance, découvrir qui étaient ses parents biologiques ainsi que la cicatrice sur son bras. Un jour, une mafia britannique appelée le Syndicat lui imposa de perdre un combat de boxe très côté mais Steve refusa et le gagna. Malheureusement pour ce dernier, le Syndicat mit à exécution ses menaces et la tête de Steve fut mise à prix. Avec la mafia à ses trousses, Steve partit en cavale aux États-Unis. Mais bientôt il réalisa que le Syndicat le retrouverait n'importe où et le tuerait. Jamais il n'apprendrait la vérité sur son passé. c'est alors qu'il décida de reprendre le combat en tombant sur une annonce duKing of Iron Fist Tournament4. À la fin du tournoi, il rencontre Lei Wulong. Ensemble ils découvrent que Steve n'est qu'une création de la Mishima Zaibatsu, fécondée à partir d'un ovule de Nina Williams. Steve jura de se venger. C'est alors qu'il apprit que leKing of Iron Fist Tournament5 allait avoir lieu. Le jeune champion s'inscrivit sans hésiter : "La Mishima Zaibastu n'engendrera pas deux monstres comme moi" lança-t-il.
À la fin du tournoi Steve réussit à s'infiltrer et à détruire les laboratoires de la Mishima Zaibatsu d'où il était issu. Enfin la conscience tranquille, il était prêt à reprendre la boxe mais il réalisa que toutes les compétitions majeures avaient été annulées à cause du conflit mondial généré par Jin Kazama. Sans la boxe Steve perdit sa raison de vivre et mena une vie insatisfaite.
C'est alors qu'il reçut une sollicitation de la part de Marshall Law et Paul Phoenix l'invitant à se joindre à eux pour s'entraîner. Tous deux souhaitaient en effet participer au sixième King of Iron Fist Tournament, et ils pensaient qu'à plusieurs, ils auraient plus de chances de remporter la victoire. Voyant que c'était l'unique moyen de mettre fin à la guerre, Steve sauta sur l'occasion et accepta leur offre.
C'est durant cette période que Steve Fox ressentit de plus en plus sa douleur au niveau de sa cicatrice au bras. Plus tard, il en apprend un peu plus sur ce qu'il s'est passé dans son enfance. Il se souvient d'Emma Kliesen, la chef de l'équipe scientifique qui devait s'occuper de lui. Mais il ne sait ni qui elle est - la mère de Leo Kliesen - ni si elle est toujours en vie.
Steve Fox apparaît dans le film Tekken où son personnage est joué par Luke Goss et doublé en français par Pierre-François Pistorio. Il organise un mini tournoi où chaque participant doit battre Marshall Law, le champion des bidonvilles. Lorsque Jin Kazama se présente et parvient à battre le champion des bidonvilles, Steve Fox décide de prendre le jeune homme sous son aile et l'inscrit au tournoi de Tekken organisé par Heihachi Mishima. Avant chaque combat, il donne des conseils à Jin sur les points forts et points faibles des combattants qu'il affronte et l'encourage lors de ses combats. Il offre lui-même des gants spéciaux au jeune homme et à force d'être auprès de lui, Steve s'attache fortement à Jin et le considère comme son propre fils. Kazuya Mishima prend le contrôle de Tekken à la place de son père et Steve prend la fuite en compagnie de Jin, Christie Monteiro, Raven et Heihachi. Malheureusement, Steve se fait tuer par un agent des forces de Kazuya.

### Violet
- Nationalité :  Japon (d'origine de Chine)
- Style de combat : Arts martiaux
- Jouable dans : Tekken 4, Tekken Tag Tournament 2 et Tekken 7

Ce n'est pas à proprement parler un nouveau personnage, puisque Violet est le pseudonyme que prend Lee Chaolan pour s'inscrire auKing of Iron Fist Tournament4 de façon clandestine. En effet, à l'issue du second tournoi, Heihachi reprend le contrôle de son entreprise et jette son fils Kazuya au centre d'un cratère de volcan. Croyant son éternel rival mort, Lee est plus que ravi, se retrouvant seul héritier de l'empire Mishima. Heihachi ne l'entend pas ainsi, et craignant que Lee se révolte à son tour contre lui comme le fit Kazuya, renvoie Lee de la Mishima Zaibatsu en lui interdisant de revenir un jour au Japon. Lee s'exile donc aux Bahamas pendant plus de 20 ans et y monte une puissante entreprise spécialisée dans la construction de robots.
Des années plus tard, alors que Lee avait rompu tous liens avec sa famille, il entend parler de l'attaque de la G Corporation par la Mishima Zaibatsu, qui rechercherait un mystérieux composant détenu par la G Corp, pour un obscur projet. Très peu de temps après est annoncé leKing of Iron Fist Tournament4. La passion du combat se réveilla en Lee, tout comme la haine qu'il éprouvait pour son père. Lee décide donc de s'inscrire au tournoi sous l'identité de Violet, un mécène fantasque voulant tester ses robots de combat, pour ne pas être reconnu par son adversaire.
Mais au beau milieu du tournoi, Lee se retrouve face à un adversaire totalement inattendu : son frère Kazuya, qu'il croyait mort depuis 20 ans. Tellement surpris de voir son rival vivant, Lee en perdit toute sa concentration, et ne put rien faire face aux coups meurtriers de son frère, qui le battit très facilement. Violet disparut donc avec la défaite de Lee du tournoi.

## Tekken 5

### Asuka Kazama
- Nationalité :  Japon
- Style de combat : Karaté style Kazama/Aikido
- Jouable dans : Tekken 5, Tekken 5: Dark Resurrection, Tekken 6, Street Fighter X Tekken, Tekken Tag Tournament 2, Tekken 7 et Tekken 8
- Relations :
  - Jin Kazama (Cousin)
  - Jun Kazama (Tante)
  - Lili Rochefort (Rivale)
  - Feng Wei (Ennemi)
  - Kazuya Mishima (Oncle)

Asuka Kazama est la cousine de Jin Kazama, la fille du frère de Jun Kazama et apparaît dans Tekken 5 et Tekken 6. Âgée de 17 ans lors de sa première participation, c'est une jeune fille très vive et sportive, au caractère bien trempé. Elle est autoritaire, voir orgueilleuse, et ne supporte pas les injustices.
Étant une Kazama, elle est également l'une des rares personnes, comme sa tante Jun, capable de « calmer » le gène Devil (la séquence de fin d'Asuka dans Tekken 5 montre une lueur violette autour de ses mains, faisant disparaître le gène Devil du corps de Jin).
Étant issue de la famille Kazama, Asuka a un style de combat plutôt agressif, et ses coups sont globalement plus puissants que la majorité des autres personnages féminins de la saga.
Depuis toute petite, Asuka a montré des dons pour le combat et a reçu de son père, qui possède un dojo, un entraînement aux arts martiaux traditionnels style Kazama, discipline pour laquelle elle est particulièrement douée. Née avec un sens fort de la justice, Asuka était bien connue dans les environs d'Osaka pour faire cesser les querelles de voisinages, surtout par K.O.
Un jour, en se rendant au dojo familial pour son entraînement quotidien, elle trouva le bâtiment complètement dévasté, et son père gravement blessé. Après l'avoir transporté à l'hôpital, elle tenta de lui faire dire qui était l'agresseur, mais plongé dans le coma, son père ne put rien lui dire. Rapidement cependant, un inspecteur de police chinois, Lei Wulong, lui apprit qu'il poursuivait un homme d'origine chinoise Feng Wei depuis plusieurs mois, car il était responsable de l'agression de nombreux directeurs de dojos en Chine et au Japon. Pour lui, c'était cet homme qui avait agressé le père d'Asuka. Selon Lei, Feng Wei était à la recherche de combattants à sa mesure et il pensait qu'il allait participer auKing of Iron Fist Tournament5, qui venait d'être annoncé, dans ce but.
Folle de colère, Asuka décida de participer à son tour au tournoi, pour retrouver Feng et lui régler son compte. L'affrontement fut violent, mais c'est finalement Asuka qui l'emporta. C'est pendant la compétition cependant qu'elle apprit son lien de parenté avec Jin Kazama, mais celui-ci se transforma en Devil Jin et disparut avant qu'Asuka ait pu le rencontrer. Le tournoi fini, la jeune fille décida de rentrer au Japon pour aider à la convalescence de son père, et décida de remettre à plus tard ses retrouvailles avec Jin.
Elle croise dans le 5e tournoi Lili Rochefort qu'elle bat en combat singulier. Cette dernière, très vexée ne cesse de la poursuivre. Leur rivalité reste tout de même assez bon enfant et leur rencontres successives fait plus office de chamailleries de petites filles que de réelle combat. Il semble que Lili cherche plutôt une amie à taquiner qu'un véritable combat vengeur. Elle s'est d'ailleurs inscrite dans la même université que Asuka.
Quelque temps plus tard cependant, Jin, qui avait pris le contrôle de la Mishima Zaibatsu, déclencha une nouvelle guerre mondiale, et Asuka décida de participer au sixième tournoi, pour pouvoir approcher Jin et le mettre hors d'état de nuire. Elle échouera à retrouver Jin à temps avant qu'il ne parte affronter Azazel et disparaisse.
À l'annonce du 7e tournoi, Asuka reçoit une invitation à participer, les frais d'inscription étant réglés à l'avance. C'est Lili, désireuse d'avoir sa revanche sur Asuka, qui a organisé la rencontre.

### Devil Jin
- Nationalité :  Japon
- Style de combat : Karaté style Kazama/Mishima
 Jouable dans : Tekken 5, Tekken 5: Dark Resurrection, Tekken 6, Tekken Tag Tournament 2, Tekken 7 et Tekken 8
- Relations :
  - Devil Kazuya (Père et ennemi)
  - Unknown (Mère)

Il s'agit de Jin Kazama transformé par le Devil Gene. Son corps reste le même, à quelques détails près : des cornes pointues vers le bas poussent sur sa tête, tout comme les deux ailes noires sur son dos, ses yeux deviennent rouges, des marques noires apparaissent sur son torse et son visage avec un losange rouge au milieu du front, puis ses mains et pieds prennent des formes démoniaques, avec une longue chaîne qui entoure son bras droit, sa taille et sa jambe gauche. Il a un aspect démoniaque, et sa force est décuplée. Sous cette forme, Jin est quasiment invincible. Jin a hérité du gène démoniaque par son père, Kazuya, qui a été possédé par un démon lorsqu'il était enfant. Devil Jin ne peut être arrêté que par Jin lui-même, au moyen de puissants effets de sa volonté pour reprendre le contrôle de son être, ou bien grâce aux femmes de la famille Kazama, Jun, la mère de Jin, et Asuka, sa cousine, qui semblent posséder un don naturel pour contrer le mal.
Devil Jin apparaît lorsque Jin est soumis à des instants de forte colère, ou lorsqu'il se retrouve en situation de danger. À l'origine, Jin ne contrôle pas cette mutation, qui apparaît à ses dépens, il essaiera même de la combattre par tous les moyens, mais le Devil Jin s'avère d'une résistance à toute épreuve, et au fur et à mesure que l'esprit de Jin devient de plus en plus maléfique, ces transformations deviennent plus fréquentes. Aujourd'hui, Jin est capable de prendre cette forme à volonté, mais contrairement à ce que l'on pense, Jin ne cessera jamais d'essayer de combattre ce démon qui l'habite, qui lui rappelle trop son père, qu'il hait profondément. Par amour pour sa mère, disparue en le protégeant d'une autre entité maléfique, Ogre, il essaie en vain d'anéantir son démon pour redevenir un humain normal.
Mais personne ne se révèle assez puissant pour le vaincre, même sa cousine Asuka Kazama ne peut calmer le Devil gène que de façon temporaire et seulement si elle se trouve à côté de lui. C'est pourquoi Jin décide de faire appel aux pires forces démoniaques pour pouvoir anéantir Devil Jin. C'est ainsi qu'il décide de déclencher une guerre mondiale, pour répandre le plus grand chaos possible sur terre, afin de réveiller le démon Azazel, une entité démoniaque surpuissante. Jin pense en effet qu'en affrontant Azazel et en le tuant, il débarrassera la Terre d'un terrible fléau, et sera en retour libéré du Devil gène. L'alternative étant que tous deux s'entretueront, et que le Devil gene mourra avec Jin.
Devil Jin apparaît dans Tekken 3 et Tekken 4 dans les séquences de fin de Jin Kazama et dans Tekken Tag Tournament dans la séquence de fin de Kazuya Mishima, puis devient jouable à partir de Tekken 5.

### Feng Wei
- Nationalité :  Chine
- Style de combat : Kempo
- Jouable dans : Tekken 5, Tekken 5: Dark Resurrection, Tekken 6, Tekken Tag Tournament 2, Tekken 7 et Tekken 8
- Relations :
  - Lei Wulong (Ennemi)
  - Asuka Kazama (Ennemie)

Feng Wei est un jeune maître de Kempo, âgé de 26 ans. D'origine chinoise, cet homme est littéralement né pour le combat. Il vécut presque toute son enfance et son adolescence dans un dojo où il fut entraîné à la maîtrise du Kempo chinois, entraînement qui primait même sur son éducation sociale, à tel point que Feng ne vit aujourd'hui que pour le combat, la violence étant sa religion.
À l'âge de 20 ans, Feng était devenu le meilleur combattant de Kempo de toute l'Asie. Mais il en avait plus qu'assez de suivre les règles très strictes du dojo, notamment celle qui lui interdisait de combattre des adversaires maîtrisant un autre style de combat. Quand son maître tenta de le faire revenir dans le droit chemin, il le tua sauvagement. Feng décida par la suite de prouver sa valeur en se mesurant aux maîtres des principaux dojos de Chine puis du Japon. Il écrasa tous ses adversaires, et en signe de victoire, il détruisit leurs dojos. Mais il finit par s'attaquer, au Japon, au dojo Kazama, et après avoir vaincu le maître des lieux, qui n'était autre que le frère de Jun Kazama, il décida de s'inscrire au King of Iron Fist Tournament 5, afin de récupérer les rouleaux secrets du « Poing de Dieu », technique ultime de son art, et que détenaient la Mishima Zaibatsu. Mais il ignorait qu'il était poursuivi dans ce tournoi par Lei Wulong, policier chinois qui le traquait pour ses nombreux méfaits, et surtout par Asuka Kazama, qui voulait venger son père, que Feng avait envoyé à l'hôpital plusieurs semaines auparavant.
Asuka retrouva alors Feng. Celui-ci était sans crainte et pensait qu'une simple fillette ne serait pas de taille face à lui, mais il fut envoyé au tapis. Lei Wulong tenta de l'arrêter, mais Feng parvint à s'enfuir. Il réussit à récupérer les rouleaux volés dans le coffre-fort de la Mishima Zaibatsu mais il fut déçu, car ils contenaient un simple enseignement: « Celui qui anéantira toutes les autres techniques de combat et donnera naissance à sa propre discipline deviendra un guerrier supérieur à tous, le Dieu Dragon ».
Après le tournoi, Feng entreprit donc de voyager à travers le monde pour combattre les pratiquants de différents arts martiaux, et nombreux sont ceux qui succombèrent à ses coups. Un jour cependant, Feng entendit parler d'un nouveau King of Iron Fist Tournament. Sachant que cette compétition rassemblait les meilleurs combattants qui puissent exister, Feng, assoiffé de pouvoir, se rendit une nouvelle fois au Japon pour participer à la compétition.
Lors du King Of Iron Fist Tournament 7 il affronte et perd contre Leroy Smith qui lui affirmera qu'il n'a pas le mental d'un vrai combattant. Très en colère et ayant soif de vengeance, il participe au King Of Iron Fist Tournament 8 afin de l'affronter à nouveau. Sachant que son rival se bat du côté de la rébellion, il n'aura aucun scrupule à entrer dans la G Corporation afin d'être sûr d'affronter Leroy.

### Jack-5
- Nationalité :  Russie
- Style de combat : Arme
- Jouable dans : Tekken 5 et Tekken 5: Dark Resurrection
- Relations :
  - Jane (Créatrice)
  - Jack (Ancêtre)
  - Jack-2 (Ancêtre)
  - Gun Jack (Ancêtre)
  - Jack-6 (Descendant)
  - Jack-7 (Descendant)

Jack-5 est un super-robot, modèle amélioré de la série des Jack.
Jane, la petite fille sauvée par Jack-2 avant Tekken 2, a été embauchée par la G-Corporation, pour laquelle elle développa Jack-4, puis Jack-5. Comme pour ses prédécesseurs, elle transféra la mémoire d'un robot à l'autre. La compagnie inscrira le robot auKing of Iron Fist Tournament5 pour le tester.

### Jinpachi Mishima
- Nationalité :  Japon
- Style de combat : Karaté style Mishima
- Apparaît dans : Tekken 5, Tekken 5: Dark Resurrection, Tekken : Revolution
- Jouable dans : Tekken Tag Tournament 2
- Relations :
  - Heihachi Mishima (Fils)
  - Kazuya Mishima (Petit-fils)
  - Jin Kazama (Arrière-petit-fils)
  - Wang Jinrei (Ami)
  - Lars Alexandersson (Petit-fils)
  - Lee Chaolan (Petit-fils adoptif)

Jinpachi Mishima est le fondateur de la Mishima Zaibatsu, le père de Heihachi Mishima, le grand-père de Kazuya Mishima et l'arrière-grand-père de Jin Kazama. Homme juste et droit, il était le meilleur ami de Wang Jinrei et fut considéré, avant d'être battu par son fils, comme le plus grand combattant de tous les temps.
En effet, Heihachi finit par en avoir assez d'attendre la mort de son père pour pouvoir prendre le contrôle de la multinationale familiale, et il décida, avant le tout premier tournoi, de défier Jinpachi en combat singulier, et parvint à le vaincre. Mais craignant que son père ne prenne sa revanche, il l'enchaîna dans les sous-sols du temple d'Honmaru, et le laissa sans eau ni nourriture. Jinpachi résista longtemps, espérant que quelqu'un viendrait le délivrer, mais les semaines passant, ses espoirs s'amenuisèrent. Alors qu'il allait mourir de faim et de soif, un démon, semblable à celui qui avait contaminé le reste de sa famille (à l'exception d'Heihachi) sortit de terre et profita de la faiblesse du vieil homme pour le posséder, tout comme Kazuya et Jin. Mais malgré cette aide, Jinpachi était trop faible pour se libérer de ses chaînes. Cependant, l'esprit démoniaque le maintenu en vie pendant des décennies.
Mais à la fin du quatrième tournoi, qui se déroulait dans le temple d'Honmaru, lorsque les robots JACKS-4 attaquèrent Heihachi et Kazuya, Jinpachi sorti de sa stase et sentit les vibrations du combat au-dessus de lui. L'explosion qui suivit le combat affaiblit grandement les structures de la prison, et Jinpachi sentit que c'était l'occasion de quitter sa cage. Il utilisa tous les effluves démoniaques qu'il avait accumulés pendant tout ce temps, et parvint à briser ses chaînes et à fuir. Mais en se donnant tout entier au démon qui l'habitait, tout son être fut possédé par l'esprit démoniaque, et Jinpachi n'était plus maître de son propre corps.
Désirant se venger de ceux qui l'avait trahi, Jinpachi profita de la mort supposée de son fils et de la disparition de Kazuya et Jin, pour reprendre le contrôle de la Mishima Zaibatsu. Mais consumé par la rage et la haine, il n'avait qu'une idée : retrouver tous ses descendants pour les anéantir et mettre un terme au sang maudit des Mishima. Cependant, dans un dernier acte de conscience, Jinpachi décida d'organiser un cinquième King of Iron Fist Tournament, afin de pouvoir affronter un combattant suffisamment fort pour pouvoir le tuer, lui et le démon qui le possédait, et qui menaçait de tout détruire sur son passage. C'est dans cet esprit qu'il envoya une lettre à son ami Wang, pour lui demander de s'inscrire.
À la fin du tournoi, Jinpachi est finalement vaincu par son descendant, Jin Kazama. Juste avant de mourir, Jinpachi sent le démon mourir en lui, et il décède, heureux d'avoir empêché un avenir catastrophique, ignorant que son meurtrier est lui aussi possédé par un démon similaire.

### Raven
- Nationalité :  Canada
- Style de combat : Ninjutsu
- Jouable dans : Tekken 5, Tekken 5: Dark Resurrection, Tekken 6, Street Fighter X Tekken, Tekken Tag Tournament 2 et Tekken 8
- Incarné par : Darren Dewitt Henson
- Relations :
  - Jinpachi Mishima (cible dans Tekken 5)
  - Heihachi Mishima (cible dans Tekken 5)
  - Kazuya Mishima (cible dans Tekken 6)
  - Jin Kazama (cible dans Tekken 6)
  - Yoshimitsu (mentor)

Raven est un espion et tueur à gages. On ne sait pratiquement rien sur sa vie, Raven n'étant même pas son véritable nom, si ce n'est qu'il serait d'origine canadienne. Il travaille pour une mystérieuse organisation dont on ignore le nom et les motivations. Personnage très mystérieux, il ne semble s'embarrasser d'aucun sentiment, et exécute à la lettre tous les ordres, même les plus cruels, de ses supérieurs. Cet adepte du ninjutsu a une cicatrice qui lui traverse le visage en forme de X, dont on ignore la provenance, ainsi qu'un tatouage sur l'épaule, un kanji signifiant « mort ». Sa combinaison noire, ses lunettes de soleil et sa personnalité rappellent le personnage principal du film Blade joué par Wesley Snipes ; sa coiffure et son gimmick, « I'll see you in hell » (« Rendez-vous en enfer »), sont quant à eux inspirés du personnage de Simon Phoenix, également joué par Snipes, dans Demolition Man[réf. nécessaire].
Raven avait été envoyé par ses supérieurs pour mettre fin aux agissements d'Heihachi Mishima à la toute fin du quatrième King of Iron Fist Tournament, mais il n'avait pu qu'assister à la terrible explosion qui était censé l'avoir tué. Lorsque fut annoncé le cinquième tournoi, Raven fut envoyé au Japon afin de découvrir qui en était à l'origine, mais aussi pour vérifier si Heihachi était bien mort. C'est donc lui qui avait découvert que le vieil homme était toujours vivant. Estimant qu'Heihachi serait bien plus utile mort que vivant, Raven avait l'intention de l'affronter, mais il fut battu par Kazuya Mishima.
Quelques mois plus tard, dans un monde ravagé par le chaos et les conflits mondiaux, la lutte entre la Mishima Zaibatsu, commandée par Jin Kazama, et la G Corporation, dirigée par Kazuya Mishima, s'intensifiait de jour en jour et menaçait à tout instant de se transformer en guerre généralisée. Raven fut alors chargé d'infiltrer le 6eKing of Iron Fist Tournamentpour empêcher ce dénouement catastrophique, en arrêtant par tous les moyens Jin et Kazuya.
Il fera alors provisoirement équipe avec Lars Alexanderson afin d'aider la rébellion à renverser la Mishima Zaibatsu. il affronte à lui tout seul non sans mal la machine de guerre Nancy et réussi à la détruire. Il trouvera également sur son chemin Sergei Dragunov et perd son combat contre lui. Affaiblit, et doutant de ses capacités il rend compte à sa supérieure Master Raven qui l'enverra reprendre ses entrainements.
Raven passe donc plusieurs mois à peaufiner ses techniques et se rendra maître du clonage faisant évoluer son ninjutsu à son paroxysme. A nouveau confiant, il reprend son service auprès des Nations Unies et notamment sous le commandement direct du maître de l'unité Raven: Victor Chevalier. Il participera alors à nouveau à la rébellion et aidera à la destruction de la G Corporation.
Raven apparaît dans le film Tekken où son personnage est joué par Darrin Dewitt Henson. Il participe au tournoi de Tekken organisé par Heihachi Mishima à Tekken City.

### Roger Jr.
- Nationalité :  Australie
- Style de combat : Boxe
- Jouable dans : Tekken 5, Tekken 5: Dark Resurrection, Tekken 6 et Tekken Tag Tournament 2
- Relations :
  - Roger (Père)
  - Dr Boskonovitch (Créateur)

Roger Jr. est un kangourou militaire transgénique, fils de Roger. Mais Roger Jr. n'est qu'un bébé, qui « se bat » dans la poche de sa mère. C'est elle en vérité le véritable combattant, celle qui donne les coups, son fils se limitant à agiter ses petits poings depuis sa poche ventrale.
Roger Jr. est le second kangourou génétiquement modifié à des fins militaires, par le Dr Boskonovitch. Son père, Roger, avait été enlevé quelque temps après sa naissance afin de servir à des expériences génétiques, le but étant, en combinant son ADN à celui d'un spécialiste des arts martiaux, d'en faire un combattant suprême. Mais à l'issue du second tournoi, Roger disparut mystérieusement, laissant derrière lui sa femme et un bébé, ayant hérité des capacités de son père. Pensant que l'approche du cinquième tournoi du King of Iron Fist pourrait lui dévoiler des indices à propos de la disparition de son père, Roger Jr. décida d'entrer dans le tournoi pour découvrir, au moyen des poings de sa mère, ce qu'il était advenu de son père.
Après des combats acharnés, Roger Jr. et sa mère finissent par retrouver Roger, qui vit une vie de pacha aux frais de la Mishima Zaibatsu, totalement indifférent au sort de sa famille. Folle de colère, la mère de Roger Jr. décide (après avoir donné une magistrale correction à son mari) de rentrer chez elle et demande le divorce.
Malheureusement, l'argent vient très vite à manquer, et la famille a beaucoup de mal à joindre les deux bouts. C'est alors qu'est annoncé leKing of Iron Fist Tournament6, qui promet comme toujours une très grosse somme d'argent au vainqueur. Avec l'espoir de remporter la récompense pour pouvoir mener une vie à l'abri du besoin, Roger Jr. et sa mère s'inscrivent à nouveau au tournoi.

## Tekken 5: Dark Resurrection

### Armor King II
- Nationalité :  Mexique
- Style de combat : catch
- Jouable dans : Tekken 5: Dark Resurrection, Tekken 6, Tekken Tag Tournament 2, Tekken 7,  Tekken 8
- Apparaît dans : Tekken: The Motion Picture
- Relations :
  - King II (Rival)
  - Craig Marduk (Ennemi mortel)
  - Alex (Élève)
  - Jaycee (Rival)

Armor King II était le mentor de King 1er et de King 2e.
Frère cadet de feu Armor King 1er du nom, Armor King II a appris le décès de son frère ainé, dans un bar en Australie, des mains d'un certain Craig Marduk, alors que l'apprenti de son frère combat au troisième King of Iron Fist Touranement. King II entreprend alors de venger son maître et devient le rival mortel de Marduk, tandis que le quatrième King of Iron Fist Tournament est annoncé.
Armor King II voyant King II se lier d'amitié avec l'assassin de son frère, décide de reprendre les choses en main, et attaque Marduk dans le vestiaire alors que celui-ci s'apprête à disputer un combat de Vale Tudo, envoyant l'australien à l'hôpital. Marduk et King, qui sont devenus amis après le cinquième King of Iron Fist Tournament., décident de partir à la recherche de ce mystérieux agresseur. Tous deux décident donc de participer au sixième King of Iron Fist Tournament organisé par Jin Kazama, certains que l'agresseur de Marduk y participera. L'irrespect de Marduk pour Armor King I ira jusqu'à revenir déterrer le mort, alors que les deux jaguars le rejoignent.

### Sergei Dragunov
- Nationalité :  Russie
- Style de combat : Sambo
- Jouable dans : Tekken 5: Dark Resurrection, Tekken 6, Tekken Tag Tournament 2, Tekken 7 et Tekken 8
- Incarné par : Anton Kasabov
- Relations :
  - Devil Jin (Cible dans Tekken 5 : Dark Resurrection)
  - Kazuya Mishima (cible dans Tekken 5 : Dark Resurrection)
  - Raven (Cible dans Tekken 6)
  - Jin Kazama (Cible dans Tekken 6)

Sergei Dragunov fait sa première apparition dans Tekken 5: Dark Resurrection. Il est âgé de 26 ans. C'est un officier de l'armée russe particulièrement redouté par ses ennemis autant que par ses subordonnés. Sa technique de combat est extrêmement redoutable et brutale puisqu'il combine des prises au corps à corps du Sambo (lutte militaire russe) à des enchaînements de coups de poing et de pied venant du Systema. Homme glacial et particulièrement efficace, traits de caractères qui lui valurent le surnom d'« ange blanc de la mort », Dragunov ne se distingue pas par sa bonté d'âme, et c'est donc à lui que sont confiées les missions les moins reluisantes. Il ne montre aucune pitié face à ses adversaires, qui ne résistent pas longtemps à ses attaques dévastatrices.
Un jour, au beau milieu de la Sibérie, une expédition de scientifiques russes découvrit le corps d'un être d'une espèce encore inconnue et apparemment sans vie congelé dans la glace. Rapidement l'armée boucla la zone et y envoya ses unités spéciales commandées par Dragunov contrôler le secteur et le mettre en quarantaine. Le corps fut quant à lui emmené dans une base secrète pour y être examiné plus en détail.
Mais quelque temps plus tard, l'entité en question, qui n'était autre que Kazuya Mishima, fut réveillée par l'unité qui l'étudiait. Kazuya entra dans une fureur noire en découvrant que l'on avait pratiqué des expériences sur lui, et il s'échappa en tuant un grand nombre de scientifiques. L'état-major qui dirigeait le complexe scientifique convoqua alors Dragunov et lui donna l'ordre de s'inscrire auKing of Iron Fist Tournament5 pour capturer cette entité qu'ils baptisèrent « Devil ». Mais malgré ses recherches, Dragunov ne parvint pas à le retrouver, et il rentra chez lui en indiquant que Devil n'avait sûrement pas participé au tournoi, sinon il l'aurait trouvé.
Quelque temps plus tard, Jin Kazama, nouveau leader de la Mishima Zaibatsu, déclenche une guerre mondiale. Devenue surpuissante, la multinationale écrase tout sur son passage, et aucun pays au monde, y compris la Russie ne semble en mesure de l'arrêter. Cependant, lorsque est annoncé leKing of Iron Fist Tournament6, l'État-major russe y voit l'occasion rêvée pour arrêter Jin, et ordonne à Dragunov de participer à nouveau au tournoi. Son objectif est alors d'infiltrer la Mishima Zaibatsu et trouver le moyen de mettre fin aux agissements de Jin.

### Lili Rochefort
- Nationalité :  Monaco
- Style de combat : Combat de rue / Ballet
- Jouable dans : Tekken 5: Dark Resurrection, Tekken 6, Street Fighter X Tekken, Tekken Tag Tournament 2, Tekken 7 et Tekken 8
- Relations :
  - Asuka Kazama (Rivale)
  - Jin Kazama (Cible dans Tekken 6)
  - Sebastian (Valet)

Émilie De Rochefort, dite Lili, est une jeune adolescente blonde monégasque de 16 ans. Véritable fille à papa élevée dans le luxe et l'argent, et enfant unique de surcroit, son père ne lui a jamais rien refusé. Pourtant, Lili s'est tracé son propre chemin en devenant une experte en arts martiaux à qui personne ne peut résister dans les rues de Monaco. Elle ne ressemble pas à une combattante, portant une veste tailleur et une jupe.
Fille d'un richissime magnat du pétrole, Lili fut enlevée contre une rançon colossale à l'age de 12 ans. Mais son talent inné pour le combat se manifesta alors, et à elle seule elle parvint à s'échapper. Depuis, et bien que son père soit assez réticent à cette idée, Lili participe très régulièrement à des combats de rue, sous la surveillance de Sebastian, son valet. Elle se montre être une adversaire redoutable, et du haut de ses 18 ans, remporte ses batailles.
Mais Lili en a rapidement assez de ces combats trop faciles, et en cachette de son père, elle décide de s'inscrire auKing of Iron Fist Tournament5, qui rassemble les meilleurs combattants du monde, dans l'espoir de trouver des adversaires à sa mesure. Vaincue par Asuka Kazama et ivre de colère de par son élimination prématurée, elle cherche à tout prix à prendre sa revanche. Mais son père, qui a appris sa participation, le lui interdit catégoriquement.
Cependant, à la suite de la guerre mondiale déclenchée par la Mishima Zaibatsu, le père de Lili se retrouve totalement ruiné, et la jeune fille décide à nouveau de participer au 6e Tournoi pour venger son père, prendre le contrôle de la Mishima, et accessoirement retrouver Asuka Kazama pour prendre sa revanche.
Elle cultive avec Asuka une rivalité amie/ennemie assez bon enfant et cherche plus à taquiner plutôt qu'à se venger. Elle intègre d'ailleurs l'université de cette dernière pour l'embêter.

## Tekken 6

### Alisa Boskonovitch
- Nationalité :  Russie
- Style de combat : Unique
- Jouable dans : Tekken 6, Street Fighter X Tekken, Tekken Tag Tournament 2, Tekken 7 et Tekken 8
- Relations :
  - Dr. Boskonovitch (Père biologique)
  - Jin Kazama (Maître)
  - Lars Alexandersson (Ami)
  - Ling Xiaoyu (Meilleure Amie)
  - Panda (Amie)
  - Miharu Hirano (Amie)
  - Shin Kamiya (Ami, décédé)

Contrairement à ce que son apparence pourrait laisser penser, Alisa n'est pas une humaine, mais un androïde de combat, c'est-à-dire un robot à apparence humaine. Elle a été conçue par le Dr Bosconovitch, d'où son nom, lorsque la fille de celui-ci, prénommée Alisa, est décédée brutalement. Fou de douleur, ne pouvant supporter son absence, il a construit un androïde à l'image de sa fille et est même parvenu à lui implanter des souvenirs et une véritable IA (intelligence Artificielle), ce qui fait d'elle une copie conforme de la véritable Alisa Bosconovitch.
Malheureusement, le Dr Bosconovitch est mort, assassiné par Bryan Fury, avant qu'il ne soit parvenu à la réveiller. Alisa dort donc paisiblement dans le laboratoire du docteur, jusqu'à ce que la Tekken Force attaque le bâtiment. Alisa est alors réveillée par le dirigeant de l'attaque Lars Alexandersson. Devenu amnésique, celui-ci entraîne la jeune fille dans sa quête pour retrouver la mémoire, ce qui les conduit à participer auKing of Iron Fist Tournament6, et une véritable amitié naît entre eux deux.
Malheureusement, lorsqu'ils sont confrontés à Jin Kazama, celui-ci ordonne à Alisa de tuer Lars, ce qu'elle est obligée de faire, ayant été conçue pour obéir aveuglément aux ordres de Jin. Mais Lars parvient à la vaincre et elle est laissée pour morte. Cependant, après sa confrontation avec Jin, Lars revient auprès d'Alisa et rapporte son corps auprès de Lee Chaolan, son demi-frère, tous deux étant des enfants d'Heihachi Mishima. Lee lui promet qu'il fera tout pour rendre la vie à Alisa.
Grâce à la technologie de Violet Systems, Lee réanime Alisa. Une fois sa mémoire restaurée, il la charge de garder le corps de Jin, dans le coma depuis sa traversée du désert.
Alisa est un personnage très excentrique. Toujours joyeuse et très extravertie, elle ne perd jamais le moral et sa bonne humeur redonne souvent du courage à Lars lors de leur voyage. Elle a l'apparence d'une jeune fille d'une vingtaine d'années. Elle peut voler brièvement à grande vitesse au cours des combats, faire sortir des tronçonneuses de ses bras, et même ôter sa tête, afin de la mettre dans les mains de son adversaire, la tête explose, puis se régénère par la suite.

### Robert (Bob) Richards
- Nationalité :  États-Unis
- Style de combat : Karaté Freestyle
- Jouable dans : Tekken 6, Street Fighter X Tekken, Tekken Tag Tournament 2 et Tekken 7
- Relations :
  - Julia Chang dans Street Fighter X Tekken (amie et partenaire)

D'origine américaine, Robert Richards, dit Bob était dans sa jeunesse un véritable prodige des arts martiaux, maîtrisant parfaitement le karaté freestyle. Il remportait systématiquement toutes les compétitions de sa catégorie. Il était de plus extrêmement séduisant, et était très populaire, toujours poursuivi par des hordes de fans. Malheureusement, il était aussi très orgueilleux, et il se mit en tête d'affronter des adversaires de taille plus imposante que lui, et là, ce fut un véritable échec. Humilié autant que blessé dans son orgueil, Bob décida d'arrêter les compétitions, afin de suivre un entraînement très rigoureux, qui lui permettrait de gagner de la force et du poids, et il disparut totalement de la circulation pendant plusieurs années. Après des années de solitude, lorsqu'il s'estima prêt à battre n'importe quel adversaire, il décida de faire son grand retour et à reparaître sur le devant de la scène.
Tout le monde fut alors choqué par sa nouvelle apparence : Bob avait perdu tout son charme et était maintenant un obèse qui semblait visiblement incapable de battre qui que ce soit. Mais Bob se moquait de la réaction des gens, fier d'avoir obtenu un corps combinant à la perfection vitesse, force et agilité. Et pour prouver à tous qu'il était devenu le meilleur, il décida de s'inscrire à la plus difficile des compétitions qui puisse exister : le King of Iron Fist Tournament 6.

### Jack-6
- Nationalité :
- Style de combat : Arme
- Jouable dans : Tekken 6
- Relations :
  - Jane (créatrice)
  - Jack-5 (ancêtre)
  - Jack-X (Descendant)

Jack-6 est un super-robot, successeur de Jack-5, qui fut construit par la scientifique Jane, de la G Corporation. À la fin du cinquième tournoi, Jack-5 retourna auprès de sa créatrice en lui rapportant les précieuses informations qu'il avait recueillies. Grâce à ces données, Jane put développer des algorithmes de combats plus sophistiqués.
Peu de temps après, la guerre éclata entre la Mishima Zaibatsu et la G Corporation, et Kazuya Mishima ordonna à Jane et son équipe de lancer la production en masse de Jacks, ce qu'elle fit ; ces unités furent ensuite déployées aux quatre coins du monde pour lutter contre la Tekken Force. Quelque temps plus tard cependant, des rumeurs parvinrent à Jane, affirmant que la Mishima Zaibatsu était parvenue, à partir de ses travaux, à créer un modèle de Jack conçu pour le massacre à grande échelle. Furieuse de voir sa création copiée à de telles fins, Jane décida d'envoyer Jack-6 auKing of Iron Fist Tournament6 pour vérifier si ces rumeurs étaient vraies ou non, et régler le problème le cas échéant.

### Lars Alexandersson
Pour les articles homonymes, voir Alexandersson.
- Nationalité :  Suède
- Style de combat : Arts martiaux
- Jouable dans : Tekken 6, Street Fighter X Tekken, Naruto Shippūden: Ultimate Ninja Storm 2, Tekken Tag Tournament 2, Tekken 7 et Tekken 8
- Relations :
  - Heihachi Mishima (Père)
  - Kazuya Mishima (Demi-frère)
  - Lee Chaolan (Frère adoptif)
  - Jin Kazama (Haut supérieur et neveu)
  - Nina Williams (Supérieure)
  - Eddy Gordo (Supérieur)
  - Alisa Boskonovitch (Amie)
  - Jinpachi Mishima (Grand-père)

Lars Alexandersson est un combattant d'origine suédoise. Il est un officier de la Tekken Force, sous les ordres directs de Jin Kazama, et ses lieutenants Nina Williams et Eddy Gordo. Mais il est aussi, et surtout, un membre de la famille Mishima, bien qu'il l'ignore, car son père n'est autre qu'Heihachi Mishima, lui-même ignorant qu'il a un troisième fils. Lars est donc le demi-frère de Kazuya Mishima et Lee Chaolan, et l'oncle de Jin Kazama.
Lars Alexandersson est né en Suède, élevé par sa mère (dont l'identité n'est pas révélée), ee ignore totalement qu'il est un membre de la famille maudite des Mishima. Guerrier émérite, sa grande intelligence et ses capacités physiques surprenantes lui permirent de gravir très rapidement les échelons de la hiérarchie au sein de la Tekken Force, et d'être promu officier à un très jeune âge. Se battant très souvent aux côtés de ses hommes, il est très aimé de ses subordonnés.
À l'origine très fidèle à la Mishima Zaibatsu, il mena de nombreuses missions avec succès aux quatre coins du monde. Mais lorsque Jin Kazama, nouveau leader de la Mishima, déclencha une guerre mondiale, Lars choisit la voie de la rébellion, et avec une division complète de la Tekken Force rejetant la violence déclenchée par Jin, entra en guerre ouverte contre la Mishima Zaibatsu.
Un jour, Lars ordonna l'attaque d'un laboratoire secret affilié à la Mishima Zaibatsu. Mais lors de l'opération, une explosion violente le projeta contre un mur, et il perdit totalement la mémoire, ne se rappelant même plus qui il était. Revenant à lui, il aperçut un peu plus loin des membres de la Tekken Force qui se battaient contre une armée de JACKS. Ne se souvenant plus que ces hommes étaient en réalité ses alliés, il s'enfuit dans les sous-sols du laboratoire. C'est là qu'il découvrit dans un caisson hermétique, la jeune Alisa Boskonovitch, qui s'avéra être un androïde ayant l'apparence et la mémoire de la fille décédée du Dr Boskonovitch, à qui appartenait le laboratoire attaqué.
Après avoir réveillé Alisa de son sommeil artificiel, tous deux parvinrent à s'enfuir du complexe, et se lancèrent alors à la recherche du passé perdu de Lars. Après de nombreuses péripéties les ayant amené à rencontrer de nombreux autres personnages de la franchise, Lars parvient finalement à retrouver la mémoire, et toujours accompagné d'Alisa, il décide de mettre fin à la guerre qui oppose son frère et son neveu. Tous deux s'inscrivent donc auKing of Iron Fist Tournament6. Il découvrira notamment que Heihachi ne l'a conçu que comme preuve qu'il ne possédait pas le gène Devil et n'avait donc aucune envie d'élever son deuxième fils biologique.
Une fois Azazel vaincu, Lars retrouve Jin errant dans le désert, sous les tirs des hommes de la Tekken Force de Heihachi. Il trouve refuge chez Lee Chaolan, se retrouvant à protéger Jin, qu'il hait mais le seul capable de tenir tête au vainqueur de l'affrontement entre Heihachi et Kazuya.

### Leo Kliesen
- Nationalité :  Allemagne
- Style de combat : Baji Quan
- Jouable dans : Tekken 6, Tekken Tag Tournament 2, Tekken 7 et Tekken 8
- Relations :
  - Emma Kliesen (Mère)
  - Kazuya Mishima (Ennemi)

Leo Kliesen est une jeune combattante d'origine allemande au look androgyne. Âgée de 19 ans, Leo pratique le Baji quan. Enfant, Leo avait tout pour réussir. Son père était un spéléologue de renommée mondiale, mais il disparut lors d'une de ses expéditions quand Leo était encore très jeune, et son corps ne fut jamais retrouvé. Leo fut élevée par sa mère Emma, qui était une scientifique travaillant pour la G-Corporation. Et un jour, Emma fut assassinée.
Se retrouvant donc orphelin, Leo prit sa vie en main et jura de faire honneur à ses parents, en devenant étudiante en spéléologie. Mais au bout de plusieurs années d'enquêtes, le dossier concernant sa mère fut classé sans explications par la police, sans que le coupable fût jamais retrouvé. Hurlant au scandale, Leo décida de reprendre l'enquête elle-même et découvrit alors que l'homme qui avait tué sa mère n'était autre que Kazuya Mishima, qui avait payé les policiers pour qu'ils classent le dossier sur la tuerie de la G-Corporation, dont il avait pris la direction. Malheureusement pour Leo, Kazuya était trop haut-placé pour qu'elle puisse espérer l'atteindre. De plus, le garde du corps personnel de Kazuya n'était autre qu'Anna Williams, et connaissant la réputation de cette femme, Leo savait qu'elle n'avait aucune chance d'approcher Kazuya dans des circonstances normales.
C'est alors que fut annoncé leKing of Iron Fist Tournament6, et Leo découvrit que Kazuya allait y participer personnellement, tout comme Anna, mais Leo se doutait bien qu'elle serait trop occupée à se battre contre sa sœur Nina, qui participait également, pour songer à protéger Kazuya. Voyant là son unique espoir de se venger de Kazuya, elle s'inscrivit à son tour au tournoi.
Plus tard, Leo apprend que sa mère travaillait pour la Mishima Zaibatsu. Elle travaillait dans un groupe de chercheurs pour trouver un moyen de synthétiser le Devil Gene et de l'injecter dans un corps humain, offrant à cette personne une force extraordinaire. Elle vit une photo de sa mère avec le mystérieux patient qui est âgé de 6 ans lors de l'opération. Elle ne connaît pas son nom, mais il s'agit en fait de Steve Fox quand il était enfant.
On peut déduire après la cinématique de fin de Leo que Steve Fox s'est fait injecter le gène démoniaque, d'où sa cicatrice sur son bras et d'où sa force surhumaine.

### Miguel Caballero Rojo
Pour les articles homonymes, voir Caballero et Rojo.
- Nationalité :  Espagne
- Style de combat : Combat de rue
- Jouable dans : Tekken 6, Tekken Tag Tournament 2 et Tekken 7
- Incarné par : Roger Huerta
- Relations :
  - Jin Kazama (Ennemi)

Miguel est d'origine espagnole. Il a toujours voulu vivre comme un loup solitaire et ne supporte pas qu'on lui donne des ordres. Son caractère sauvage et indiscipliné fit de lui la brebis galeuse de la famille conservatrice dont il est issu. Après une énième dispute avec ses parents, il décida de fuguer à 15 ans en trouvant refuge dans un bar tenu par une de ses connaissances. Malgré ses problèmes familiaux, il resta en contact avec sa sœur cadette, qu’il chérissait. Son amour pour elle était si fort qu’il était p rêt à tuer son petit ami en apprenant qu’elle comptait l’épouser.
Le jour du mariage, il n'osa pas entrer dans l'église, et suivit la cérémonie de l'extérieur, en cachette de sa famille.
Mais au beau milieu de la noce, plusieurs avions de chasse passèrent au-dessus de la petite ville et semèrent des bombes un peu partout. L'une d'elles atterrit sur l'église, qui explosa violemment. Le souffle de l'explosion projeta Miguel à plusieurs mètres de distance. Lorsqu'il se releva, les corps des invités du mariage jonchaient les alentours. Désespéré, Miguel chercha partout sa sœur, qu'il retrouva, morte et baignant dans son sang. Le cri de désespoir que poussa alors Miguel s'entendit partout dans le village où plus un bruit ne régnait.
Jurant de se venger, il découvrit bientôt que les avions qui avaient bombardé la noce appartenaient à la Mishima Zaibatsu. Dans le même temps, on annonça leKing of Iron Fist Tournament6, et Miguel décida de s'y inscrire pour tuer le commanditaire du raid aérien qui avait assassiné sa sœur.

### Zafina
- Nationalité : Inconnue
- Style de combat : Anciens arts martiaux d'assassinat
- Jouable dans : Tekken 6, Tekken Tag Tournament 2, Tekken 7 et Tekken 8
- Relations :
  - Kazuya Mishima (Ennemi)
  - Jin Kazama (Ennemi)

Originaire du Moyen-Orient, Zafina est une jeune femme d'environ 25 ans, mystérieuse et très énigmatique. Férue d'astrologie, son style de combat est quasiment inconnu aujourd'hui et n'est pratiqué que par quelques élus.
Zafina est née au sein d'un clan très ancien, autrefois extrêmement puissant. C'est de sa famille que sont toujours issus les gardiens protégeant la nécropole royale, abritant les dépouilles des anciens rois et reines qui gouvernaient autrefois la région. Aujourd'hui, Zafina est l'unique gardienne de la nécropole et aucun de ceux qui l'ont défiée pour espérer s'emparer des richesses de la tombe n'ont survécu. Dotée de dons spirituels exceptionnels, elle croit profondément en l'astrologie. Ses prédictions se vérifient systématiquement.
Un jour cependant, un groupe lourdement armé appartenant à la Tekken Force attaque la tombe royale. Une fois de plus, Zafina les arrête facilement. La jeune femme sent pourtant que cette attaque est différente de celles qu'elle a auparavant repoussées, et de sombres présages semblent confirmer son intuition. Inquiète, elle décide d'aller consulter le chef du village qui lui révèle alors une inquiétante prophétie : « Lorsque deux étoiles démoniaques entreront en contact, le sceau royal de la nécropole sera brisé, et c'est la plus grande puissance qu'il libérera, entraînant la fin du monde ».
Zafina conclut rapidement que les deux étoiles en question ne sont autres que Kazuya Mishima et Jin Kazama, qui, par leur rivalité, ont déclenché une nouvelle guerre mondiale. Aussi, lorsque le 6e King of Iron Fist Tournament est annoncé, elle comprend que c'est là que les étoiles de la prophétie vont s'affronter. Elle décide donc de quitter son village natal et s'inscrit au tournoi pour empêcher la catastrophe à venir.
Zafina est l'un des membres du clan qui avait été engagé pour la protection des tombes de la famille impériale depuis les temps anciens.
Il fut impossible d'empêcher la résurrection d'Azazel à cause de la collision des deux étoiles maléfiques qui secoua le monde, représentées par Jin Kazama et Kazuya Mishima. Azazel ressuscité semblait avoir été vaincu par Lars Alexandersson et Jin Kazama, mais son corps spirituel était à peine parvenu à survivre.
En découvrant cela, Zafina réussit à sceller Azazel dans son propre corps grâce à un rituel transmis à sa famille. Cependant, Zafina sentait que la puissance d’Azazel scellée dans son corps se renforçait progressivement à mesure qu'un nouvel affrontement entre Jin et Kazuya approchait avec le 8e King of Iron Fist Tournament. Dans cet esprit, Zafina prit contact avec les exorcistes du groupe des Archers de Sirius, qui existaient depuis les temps anciens afin de s’associer à eux pour chasser le Devil Gene.

### Nancy-MI847J
Nancy-MI847J est un « boss bonus » de Tekken 6. Il ressemble à un robot géant noir. Il a une force titanesque et une grande taille, ce qui en fait un personnage redoutable. Ce modèle de super-robot a été conçu par la Mishima Zaibatsu pour contrer les Jack de la G Corporation.
Du fait de sa grande résistance, les attaques ne lui infligent que peu de dégâts en comparaison avec un adversaire dit « normal ». Cependant, les coups les plus puissants peuvent l'empêcher d'attaquer s'ils sont lancés juste avant qu'il n'attaque.
Celui-ci ne peut être contrôlé que dans le mode histoire, dans la zone « Tour Millénium, G Corporation » où l'on peut y affronter Anna en tant que « boss » du niveau.

## Tekken Tag Tournament 2

### Jaycee
- Nationalité :  États-Unis
- Style de combat : Catch et MMA (Mix Martial Arts)
- Jouable dans : Tekken Tag Tournament 2
- Relations :
  - Armor King (Partenaire, puis rival)
  - King II (Rival et ami, puis Partenaire)
  - Craig Marduk (Rival et ami)
  - Michelle Chang (mère adoptive)

Jaycee est l'alias de Julia Chang sous un masque de catch. Une de ses amies proches, catcheuse professionnelle, se blesse lors d'un accident. Julia décide donc de porter son masque, devenant Jaycee le temps de ce tournoi.

### Sebastian
- Nationalité :  Monaco
- Style de combat : Combat de rue/Ballet
- Jouable dans : Tekken Tag Tournament 2
- Relations :
  - Lili Rochefort (Maître d'hôtel)

Sebastian est le valet de Lili Rochefort, et s'occupe d'elle depuis qu'elle est toute petite. On peut voir Sebastian dans quelques cinématiques de Lili et ce n'est que dans le deuxième Tekken Tag qu'il prend part aux combats en tant que personnage jouable. Il a la même façon de se battre que Lili.

### Slim Bob
- Nationalité :  États-Unis
- Style de combat : Karaté Freestyle
- Jouable dans : Tekken Tag Tournament 2

Slim Bob est en réalité Bob Richards mais en plus maigre. Bob ayant énormément perdu de poids après le King of Fist Iron Tournament 6. Il est jouable sous cette forme mais aussi sous sa forme originale.

## Street Fighter X Tekken

### Jack-X
- Nationalité :  Russie
- Style de combat : Force Brute
- Jouable dans : Street Fighter X Tekken

Jack-X est le dérivé de Jack qui apparaît dans Street Fighter X Tekken.

## Tekken 7

### Akuma
- Nationalité : Japon
- Style de combat : Karaté Ansatsuken
- Jouable dans : Tekken 7

Personnage issu également de la série Street Fighter. Il est connu pour être l'homme maîtrisant parfaitement le Satsui No Hado, la version la plus terrifiante (voire démoniaque) du karaté Ansatsuken.
Il est l'assassin commandité par Kazumi Mishima. Elle lui demande de tuer son mari Heihachi si jamais elle échoue. À contrecœur, elle désigne également son fils Kazuya si Heihachi survivait car il ne faut pas qu'il affronte son père. Akuma accepte car, pour une raison inconnue, il a une dette envers elle.

### Claudio Serafino
- Nationalité :  Italie
- Style de combat : Magie noire de Sirius
- Jouable dans : Tekken 7, Tekken 8
- Voix : Diego Baldoin (it)

Claudio possède la faculté étrange de créer une énergie bleue dans ses mains lorsqu'il combat, le Starbust. Dans cet état, un tatouage noir apparaît sur sa joue gauche.
Il fait partie d'un groupe d'exorcistes appelé « Les Archers de Sirius », dont il est le meilleur représentant de sa génération. Depuis des milliers d'années, ils combattent en secret les entités démoniaques qui envahissent le monde. Ils sont finalement découverts par la Mishima Zaibatsu depuis que Heihachi a repris la main de la société (après la disparition de Jin). Heihachi essaie tant bien que mal de les intégrer à sa compagnie pour traquer Kazuya et Jin mais sans succès. Se doutant que quelque chose se trame et Heihachi n'étant pas clair, Claudio décide d'investiguer en secret sur ce dernier.

### Eliza
- Nationalité : Inconnue
- Style de combat : Danse de la lune
- Jouable dans : Tekken 7

Personnage issu de Tekken Revolution qui devient finalement canon dans la série en intégrant Tekken 7. Il s'agit d'un vampire narcoleptique.
Après 600 ans de sommeil, Eliza se réveille ne pensant avoir fait qu'une petite sieste. Elle finit par découvrir que ses pouvoirs ont diminué à cause de son sommeil trop long. Elle décide alors de partir en quête de sang humain.

### Fahkumram
- Nationalité :  Thaïlande
- Style de combat : Muay-thaï
- Jouable dans : Tekken 7, Tekken 8
- Voix : Aphichat Samutsiri (thaï : อภิชาติ สมุทคีรี)[2]

Fahkumram est un pratiquant de muay-thaï de plus de 2 mètres de haut.
Plusieurs années après être devenu champion de muay-thaï dans son pays, Fahkumram se fait prendre en embuscade par l'armée thaïlandaise et se retrouve emprisonné. Il doit alors combattre dans des lieux secrets pendant que sa famille est prise en otage. Il décide de participer au tournoi dans l'espoir de sortir de sa prison et libérer sa famille.
Fahkumram a rejoint le casting de Tekken 7 en tant que personnage DLC le 24 mars 2020.

### Geese Howard
- Nationalité :  États-Unis
- Style de combat : Kobudō, Aïkido
- Jouable dans : Tekken 7

Geese Howard, de la franchise Fatal Fury, est annoncé comme personnage jouable en DLC le 17 juillet 2017. Il sera disponible dans le courant de l'hiver de cette même année.

### Gigas
- Nationalité : Inconnue (sans doute Brésil)
- Style de combat : Destruction massive
- Jouable dans : Tekken 7

Gigas est un colosse. Il s'agit d'un homme très impressionnant dans une épaisse et imposante armure.
À la suite de l'embrasement du conflit mondial, la G Corporation conduit d'étranges tests afin de créer un nouveau super soldat. Contrairement aux séries des Jack entièrement mécanisées, le nouveau soldat est lui un combattant à qui l'on fixe une armure de combat qui améliore ses compétences. Gigas est le premier d'entre eux. Cependant, il semble qu'il soit totalement dépourvu d'humanité, ne se contentant que de frapper et émettre des grognements.
On se doute en voyant la cinématique de fin de Katarina Alves qu'il s'agit en fait de son père adoptif.

### Josie Rizal
- Nationalité :  Philippines
- Style de combat : Kick boxing
- Jouable dans : Tekken 7

Josie était un bébé qui pleurait beaucoup. De façon à l'endurcir, ses parents décidèrent de lui faire pratiquer un sport de combat. Josie devint très douée mais cela n'améliora pas beaucoup son caractère et elle reste aujourd'hui encore une éternelle pleureuse. Elle vit de ce sport ainsi qu'une carrière de mannequin.
Il y a quelques années un typhon ravagea son pays et la Tekken Force intervint pour aider la population. Très reconnaissante, Josie décida de s'enrôler dans celle-ci pour faire le bien.
Son nom fait directement référence à José Rizal, un grand héros philippin.[réf. nécessaire]

### Katarina Alves
- Nationalité :  Brésil
- Style de combat : Savate
- Jouable dans : Tekken 7

Katarina est une jeune femme brésilienne avec un fort caractère et particulièrement bavarde.
Elle a perdu ses parents étant petite et a été recueilli par un homme mystérieux. La relation entre eux a d'abord été très distante puis au fur et à mesure du temps qui passe, ils se sont beaucoup rapprochés comme un père et une fille.
Récemment cet homme a disparu sans laisser de trace. Katarina se retrouve malheureusement seule et sans ressources. Cherchant à subvenir à ses besoins, elle découvre qu'un nouveau tournoi du poing d'Acier est organisé et décide d'y participer, comptant sur ses talents en savate et self-defense. Elle finit par retrouver la trace de son mentor, qui serait le sujet des expériences ayant mené à la création de Gigas.

### Kazumi Hachijo Mishima
- Nationalité :  Japon
- Style de combat : Karaté mixte style Hachijo et Mishima
- Jouable dans : Tekken 7
- Relations :
  - Jinpachi Mishima (beau-père)
  - Heihachi Mishima (époux)
  - Kazuya Mishima (fils)
  - Jin Kazama (petit-fils)
- Voix : Yumi Hara

Kazumi est la femme décédée d'Heihachi et la mère de Kazuya. Elle est la première personne à posséder le gène démoniaque de la famille et l'a transmis à Kazuya. En combat, elle invoque un tigre pour l'assister et peut également se muer en forme démoniaque.
Alors que Kazuya n'était qu'un enfant, elle a pressenti que son mari s'opposerait à son fils, car ce dernier finirait par développer les mêmes pouvoirs qu'elle. Kazumi envisage alors de stopper Heihachi même si, selon elle, cette confrontation pourrait lui coûter la vie. Elle charge alors Akuma de tuer Heihachi si elle n'y parvient pas. Malgré cette peur, elle reste aimante envers son mari. Elle se transformera en démon pour tuer Heihachi mais celui-ci réussira à la tuer, à contre cœur.

### Leroy Smith
- Nationalité :  États-Unis
- Style de combat : Wing Chun
- Jouable dans : Tekken 7, Tekken 8
- Voix : Beau Billingslea (en)

Il y a 50 ans, un jeune garçon était pris dans un conflit de gangs à grande échelle dans sa ville natale de New York aux États-Unis, où il perdait sa famille et son domicile. Après avoir disparu pendant des décennies, Leroy retourne à New York, où il est maintenant un maître chevronné des arts martiaux et veut se venger.
Il y a environ un demi-siècle, New York était au milieu d'une période sombre où des gangsters sévissaient par dizaines de milliers. Les pots-de-vin à la police et au monde politique étaient endémiques, personne ne pouvait arrêter la tyrannie des gangs et les gens devaient être totalement soumis aux gangs. À mesure que les gangs élargissaient leur contrôle sur la ville, le conflit qui les opposait s'intensifiait, aboutissant finalement à une bataille massive impliquant tous les gangs. Les rues de New York ont été immédiatement transformées en un champ de bataille de l'enfer, alimentées par des explosions et des tirs, alors que les balles volaient partout, tuant quiconque, sans distinction d'âge ou de sexe.
Quand il n'était encore qu'un garçon, la famille de Leroy Smith a été impliquée dans une fusillade. Tous ont été tués sauf Leroy qui a été gravement blessé et est tombé dans une rivière. Emporté par la mer, il est récupéré par un navire marchand et survit. Dans sa conscience qui s’évanouissait, il ressentit profondément son impuissance et un profond désir de vengeance contre les bandes.
En quittant l'Amérique, Leroy a parcouru le monde en tant que commerçant et, à Hong Kong, il a rencontré un art martial appelé Wing Chun. Leroy, fasciné par sa stratégie individuelle de défense et de neutralisation de l'adversaire, s'est installé à Hong Kong pour apprendre l'art martial.
Un demi-siècle après ce que l’on a appelé plus tard la Grande Guerre (incident de New York), New York était toujours dominé par des gangsters qui avaient survécu, bien que leur pouvoir ait diminué. Sachant cela, Leroy décide de rentrer à New York pour se venger des gangs et libérer la ville. Alimenté par sa colère, Leroy l'attaque à lui seul et le détruit avec la force d'un puissant démon.
Pendant ce temps, l'un des chefs de gang lui apprend que l'actuel Mishima Zaibatsu était à l'origine de la rivalité à grande échelle d'il y a un demi-siècle. Surpris par le fait qu’une grande entreprise engagée dans la guerre qui divise le monde est derrière elle depuis si longtemps, Leroy pense que c’est la racine de tous les maux et décide de se joindre au tournoi The King of Iron Fist.

### Lidia Sobieska
- Nationalité :  Pologne
- Style de combat : Karaté traditionnel
- Jouable dans : Tekken 7, Tekken 8
- Voix : Aleksandra Nowicka

Lidia Sobieska est une karatéka et le Premier ministre de Pologne au sein de la franchise Tekken. Elle fait ses débuts dans Tekken 7 en tant que DLC dans le Season 4 Pass. Elle revient à nouveau en tant que DLC dans Tekken 8.
Lidia est très patriotique car elle jure de remporter le 7e tournoi King of Iron Fist au nom du peuple de son pays. Elle est apparemment déphasée par les menaces dont son assistant l'a mise en garde et n'a pas peur de confronter Heihachi Mishima lorsqu'il refuse de retirer Tekken Force de Pologne. Elle est une karatéka dévouée et, dans la bande-annonce de son personnage, glisse accidentellement en parlant comme si elle était dans le dojo alors qu'elle était au téléphone avec son aide.

### Lucky Chloe
- Nationalité : Inconnue

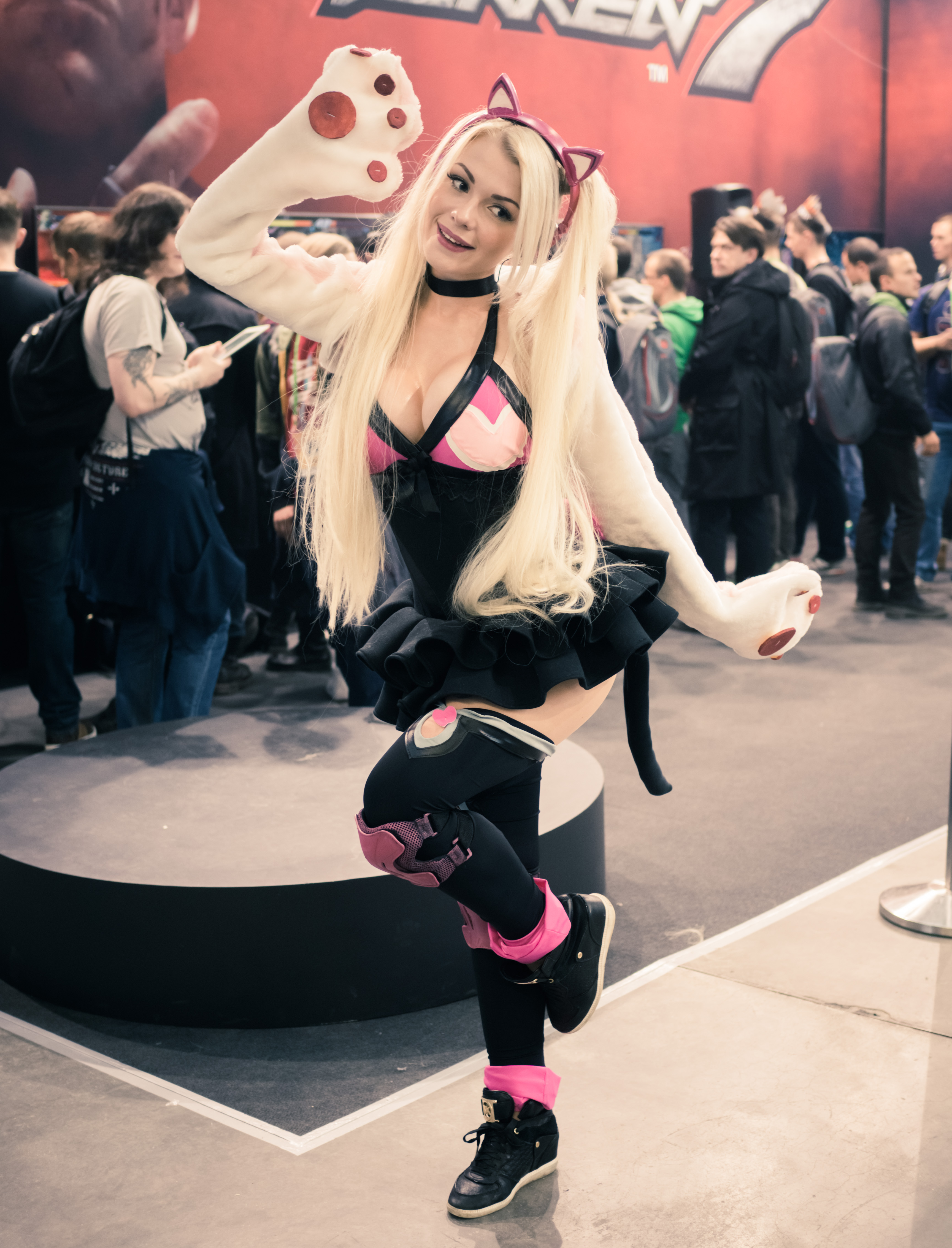
Cosplay promotionnel de Lucky Chloe lors de l'IgroMir de 2016

- Style de combat : Freestyle dances basées sur le breakdance et le uprock
- Jouable dans : Tekken 7

Cette très jeune femme enjouée voue une grande passion pour la culture japonaise. Cependant elle cache un grand secret. Elle parle anglais mais avec un accent japonais, ce qui entretient le mystère sur sa véritable nationalité.
Quand elle était petite, ses parents l'ont emmené dans une exposition sur le Japon. Depuis ce temps, elle a tout fait pour devenir une véritable Idol, cherchant à devenir la plus populaire d'entre elles. Elle se choisit le nom de "Lucky Chloe" (ce n'est pas son véritable prénom) travaille son chant, sa danse et se fait elle-même son costume. Elle finit par devenir très célèbre et populaire dans le monde entier (grâce à Internet), bien qu'elle soit plutôt haïe sur le continent nord-américain.
À la suite de cela, elle collabore avec la G Corporation en tant qu'image de la compagnie afin de donner justement une image positive en ces temps difficiles.

### Master Raven
- Nationalité : Inconnue
- Style de combat : Ninjutsu
- Jouable dans : Tekken 7

Master Raven est une femme afro-américaine possédant une armure ninja futuriste ainsi qu'un sabre. Elle partage le même nom de code que Raven, dont elle est en fait le maître.
Elle est un officier très haut-gradé dans une des entités secrètes des Nations unies. Sa mission est de surveiller les activités de la Mishima Zaibatsu et de G Corporation.

### Shaheen
- Nationalité :  Arabie saoudite
- Style de combat : Technique militaire avancée
- Jouable dans : Tekken 7 et Tekken 8
- Voix : Fadi Rifai (en)

Shaheen est un garde du corps protégeant des grands noms de ce monde. Il est dit que personne n'a réussi à attaquer quiconque était sous sa protection.
Un jour, Shaheen apprend le décès d'un de ses amis faisant partie des grandes figures d'une immense compagnie pétrolière. L'enquête conclut qu'il s'agit d'un accident mais Shaheen en doute fortement. À la suite de cela, la compagnie est rachetée par la G Corporation et l'ensemble du personnel est licencié. Ne croyant pas aux coïncidences, il décide d'investiguer et faire la lumière sur cette histoire.
Après le 7e King of Iron Fist Tournament, Shaheen est engagée comme garde du corps pour Lili Rochefort, menacée par la G Corporation. Quand la jeune héritière s'inscrit au tournoi, il prend a suite et s'inscrit à son tour.

## Tekken 8

### Azucena
- Nationalité :  Pérou
- Style de combat : MMA
- Jouable dans : Tekken 8
- Voix : Marisa Contreras

Azucena Milagros Ortiz Castillo est un nouveau personnage, annoncé en juillet 2023 pour Tekken 8. 
Championne de MMA, elle est une barista reconnue dans son pays et cherche à promouvoir son café dans le monde entier. Bien que peu investie dans la guerre, elle choisit le camp de Kazuya Mishima, qui lui permettra selon elle de vendre son café à l'échelle mondiale.

### Victor Chevalier
- Nationalité :  France
- Style de combat : Close-quarters battle (CQB)
- Jouable dans : Tekken 8
- Voix : Vincent Cassel

Victor Chevalier est un nouveau personnage, annoncé le 2 novembre 2023 pour Tekken 8. La voix du personnage est interprétée par Vincent Cassel.
Il vient d'une lignée familiale de chevaliers distingués. Il s'est d'abord engagé dans la Marine Française pour suivre les traces de son père, puis a rejoint les Nations unies pour suivre sa volonté initiale de secourir le plus de personnes possible dans le besoin.
Sentant que le monde allait basculer, pris de force par une corporation géante, il est devenu leader des forces des Nations unies et a aussi fondé et entraîné une force armée sous le nom de Raven Force, au sein de laquelle il a le nom de code Phantom Raven, même s'il n'utilise pas ce titre. Cette dernière a l'autorité de déjouer les plans, en toute discrétion, des forces armées privées à la solde de la corporation.

### Reina
- Nationalité :  Japon
- Style de combat : Non identifié (taido et karaté de style Mishima)
- Jouable dans : Tekken 8
- Voix : Asami Setō

Reina est un nouveau personnage, annoncé le 13 novembre 2023 pour Tekken 8.
Au début simplement présentée comme une étudiante de l'école polytechnique Mishima, elle affirme bien connaitre Jin et Kazuya. Cachant mal des intentions cachées, elle cherche en réalité à affronter Jin et Kazuya dans un combat à mort afin de réveiller le Devil Gene qui est en elle. Bien qu'il n'y ait pas d'explications, Nina comprend qu'elle est la fille cachée de Heihachi Mishima.

### Miary Zo
- Nationalité :  Madagascar
- Style de combat : Non identifié
- Jouable dans : Tekken 8
- Voix : inconnue

Miary Zo est un nouveau personnage, annoncé comme 4e personnage du 2e season pass de Tekken 8, en août 2025. Cette jeune femme est le premier personnage originaire de Madagascar.

## Personnages non jouables

### DrAbel
Le Docteur Abel est un scientifique fou et le rival du Dr Boskonovitch. Il travaillait pour Heihachi Mishima et sa compagnie, la Mishima Zaibatsu. Il est responsable de la destruction du robot Jack-2 et tenta également de détruire Gun Jack, deux créations du Dr Boskonovitch (qui travaillait pour la compagnie rivale de la Mishima Zaibatsu, la G Corporation). Il réanima aussi Bryan Fury et le transforma en cyborg aux capacités décuplées. Il l'utilisa comme homme de main mais celui-ci se retourna contre lui et le tua.
Il apparaît dans les cinématiques de Gun Jack, Julia Chang et Bryan Fury dans Tekken 3 et 4. Il est aussi mentionné dans le prologue de Bryan Fury dans Tekken 5. On peut le voir également en arrière-plan lors du prologue d'Heihachi dans Tekken 4.

### Jack-4
Jack-4 fait partie des super-robots créés par Jane pour la G Corporation. Ce modèle apparaît dans l'opening de Tekken 5 où un régiment complet de Jack-4 combat Kazuya et Heihachi au temple Hon-maru, pour finalement exploser.

### Azazel
Azazel est un boss du jeu Tekken 6. Autoproclamé Rectifieur des Torts du monde, il est le démon réveillé par la rencontre entre Jin Kazama et Kazuya Mishima. Il est dit que Zafina est chargée de surveiller et de contrer le monstre.
Les inspirations semblent multiples pour la création du démon : baptisé du nom d'un démon hébraïque Azazel, il porte un némès, typique de l'Égypte antique, et son apparence physique le rapprocherait du dieu égyptien Seth.

### Tougou Del Amigo
Nationalité :  Japon
- Lars Alexandersson (Ami)

Tougou est un ami proche et le bras droit de Lars Alexandersson dans Tekken 6. Il aide Lars à lutter contre son amnésie et à planifier les opérations militaires contre Mishima Zaibatsu et G-Corporation. Il meurt à la suite d'une attaque de la G-Corporation.

### Jane
- Nationalité :  Russie

Jane est une jeune scientifique blonde et aux yeux bleus, employée par la G Corporation. Enfant, elle fut sauvée par un modèle de Jack-2 qui la protégea par la suite, la fillette étant atteinte d'une maladie paralysant ses jambes. En grandissant, elle acquit les connaissances nécessaires pour développer de nouveaux super-robots. Ainsi, elle créa les modèles Gun Jack, Jack-4, Jack-5 et Jack-6 pour la G Corporation.
Jane apparaît dans les cinématiques d'ouverture de Tekken 2, de fin de Gun Jack dans Tekken 3, Jack-5 dans Tekken 5 et Jack-6 dans Tekken 6.

### Emma Kliesen
Nationalité :  Allemagne
- Leo Kliesen (fille)
- Steve Fox (sujet d'expérience)

Emma Kliesen est la mère de Leo Kliesen. C'était une scientifique remarquable qui travaillait pour la G-Corporation. On apprend qu'elle travaillait aussi pour la Mishima Zaibatsu dans le projet de synthétiser le gène démoniaque et de l'injecter sur un corps humain afin que cette personne dispose d'une force surhumaine. Steve Fox s'est fait injecter le gène démoniaque quand il avait 6 ans.

### Shin Kamiya
Nationalité :  Japon
- Jin Kazama (Ancien ami)
- Ling Xiaoyu (Amie)
- Alisa Boskonovitch (Amie)

Personnage non canonique de la série, Shin Kamiya apparaît pour la première fois dans le film Tekken: Blood Vengeance. Il est l'ancien camarade de classe de Jin Kazama au Lycée Polytechnique Mishima et devient plus ou moins ami avec Ling Xiaoyu et Alisa Boskonovitch. Il est infecté par le Devil gène mais pas de la même manière que Jin. Lui peut régénérer ses cellules ce qui lui permet d'échapper à la mort malgré ses tentatives. Il cherche à se venger de Heihachi qui l'a mis dans cet état. Il finira par trouver tout de même la mort quand ce dernier lui brise la colonne vertébrale en l'écrasant sur ses épaules après un puissant saut.